# Stanisław Masłowski

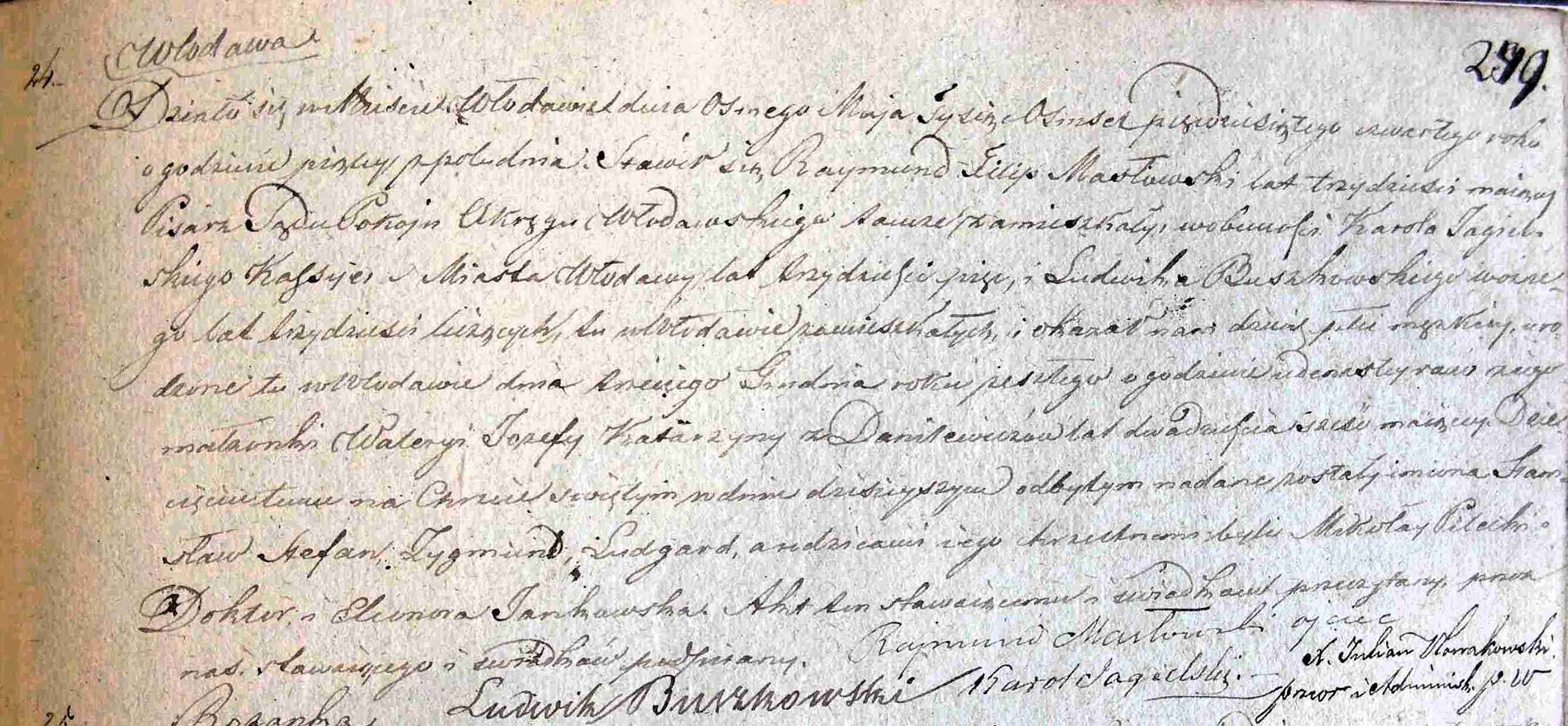
Kopia aktu urodzenia i chrztu Stanisława Masłowskiego (z 8 maja 1854 roku, z ksiąg metrykalnych Parafii Św. Ludwika we Włodawie)

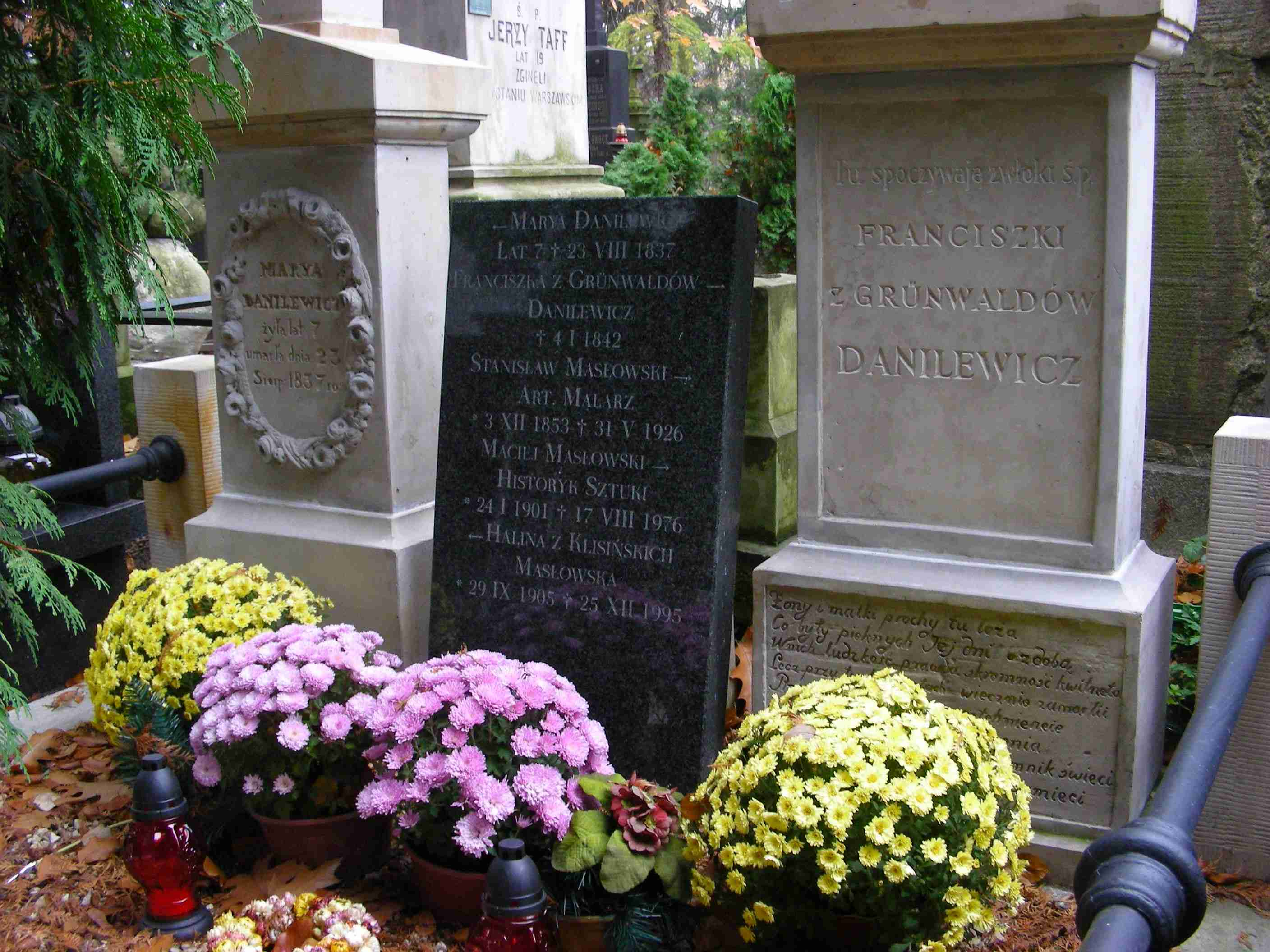
Grób Stanisława Masłowskiego na cmentarzu Powązkowskim w Warszawie, kwatera 11-1-7,8, listopad 2012

Stanisław Stefan Zygmunt Masłowski (ur. 3 grudnia 1853 we Włodawie, zm. 31 maja 1926 w Warszawie) – polski malarz realistyczny, autor pejzaży akwarelowych.

## Życiorys
Stanisław Masłowski urodził się 3 grudnia 1853 we Włodawie nad Bugiem i tamże został ochrzczony 8 maja 1854. Metryka jego chrztu jest przechowywana w archiwum parafii św. Ludwika OO. Paulinów we Włodawie. Umarł 31 maja 1926 w Warszawie.
Pochodził ze zubożałej rodziny szlacheckiej, herbu Samson, wywodzącej się z ziemi wieluńskiej. Masłowscy używali przydomku „Watta” i pisali się „z Rudy” (Z. Gloger w swej „Geografii historycznej ziem dawnej Polski” podaje za Długoszem, że pierwszą stolicą ziemi wieluńskiej była Ruda, zanim wybrano dogodniej położony Wieluń). Masłowski był synem Rajmunda (1825–1897) i Walerii Józefy Katarzyny z Danilewiczów (1827, zm. w 1881), bratem Bolesława, chemika (1851–1928), Zdzisława, Mieczysława, budowniczego (zm. 1928) i Władysława, również budowniczego. Dziadek Masłowskiego ze strony matki, Wincenty Danilewicz (ur. 1787 w Mińsku Lit., herbu Ostoja) brał udział jako szwoleżer – w kampanii napoleońskiej, za co został odznaczony francuskim orderem Legii Honorowej. Ojciec Masłowskiego był prawnikiem, kilkakrotnie awansował zmieniając wraz z rodziną miejsce zamieszkania.

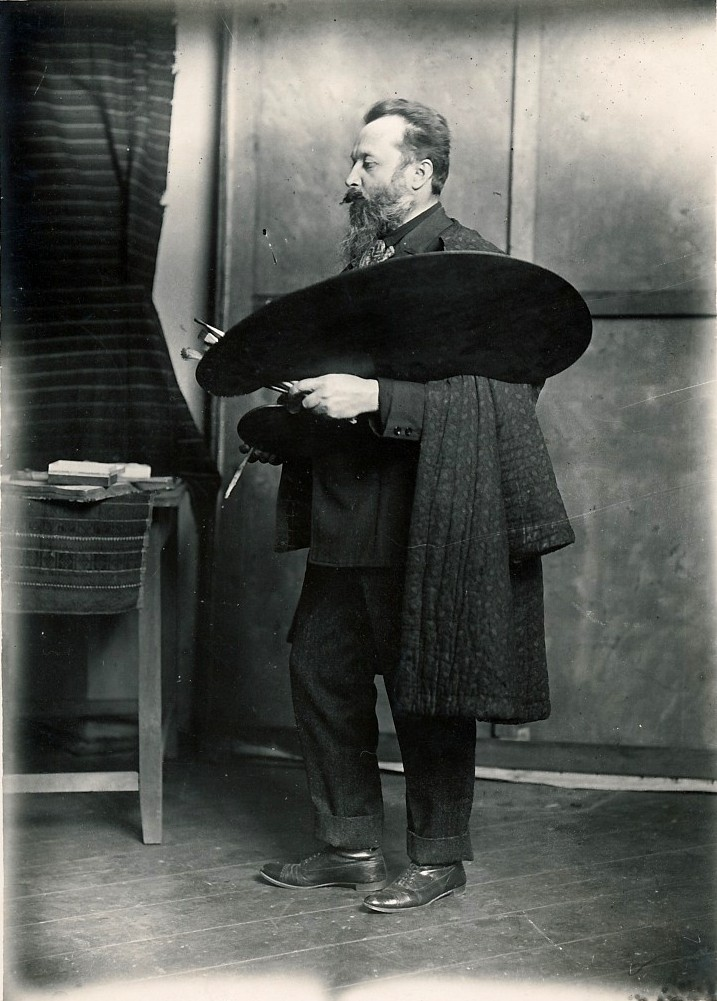
Stanisław Masłowski w swej pracowni, fotografia z lat około 1905–1910 (źródło: archiwum rodzinne)

Miejsce urodzenia późniejszego artysty – Włodawa – było jedną z wielu miejscowości, w których jego ojciec znajdował zatrudnienie. Z Włodawy rodzina Masłowskich przeniosła się w roku 1856 do Garwolina, gdzie Rajmund Masłowski pełnił funkcję pisarza sądu pokoju. W latach 1858–1865 Masłowski mieszkał w Chęcinach. Warto dodać, że Rajmund Masłowski w powstaniu styczniowym był naczelnikiem okręgu chęcińskiego. W związku z tym w połowie 1864 roku został aresztowany, a następnie około 6 miesięcy spędził w więzieniu w Kielcach.
W 1865 Masłowski zamieszkał w Kaliszu, gdzie jego ojciec objął stanowisko patrona (tzn. obrońcy) przy tamtejszym Trybunale Cywilnym. W Kaliszu uczęszczał do Męskiego Gimnazjum Klasycznego, gdzie jego pierwszym nauczycielem rysunku był artysta malarz Stanisław Barcikowski, absolwent Szkoły Sztuk Pięknych w Warszawie. W tym okresie Masłowski dużo rysował z natury, m.in. w latach 1865–1871 w Bronowie koło Poddębic u Marii i Jarosława Konopnickich, przyjaciół ojca, którzy ochrzcili przyszłego artystę imieniem „Stasikoszczok” (zob.: opowiadanie Marii Konopnickiej: Jak się dzieci w Bronowie z Rozalią bawiły), a następnie w Jędrzejowie u dziadka Wincentego Danilewicza. Kopiował też z czasopism obrazy Juliusza Kossaka.
Od 1871 Masłowski mieszkał w Warszawie, do której jego ojciec został przeniesiony służbowo. Jego studia w Warszawskiej Klasie Rysunkowej trwały zapewne w latach 1871–1875. „W szkole tej korzystałem – stwierdza artysta w nocie autobiograficznej – z rad pp. Gersona i A. Kamińskiego”. W roku 1875 za rysunki szkolne otrzymał srebrny medal z Akademii Sztuk Pięknych w Petersburgu. W tym okresie brał czynny udział w życiu pracowni wynajętej przez grupę artystów-malarzy: J. Chełmońskiego, S. Witkiewicza, Antoniego Adama Piotrowskiego i innych w Hotelu Europejskim w Warszawie. Szczery sentyment dla kolegów z „Europy” pozostał Masłowskiemu do końca życia.

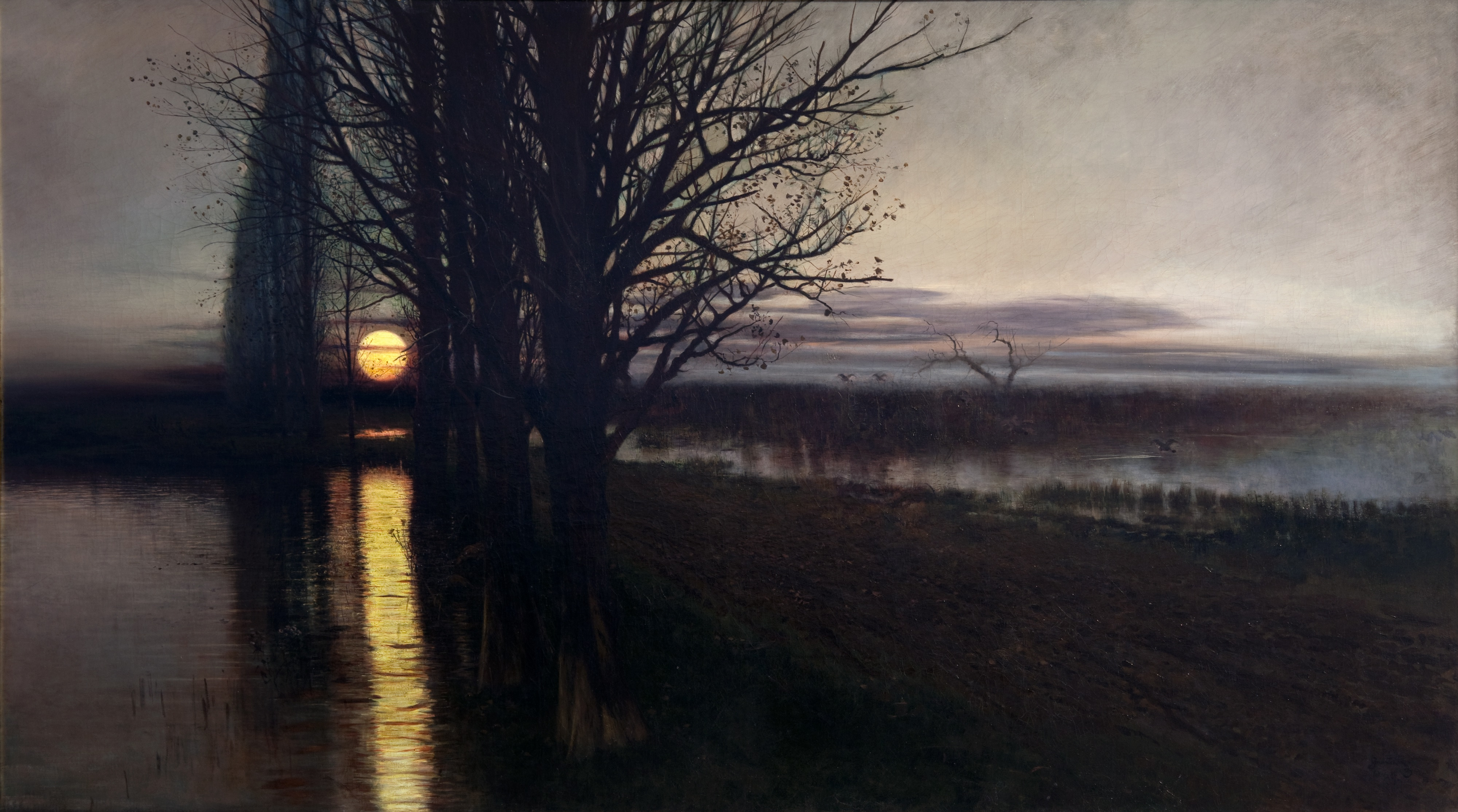
Wschód księżyca, ol./pł, 1884 (Muzeum Narodowe w Krakowie – Galeria Sztuki Polskiej XIX wieku w Sukiennicach, fot.Jacek Świderski)

Wiele wzruszeń malarskich dała Masłowskiemu w młodych latach Ukraina. Po raz pierwszy jeździł tam w towarzystwie literata Edwarda Chłopickiego (1875). Drugą podróż odbył w roku 1876 (z którego to wyjazdu zachowało się kilka listów Masłowskiego do artysty-malarza Władysława Leszczyńskiego). Następne wyprawy odbyły się w latach 1878–1886.
W latach 1884–1887 Masłowski wszedł w nową fazę twórczości i w nowe środowisko sztuki. W tym czasie nawiązał bliskie stosunki koleżeńskie z grupą malarzy i pisarzy związaną z „Wędrowcem”, z Aleksandrem Gierymskim i Antonim Sygietyńskim, z młodymi: Józefem Pankiewiczem i Władysławem Podkowińskim. W roku 1886 pół roku spędził Masłowski w Monachium, gdzie – jak pisze – „pracował u siebie”.
W twórczości Masłowskiego lata 1890–1907 nazwano okresem burzy i fermentu. Jego początkowy etap cechuje przejście przez impresjonizm i odejście odeń w poszukiwaniu własnej formy.

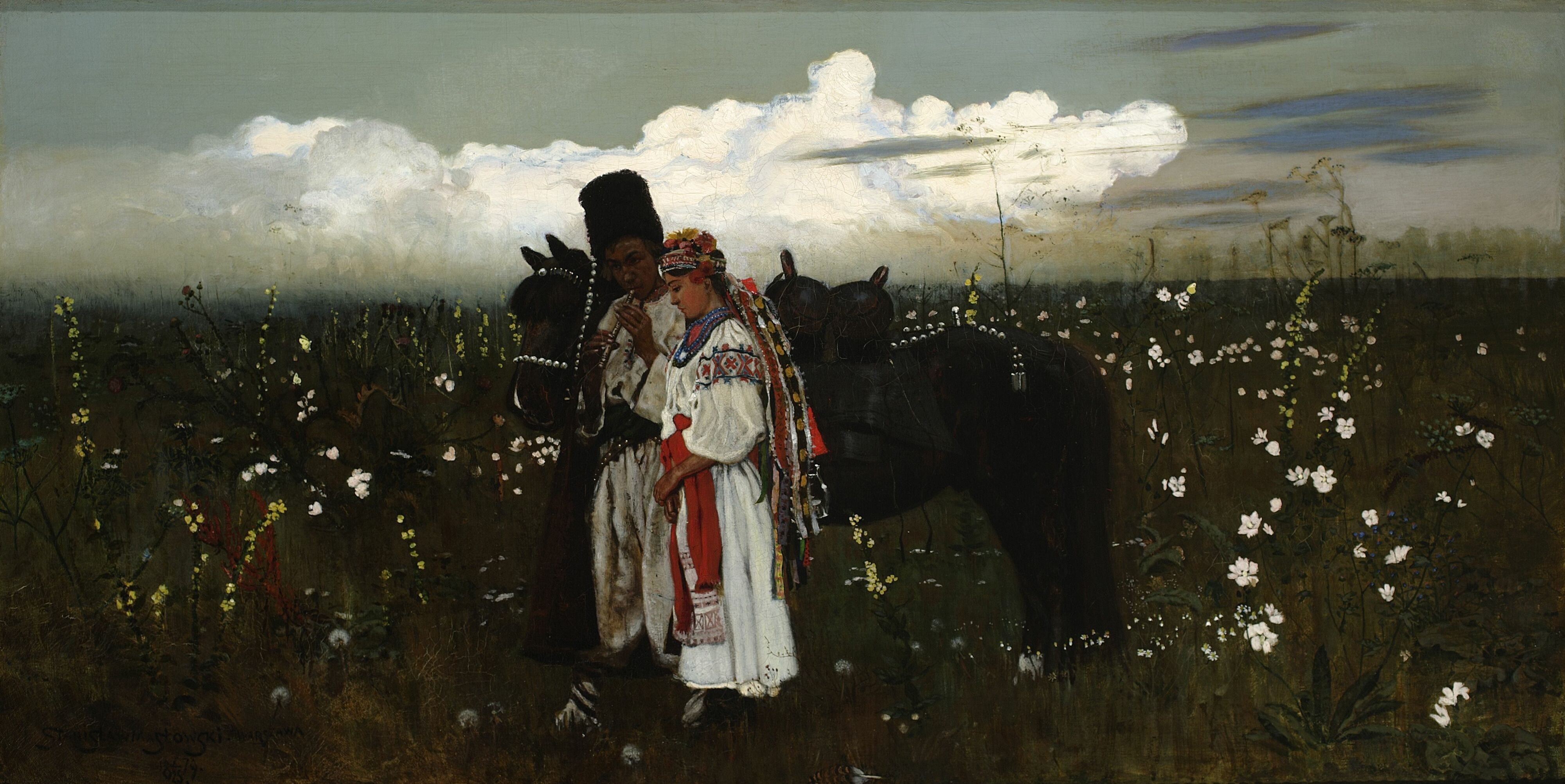
Duma Jaremy, 1879, olej na płótnie, Muzeum Narodowe w Warszawie

W roku 1897 Masłowski został członkiem krakowskiego ugrupowania artystów pod nazwą „Sztuka”, utworzonego głównie z inicjatywy Jana Stanisławskiego, gdzie z warszawskich plastyków weszli także Józef Pankiewicz i Konstanty Laszczka. W roku 1899 wystawił Masłowski w salonie Krywulta grupę kilkunastu akwarel; tego roku i w roku 1902 wziął udział w ekspozycjach wiedeńskiej Secesji. W roku 1900 odbył podróż do Włoch i Paryża. W roku 1900 na Wystawie powszechnej w Paryżu medalem został odznaczony jego obraz „Rynek w Kazimierzu”. W roku 1901 demonstrował drobne akwarele w redakcji „Chimery”. Zbiorowa wystawa w roku 1902 w „Zachęcie” kończy drugi etap poszukiwań Masłowskiego.
Niespokojny okres lat 1902–1907 zaznacza się pierwszym wyjazdem artysty w roku 1903 do Woli Rafałowskiej między Mińskiem Mazowieckim a Siedlcami, gdzie miał niebawem znaleźć syntezę swojego pejzażu polskiego. W roku następnym rozpoczął serię wypraw do Włoch. Rok 1904 – to Rzym, Florencja, Fiesole, lecz także Troki pod Wilnem. Wystawa specjalna w „Zachęcie” (1904) zademonstrowała 58 akwarel Masłowskiego.
W latach 1905–1907 Masłowski pracował w swej warszawskiej pracowni (przy Mokotowskiej) i eksperymentował.

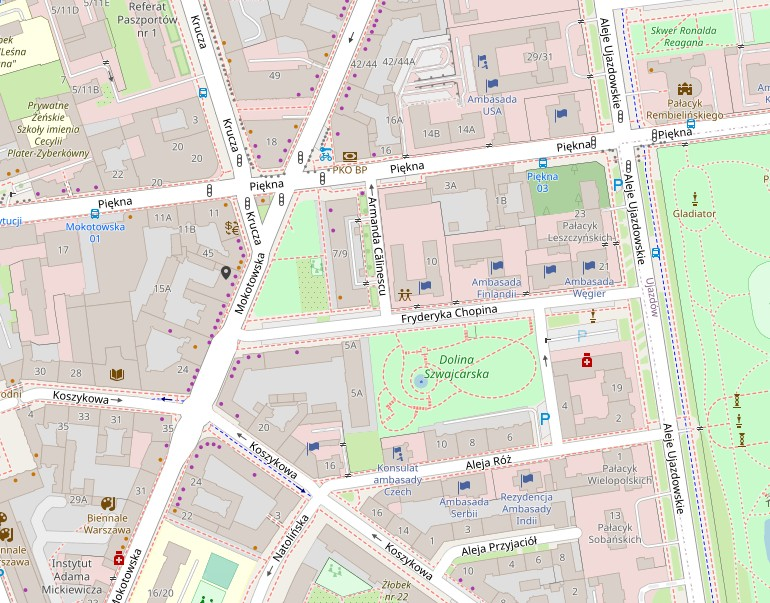
Plan sytuacyjny położenia pracowni Masłowskiego w 1906 przy Mokotowskiej 37 m. 18 w Warszawie, w pobliżu Alei Ujazdowskich.

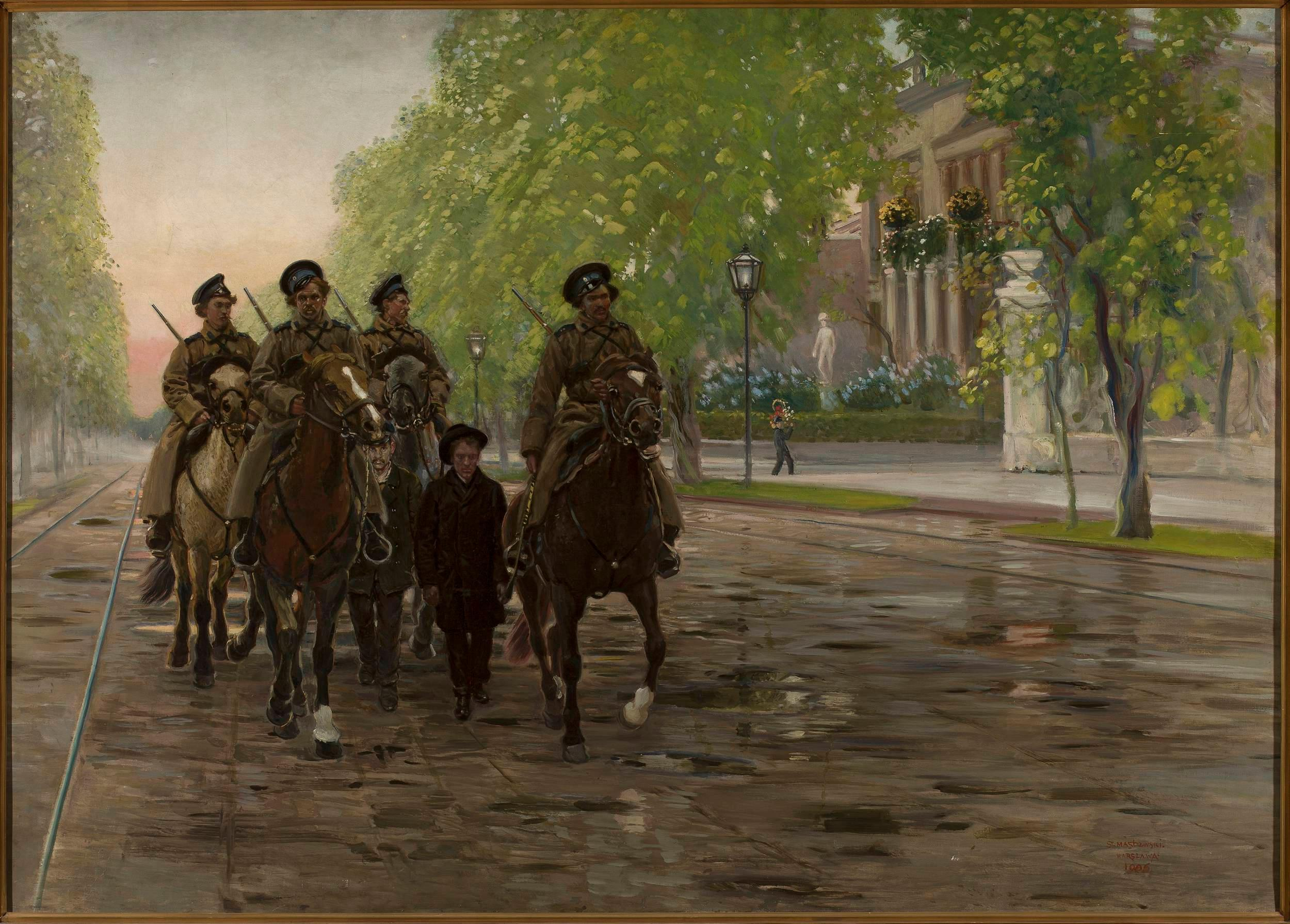
Wiosna 1905 (patrol Kozaków w Alejach Ujazdowskich w Warszawie), ol./pł, obraz z 1906 (Muzeum Narodowe w Warszawie)

Lata 1907–1926 to okres rozkwitu i schyłku twórczości Masłowskiego. Plener w Nowosiółce na Wołyniu w roku 1908 dał 18 akwarel wystawionych w Towarzystwie Zachęty Sztuk Pięknych (TZSP). W latach 1909 i 1910 miał Masłowski tamże wystawę indywidualną, a następnie wystawiał tam corocznie do roku 1914 pejzaże z Włoch, Tunisu i polskie z Woli Rafałowskiej. W roku 1913 urządził Masłowski niewielką wystawę akwarel w „Galerie Léon Marseille” w Paryżu.
W czerwcu 1914 otrzymał Masłowski zaproszenie na objęcie profesury w Warszawskiej Szkole Sztuk Pięknych, której nie przyjął. Wybuch I wojny światowej zastał go w kraju. W kwietniu 1916 TZSP urządziło wielką zbiorową wystawę Masłowskiego. W grudniu tego roku otrzymał nagrodę jubileuszową „Zachęty”. Koniec wojny w 1918 roku, przyniósł wielkie moralne odprężenie. Masłowski namalował wtedy obraz „Beliniacy”.
W roku 1921 Masłowski został wybrany na członka Société nationale des beaux-arts w Paryżu. W 1922 roku odbył kolejną podróż do Włoch. W 1925 roku odbyła się wystawa jubileuszowa prac Masłowskiego w TZSP. W roku następnym „Zachęta” wydała jako premię reprodukcję jego obrazu „Duma Jaremy” z roku 1879.
W ostatnim roku życia, chory na serce, niewiele pracował. Umarł 31 maja 1926 w Warszawie. Pochowany został na cmentarzu Powązkowskim w Warszawie, w grobie rodziny matki (kwatera 11-1-7, zob. także tablice informacyjne za wejściem przez bramę Św.Honoraty, w kategorii „Plastycy”).
Wolne chwile Masłowski spędzał na ulubionych lekturach zarówno literatury staropolskiej, jak i np. francuskiej lub włoskiej. Ulubiona jego lektura – to pisma Montaingne’a – Próby (Essais), książka znaleziona przy łóżku po śmierci. Swoistym plonem jego lektur był opracowany przed I wojną światową (zapewne po raz pierwszy) – przekład na język polski dzieła G.Vasariego – Żywoty najsławniejszych malarzy, rzeźbiarzy i architektów.
Był żonaty (od 20 lutego 1897) z Anielą Ponikowską (1864–1940) – siostrą Cezarego Ponikowskiego (1853–1944), adwokata, pierwszego po odzyskaniu niepodległości, wielokrotnego prezesa Naczelnej Rady Adwokackiej. Miał z nią w 1901 roku syna Macieja (1901–1976), historyka sztuki.

## Twórczość
Jak wspomniano wyżej, uzdolnienia plastyczne Masłowskiego wystąpiły już w młodym wieku. Świadczy o nich srebrny medal, który za rysunki szkolne w 1875 roku otrzymał z Akademii Sztuk Pięknych w Petersburgu. „Masłowski – wspomina Henryk Piątkowski – bardzo jeszcze młodym będąc chłopcem, jako uczeń warszawskiej Szkoły Rysunkowej zaznaczył wybitny swój talent w pierwszych porywach twórczych” i dodaje, że uczył się głównie nie w szkole, lecz w otoczeniu przyrody polskiej, którą odczuwał i wypowiadał z mistrzostwem”. Spostrzeżenia te uzupełnia i potwierdza relacja koleżeńska Miłosza Kotarbińskiego, w której czytamy o „bardzo wyróżniającym się już w szkole, a nie docenionym dotąd Stanisławie Masłowskim. Ten był już z natury urodzonym impresjonistą. Studia z odlewów gipsowych rzeźby klasycznej prowadził czysto wrażeniowo, w czym mu wyrozumiałe kierownictwo zupełnie nie przeszkadzało. Barwnością i żywością studiów krajobrazowych z natury wyprzedził najzagorzalszych później impresjonistów”.
Rok 1875 przyniósł w życiu Masłowskiego pierwsze wystawione w Towarzystwie Zachęty Sztuk Pięknych (TZSP) obrazy: „Owczarek” i „Kozacy”, pierwsze ilustracje zamieszczone w „Kłosach”, pierwszy wyjazd na Ukrainę.

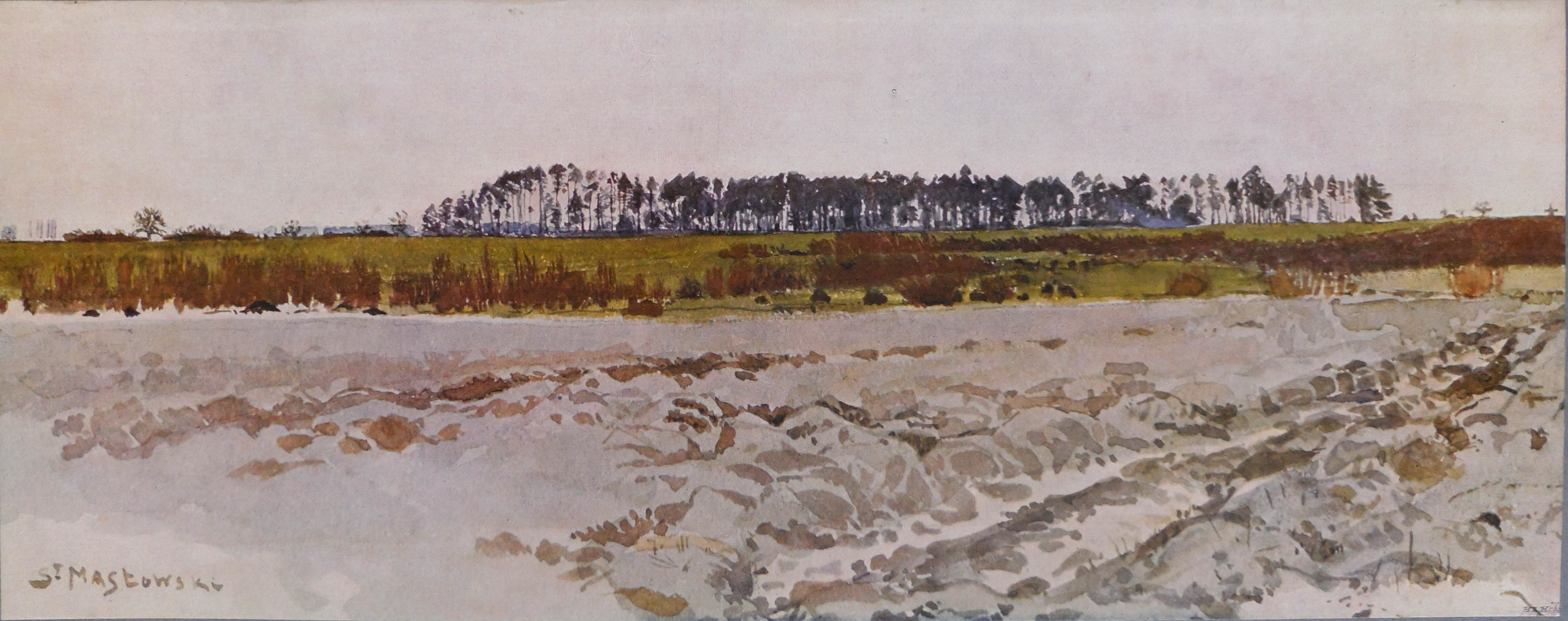
Lasek, akwarela z lat 1880–1890 namalowana w Pieczyskach u kolegi artysty Czesława Tanskiego

Ukraiński wątek ogarnął Masłowskiego w młodości z wielką siłą, niósł on obok junackiej tężyzny także lirykę zadumy. Taką właśnie drugą Ukrainę, niepodobną do szlacheckiej, rycerskiej, myśliwskiej Ukrainy Juliusza Kossaka, Józefa Brandta i Józefa Chełmońskiego, zobaczył Masłowski i zaczął inscenizować w kompozycjach pracowni. Z obrazów o tematyce ukraińskiej wyliczyć można: „Odbicie branki” (wystawiony 1878), „Pożegnanie Kozaka” (ilustracja, 1878), „Duma Jaremy” (1879), „Chłopcy w stepie” (ilustracja, 1879), „Noc” (wystawiony 1880), „Tabun” (1880), „Odpoczynek Czumaka” (1880), „Wesele” (1881), „Odpoczynek” (1882), wreszcie „Taniec Kozaków” (1883), który jest jakby zamknięciem i syntezą całości. Na tym nie wyczerpuje się jednak tematyka i topografia obrazów powstałych w pracowni Masłowskiego we wczesnym okresie jego twórczości. Trafia się i wieś mazowiecka („Na pastwisku”, 1880), a nawet melodramat („Niedola”, 1881), ale główny akcent jego ówczesnej twórczości to Ukraina. Malarstwo pracowni Masłowskiego w tym okresie nie da się sprowadzić do wspólnego mianownika; jego realizm ma wówczas kilka wydań – bliżej romantycznych sentymentów albo bliżej prawdy natury. Ogólnie mówiąc, droga Masłowskiego idzie od linearyzmu do  dekoracyjności, od waloru do koloru, a potem od oleju do akwareli, w sumie od pracowni do pleneru.

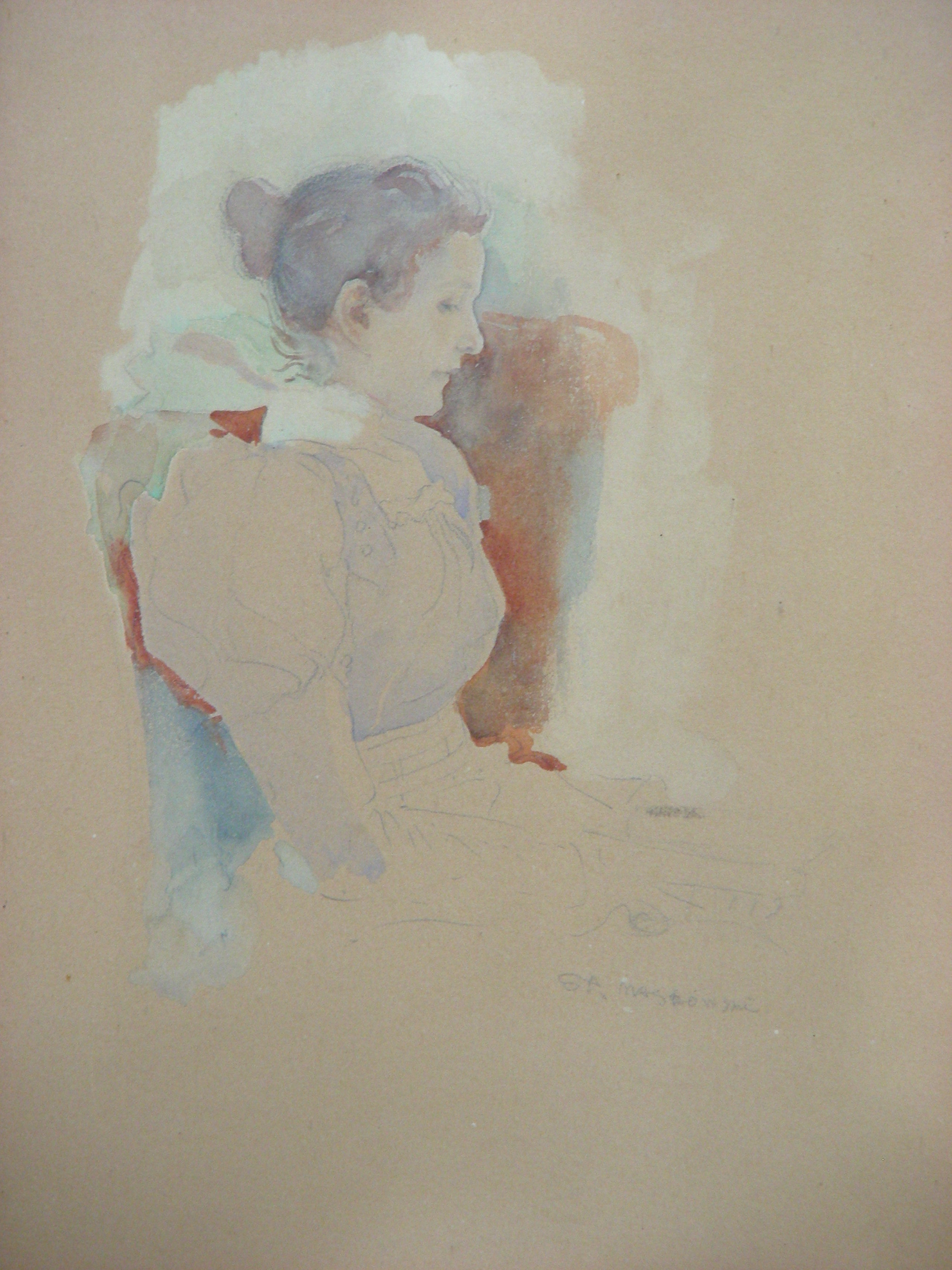
Portret żony artysty, akwarela, 1897 (własn. rodziny artysty)

Najciekawszym rezultatem ukraińskich i innych wypraw Masłowskiego były zgoła prekursorskie studia i szkice z natury – akwarele, ołówki, oleje. Niektóre z nich to: „Trójka bałagulska” (Muzeum Narodowe w Krakowie), „Studium konia” (tamże), „Zima” (tamże), „Cyganka” (1877, dawniej w zbiorach B. Wydżgi), „Studium jamnika”, „Szczeniaki” (własność rodziny artysty), „Studium psa”, „Głowy byków” (Muzeum Narodowe w Warszawie), „Oset” (z roku 1876–1878, reprodukowany jako winieta w secesyjnym „Sfinksie” w latach 1909 i 1912). Ich funkcja poznawcza szybko przekształcała się i rozszerzała. Jedne z najciekawszych studiów powstały w czasie parodniowego pobytu w cygańskim obozie za praską rogatką. A jednak pierwszą sławę, a nawet sukces finansowy przyniosły mu nie pionierskie „szkicyki”, ale „Duma Jaremy” i „Taniec Kozaków” (reprodukowany w zeszycie 11 „Albumu malarzy polskich”, Warszawa 1885).

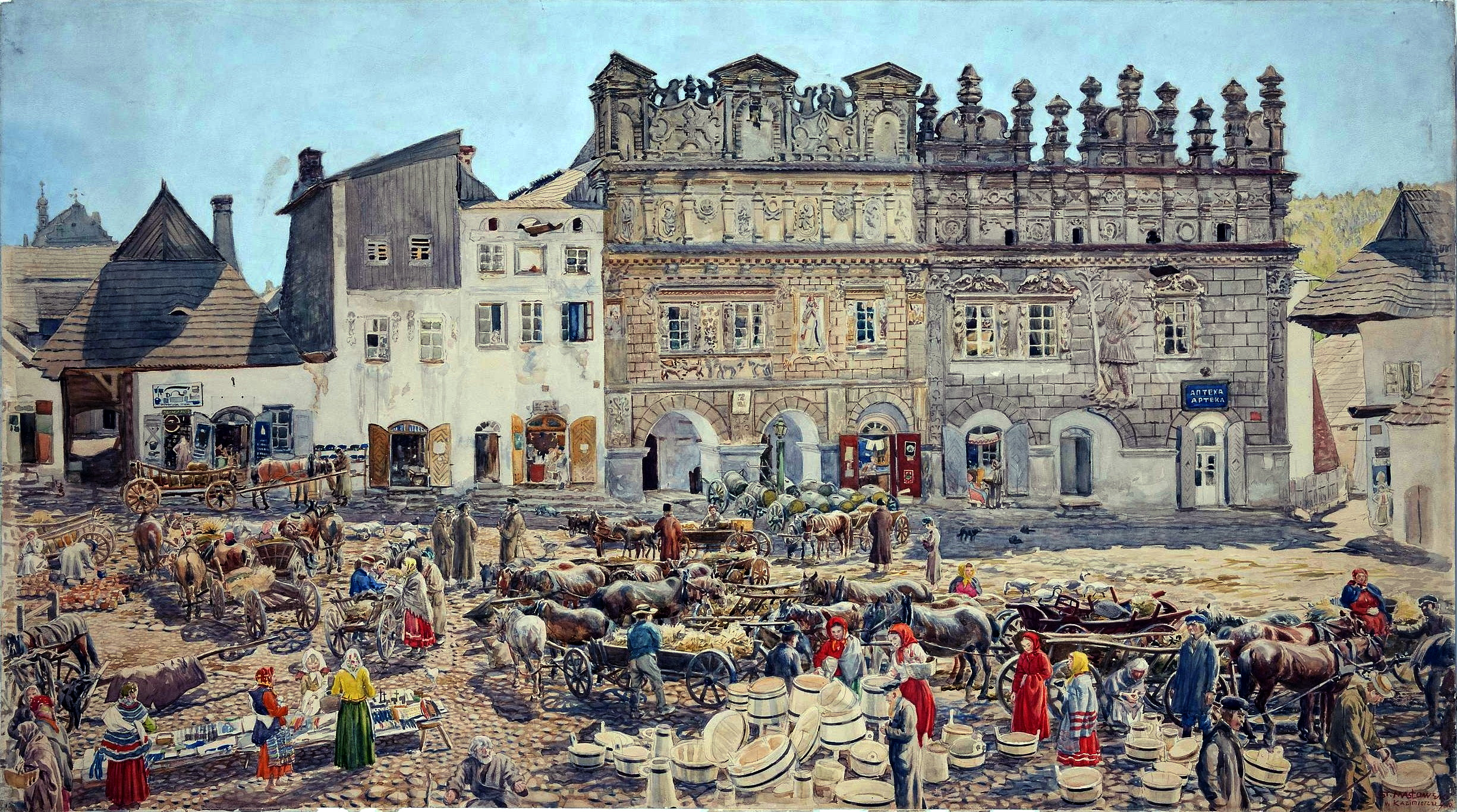
Rynek w Kazimierzu, akwarela, 1899 (Muzeum Narodowe w Warszawie)

W latach 1884–1887 Masłowski – jak już wspomniano – wszedł w nową fazę twórczości i w nowe środowisko sztuki nawiązując bliskie stosunki koleżeńskie z grupą malarzy i pisarzy związaną z „Wędrowcem”, z A. Gierymskim i A. Sygietyńskim, z młodymi J. Pankiewiczem i W. Podkowińskim. Okres ten już w 1884 roku zaowocował dużą olejną kompozycją wykonaną w pracowni, którą jest pejzaż zatytułowany „Wschód księżyca” (Muzeum Narodowe w Krakowie – Oddział w Sukiennicach). W malarstwie Masłowskiego wysunął się teraz na czoło problem światła w nocy i w dzień – obok koloru problem waloru. Malarstwo Masłowskiego uległo w tym okresie głębokim przemianom. Świadczą o tym także: „Wschód słońca” (1886), dalej „Zachód słońca” (1887), „Targ na Mariensztacie” (ok. 1887), „Południe” (ok. 1888).

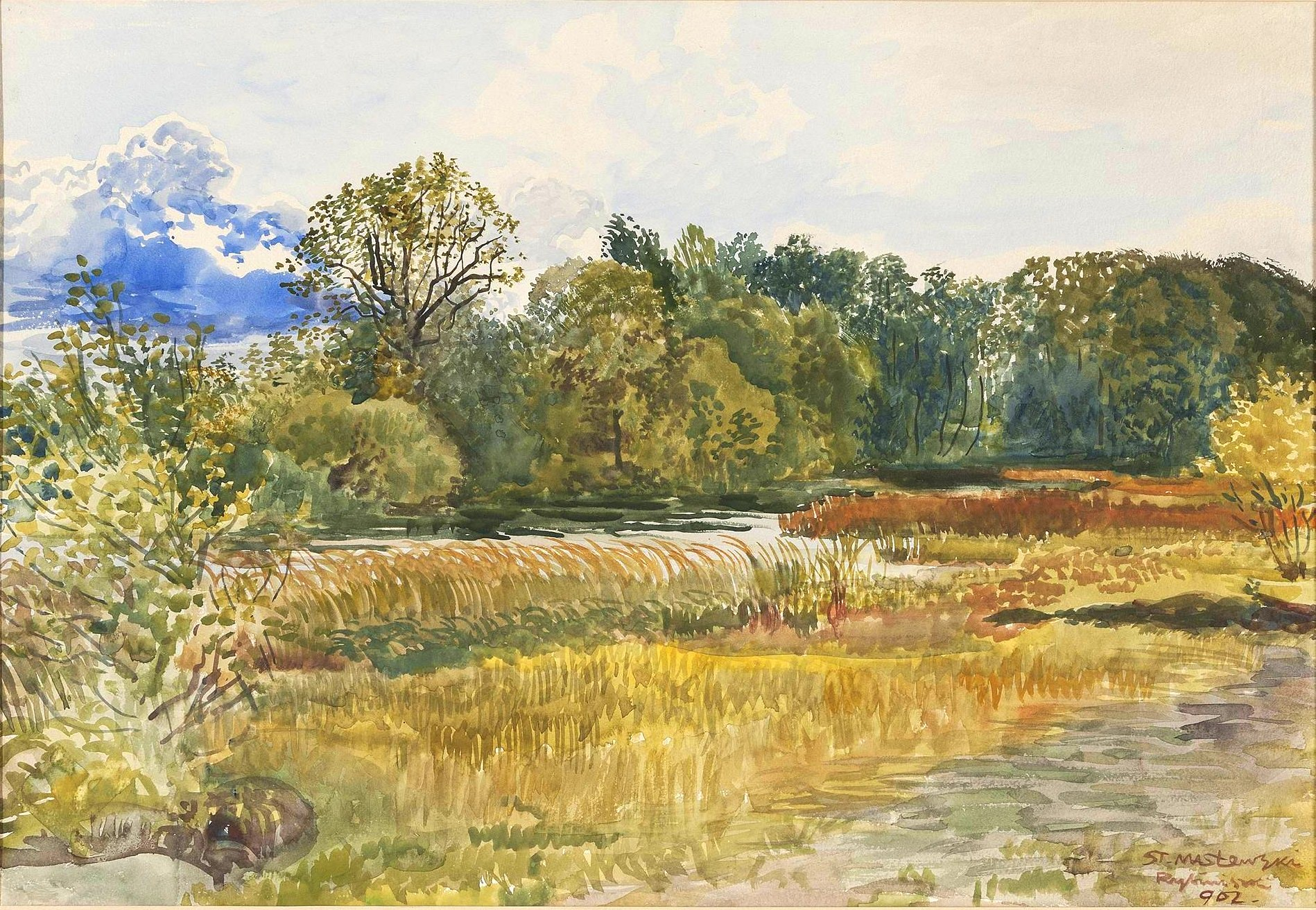
Pejzaż jesienny z Rybiniszek, akwarela, 1902 (Muzeum Narodowe w Warszawie)

Obrazy te torują Masłowskiemu drogę do impresjonizmu. Gerson w krytyce z roku 1888 notuje: „p. Masłowski nadesłał na wystawę rzadkiej piękności i siły akwarelę „Chatę mazowiecką”. Widzi w niej Gerson jasność, soczystość, silę barw, plastyczność. W tym czasie zjawia się w twórczości Masłowskiego nowy temat – miasto Warszawa. Szczególnie interesująco wypadły liczne notaty zza Żelaznej Bramy. Z omawianego okresu pochodzi liczny poczet studiów akwarelowych z Mazowsza, stawiających Masłowskiego w rzędzie „pierwszych polskich plenerzystów i impresjonistów” (S. Rutkowski).

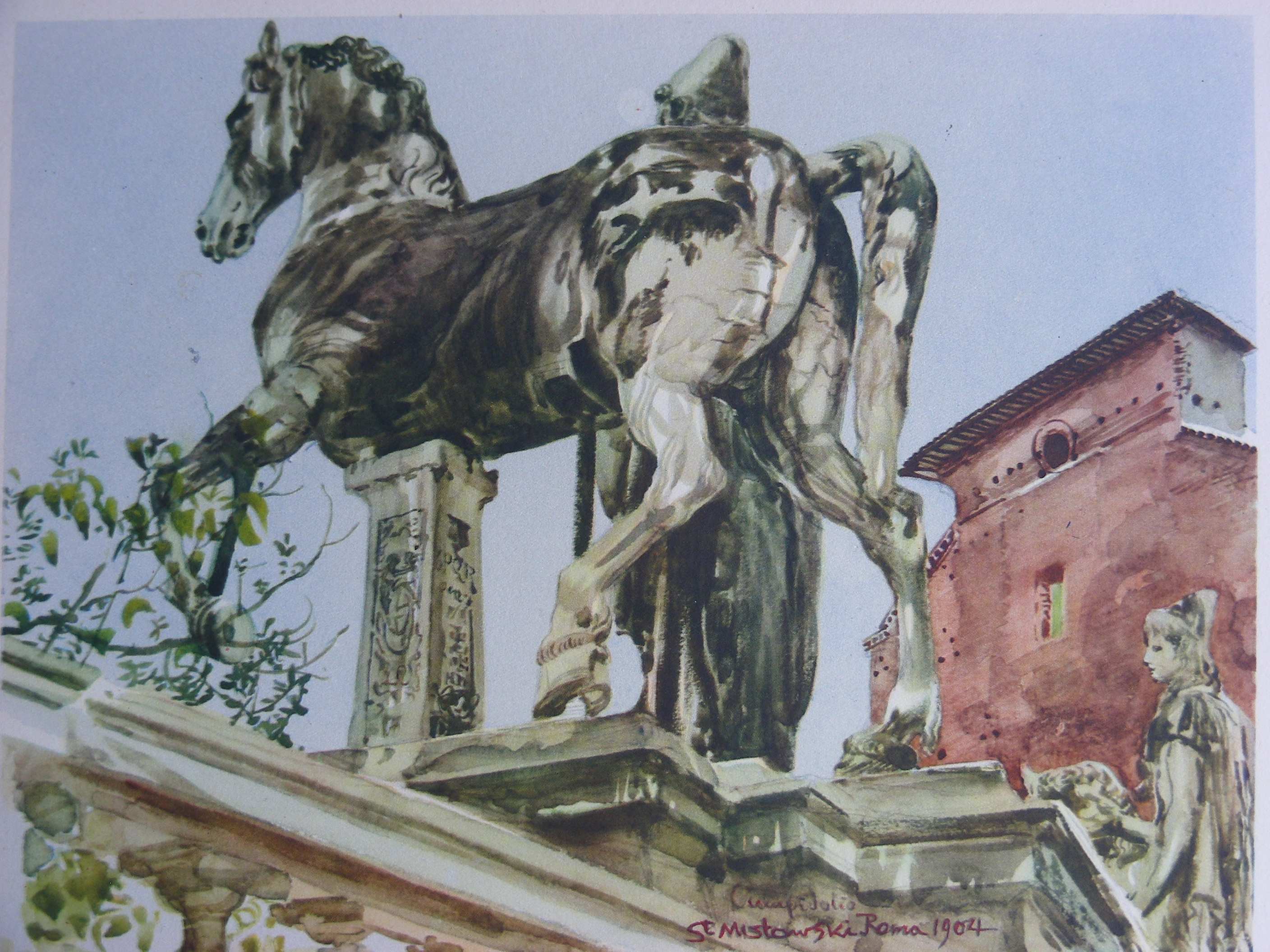
Koń z Kapitolu (Wejście na Kapitol – Campidoglio w Rzymie), akwarela, 1904, (Muzeum Narodowe w Warszawie)

Jak wyżej wspomniano, lata 1890–1907 – to w twórczości Masłowskiego „okres burzy i fermentu”. Jego początkowa faza – to przejście przez impresjonizm, a następnie odejście odeń w poszukiwaniu własnej, odrębnej formy. Pierwszą próbą nowego kierunku był ponoć obraz „Pocztylion” (1890), a następnie „Targ na Grzybowie” (1892), „Ostatnie promienie”, „Przed poborem” (1892). Następne lata przynoszą wiele coraz to nowych prób i eksperymentów wahających się między impresjonizmem a neoromantyzmem. W roku 1893 wystawia Masłowski między innymi „Stare Miasto” i „Poranek”, a w roku 1894 „Mickiewicza i Marylę” oraz „Porwanie”; w roku 1895 „Wiosnę”; w roku 1896 „Sprawę o granicę” i „Bociany”. Wszystko to są duże olejne kompozycje. Zdaje się, że najdalej posuniętą próbą w kierunku dywizjonistycznej, plamkowej formy był obraz zatytułowany „Poranek”. Rok 1896 przynosi zsyntetyzowanie poprzednich wysiłków, czego wyrazem są dwie wielkie kompozycje: „Sprawa o granicę” i „Bociany”. Wielką zbiorową wystawą w Salonie Krywulta w Warszawie w r. 1896 zamknął Masłowski swój najbardziej niespokojny etap nowego okresu malarstwa.

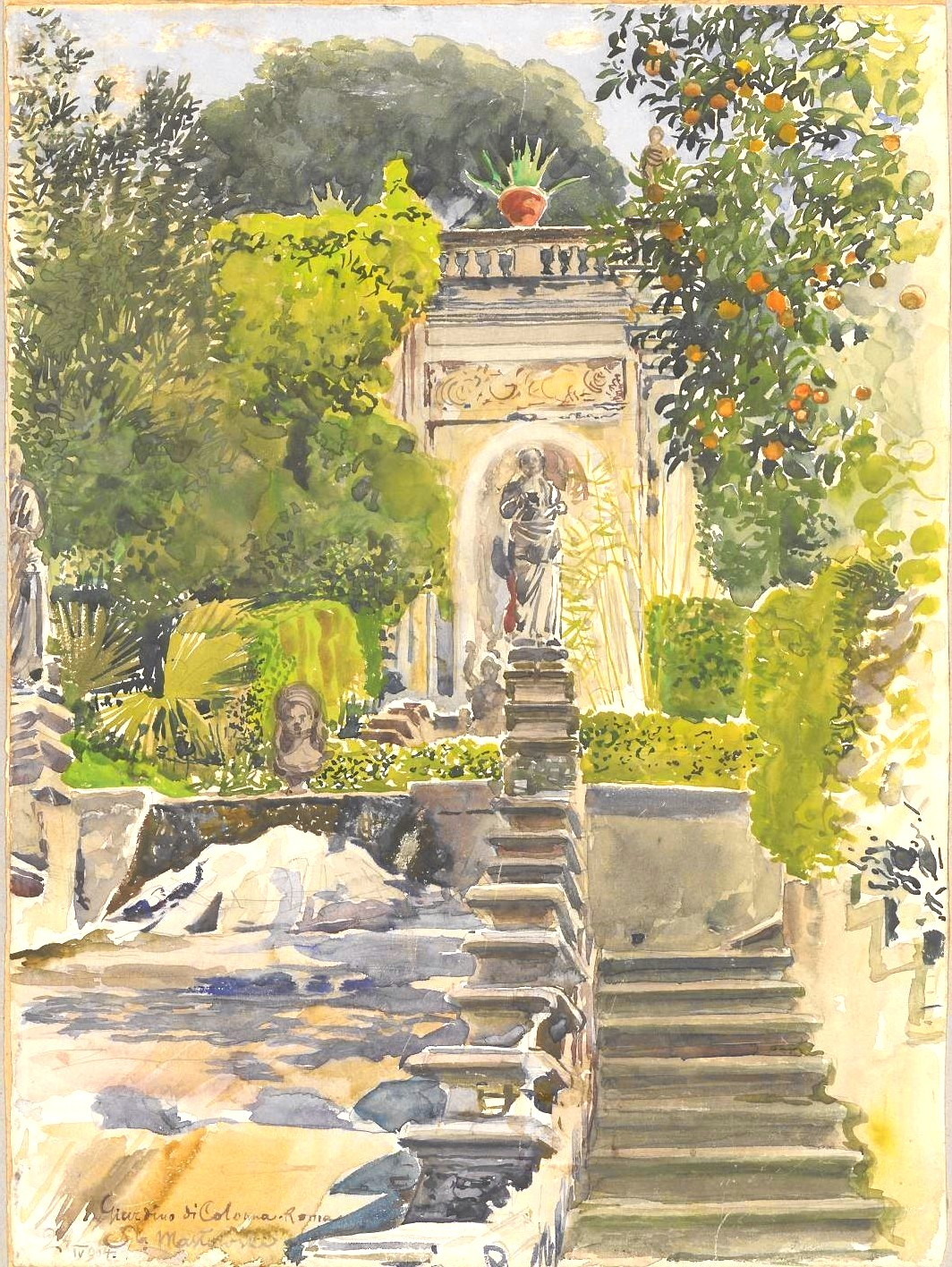
Fontanna w ogrodach Palazzo Colonna, Rzym, akwarela z 1904 roku (Muzeum Narodowe w Warszawie)

W 1899 roku eksponował Masłowski w salonie sztuki Krywulta kilkanaście akwarel. W tym samym roku i w 1902 uczestniczył w ekspozycjach wiedeńskiej Secesji. W roku 1900 podróżował do Włoch i Paryża. W 1901 roku w redakcji „Chimery” zaprezentował zespół drobnych akwarel. A oto czołowe prace Masłowskiego z tych lat. Z roku 1898 pochodzą „Chart”, „Portret dziewczynki”, „Giewont we mgle”; z roku 1899 – „Rynek w Kazimierzu” i „Kapliczka w Kazimierzu”; z roku 1902 – duża „Cyganka”, pejzaże z Rybiniszek, „Wrona”, „Kamienica pod Okrętem”. Warto zwrócić uwagę, że są to wyłącznie akwarele. „Rynek w Kazimierzu” na Wystawie powszechnej w Paryżu (1900) został odznaczony medalem. Zbiorowa wystawa w roku 1902 w „Zachęcie” kończy drugi etap poszukiwań Masłowskiego. Z licznych recenzji zasługuje na przypomnienie zdanie E. Niewiadomskiego: „miejsce Masłowskiego będzie w tym samym szeregu, w którym stanęli artyści skądinąd różnej miary: Kossak Juliusz, Matejko, Grottger, Chełmoński, Piechowski. Jest to artysta narodowy na wskroś. Narodowymi są motywy jego prac i ich pojęcia, narodowym temperament, życie tryskające z obrazów, siła barw […]”.

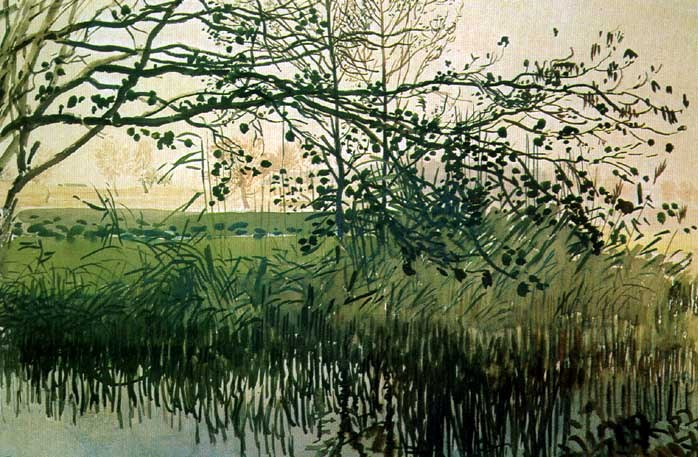
Staw w Radziejowicach, akwarela, 1907

W 1903 roku Masłowski próbował swych sił w malarstwie dekoracyjnym malując plafon sali balowej i chóru kaplicy w pałacu w Supraślu.

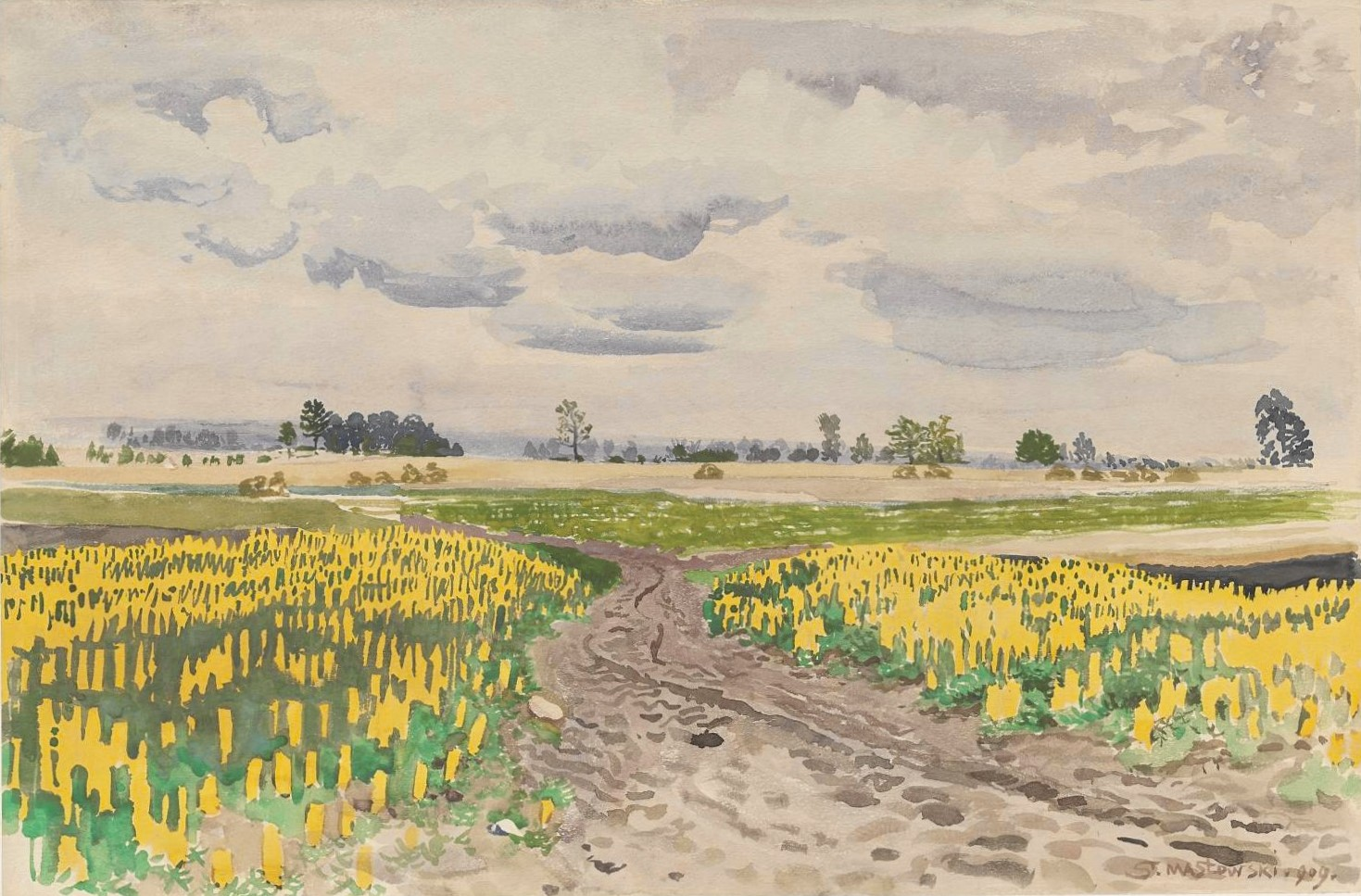
Droga polna (Łubin), akwarela z 1909 roku (Muzeum Narodowe w Warszawie)

Wystawa specjalna w „Zachęcie” (1904) zademonstrowała 58 akwarel Masłowskiego. W latach 1905–1907 Masłowski pracował w warszawskiej pracowni (przy Mokotowskiej) eksperymentując. Robił ilustracje do „Pana Tadeusza” (specjalne wydanie w roku 1905 dla prenumeratorów łódzkiego wydawnictwa „Rozwój”), a także kolejne kompozycje figuralne, jak pełen rytmu i ekspresji obraz „Pijani chłopi” (1906, Muzeum Narodowe w Warszawie), scena z Rewolucji 1905 roku „Patrol Kozaków”, znany też jako „Wiosna 1905” lub „Świt 1906” (1906, Muzeum Sztuki w Łodzi), obraz „Pierwsze żyto” (1907) i rzadka w twórczości Masłowskiego próba symbolizmu „Świątynia sztuki” (1907, zaginiony).

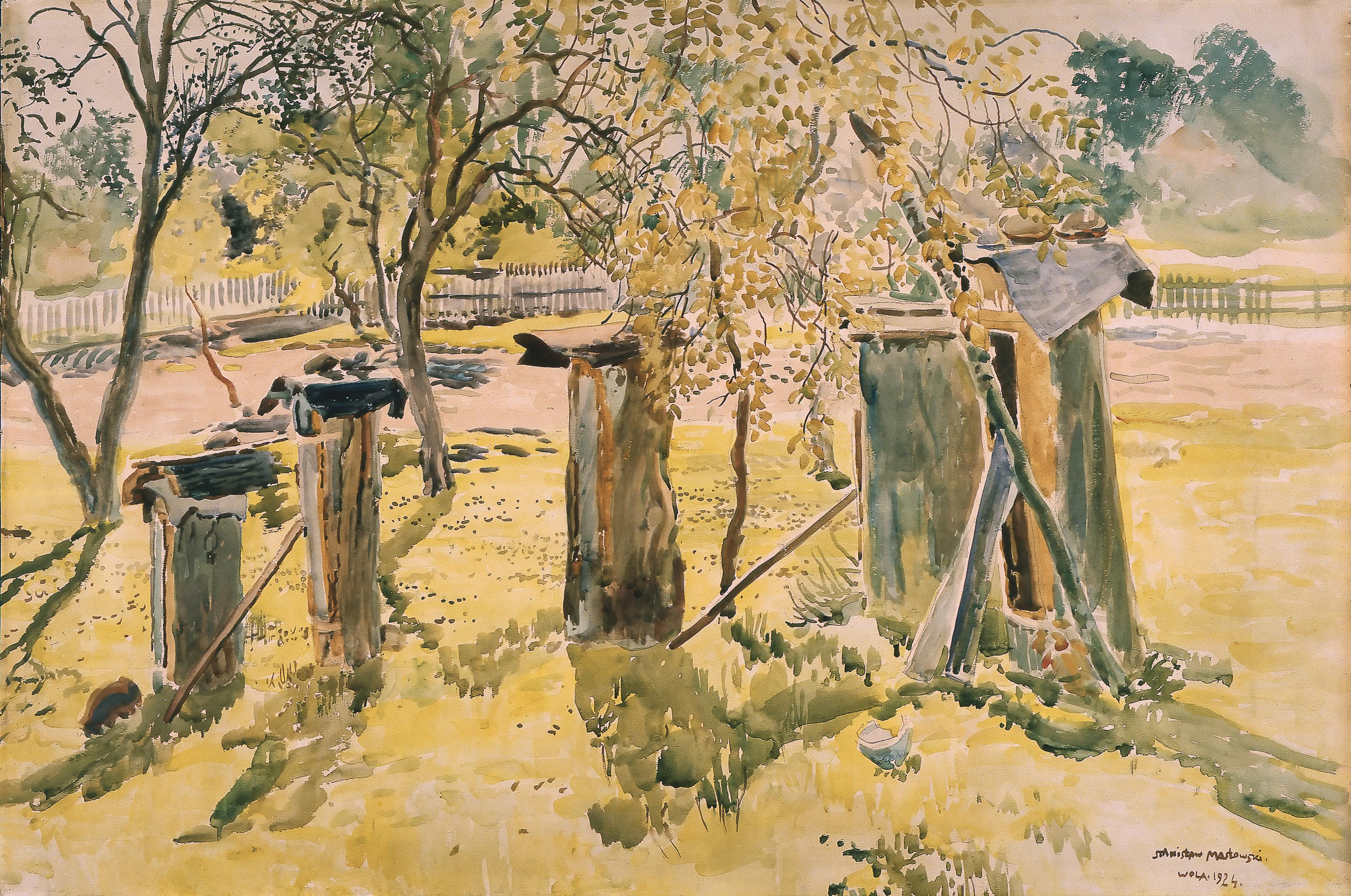
Ule, akwarela z Woli Rafałowskiej, 1924 (Muzeum Śląskie w Katowicach)

Jesienią 1907 powstały pejzaże z Radziejowic łączące graficzną czytelność kreski z malarskością plamy, jak np. „Staw w Radziejowicach” (1907). Plener w Nowosiółce na Wołyniu w roku 1908 dał 18 akwarel wystawionych w TZSP. Jak już wspomniano, w latach 1909 i 1910 odbyły się w TZSP wystawy indywidualne Masłowskiego. Z tego okresu (1909) pochodzi między innymi akwarela „Maki”. W następnych latach, do roku 1914 wystawiał on w TZSP pejzaże z Włoch, Tunisu i polskie z Woli Rafałowskiej, m.in. „Podwórze w Villi d’Este”, „Zatoka Neapolitańska”, „Krowy”, „Białe maki”, „Chojar”, „Motyw z Taorminy”, „Beduinka”, „Wejście do pałacu beja”, „Kawiarnia arabska” i inne. Wszystkie one prezentowały niezwykłe bogactwo koloru i dekoracyjności, rzadką świeżość i bezpośredniość wizji. Przykładami akwareli z tego okresu są obrazy „Maki” i „Malwy w ogródku” (1911). Zdarzały się także w tym czasie oleje pracowniane.
Wkrótce powrócił do malarstwa pejzażowego. Twórczość tego ostatniego okresu była nierówna. Do wybitniejszych utworów tego czasu należą akwarele z podróży do Włoch w roku 1922 i niektóre pejzaże z Woli Rafałowskiej, jak na przykład kilka z roku 1924: „Ule” (Muzeum Śląskie w Katowicach), „Gryka”, czy „Łubin” (Muzeum Narodowe w Warszawie).

## Kalendarium życia i twórczości
Biografię i drogę twórczą artysty ukazuje w czytelny sposób chronologiczne zestawienie istotnych wydarzeń.
| Rok                      | Data albo orientacyjny okres     | Miejsce | Opis |
| ------------------------ | -------------------------------- | --- | --- |
| 1853                     | 3 grudnia                        | Włodawa | Narodziny przyszłego artysty, jako syna Rajmunda Masłowskiego (1825–1897) i Walerii Józefy Katarzyny z Danilewiczów (1827–1881) |
| 1854                     | 8 maja                           | Włodawa | Chrzest (metryka jego chrztu jest przechowywana w archiwum parafii św. Ludwika OO. Paulinów we Włodawie) |
| 1856                     |                                  | Garwolin | Zmiana miejsca zamieszkania w związku ze zmianą miejsca zatrudnienia ojca artysty, gdzie pełnił funkcję pisarza sądu pokoju. |
| 1858–1865                |                                  | Chęciny | Zmiana miejsca zamieszkania w związku ze zmianą miejsca zatrudnienia ojca artysty, który zarazem był tam podczas powstania styczniowego naczelnikiem okręgu chęcińskiego |
| 1865                     |                                  | Kalisz | Zmiana miejsca zamieszkania w związku ze zmianą miejsca zatrudnienia ojca artysty, który objął stanowisko patrona (tzn. obrońcy) przy tamtejszym Trybunale Cywilnym). Nauka w Męskim Gimnazjum Klasycznym, gdzie pierwszym nauczycielem rysunku Masłowskiego był artysta-malarz Stanisław Barcikowski, absolwent Szkoły Sztuk Pięknych w Warszawie Masłowski dużo tam rysował z natury, m.in. w latach 1865–1871 w Bronowie koło Poddębic u Marii i Jarosława Konopnickich, przyjaciół ojca, którzy ochrzcili przyszłego artystę imieniem „Stasikoszczok”                                                |
| 1871                     |                                  | Warszawa | Zmiana miejsca zamieszkania w związku ze zmianą miejsca zatrudnienia ojca artysty. |
| 1871–1875                |                                  | Warszawa | studia w Warszawskiej Klasie Rysunkowej pod kierunkiem W. Gersona i A. Kamińskiego |
| 1875                     |                                  | Petersburg | Srebrny medal z Akademii Sztuk Pięknych w Petersburgu za rysunki szkolne |
| 1875                     |                                  | Warszawa | między innymi szkice "Dziewanna", "Trzciny" |
| 1875                     |                                  | Warszawa | Czynny udział artysty w życiu sławnej pracowni wynajętej przez grupę artystów-malarzy: J. Chełmońskiego, S. Witkiewicza, A.Piotrowskiego i innych w Hotelu Europejskim w Warszawie |
| 1875                     |                                  | Ukraina | Pierwsza podróż na Ukrainę w towarzystwie literata Edwarda Chłopickiego (następne wyprawy w latach 1878–1886) |
| 1875                     |                                  | Warszawa, Towarzystwo Zachęty Sztuk Pięknych (TZSP)                                                                                          | Pierwsze wystawione obrazy: „Owczarek” i „Kozacy”, Konie w stajni, "Studium wozu frachtowego", pierwsze ilustracje zamieszczone w „Kłosach”. |
| 1876                     | październik, listopad            | Ukraina | Druga podróż na Ukrainę, z której zachowało się kilka listów Masłowskiego do artysty-malarza Władysława Leszczyńskiego. Szkice, na przykład "Oset" |
| 1878                     |                                  | Warszawa (w pracowni artysty) | Obraz „Odbicie branki” (wystawiony 1878 -wątek ukraiński), „Pożegnanie Kozaka” (ilustracja, 1878), Dziewczynka ukraińska, "Studium rysunkowe drzwi kościoła w Jędrzejowie". |
| 1879                     |                                  | Warszawa | Powstanie obrazu Duma Jaremy, olej na płótnie, Muzeum Narodowe w Warszawie, „Chłopcy w stepie” (ilustracja), |
| 1880–1890                |                                  | Pieczyska u kolegi artysty Czesława Tanskiego                                                                                                | Powstanie obrazu Lasek (orientacyjna data powstania 1884–1887), akwarela, "Witosek" – studium akwarelowo-rysunkowe, "Sosna". |
| 1880                     |                                  | Warszawa (w pracowni artysty) | obraz „Na pastwisku” (wieś mazowiecka), Poręba, powstanie lub wystawienie obrazów o tematyce ukraińskiej - „Noc” (wystawiony 1880), „Tabun”, „Odpoczynek Czumaka”, |
| 1881                     | 21 sierpnia                      | Warszawa (w Warszawie nie było wówczas malarza, gdyż wakacje spędzał na terenie Ukrainy)                                                     | Śmierć matki artysty |
| 1881                     |                                  | Warszawa (w pracowni artysty) | melodramat „Niedola” |
| 1882                     |                                  | Warszawa (w pracowni artysty) | obraz „Wesele” (wątek ukraiński), |
| 1882                     |                                  | Warszawa (w pracowni artysty) | obraz „Odpoczynek” (wątek ukraiński) |
| 1883                     |                                  | Warszawa (w pracowni artysty) | obraz „Taniec Kozaków” - jakby zamknięcie i synteza całego wątku ukraińskiego w twórczości artysty. |
| 1884 (orientacyjna data) |                                  | Warszawa | Powstanie obrazu "Wschód księżyca", ol./pł – Muzeum Narodowe w Krakowie – Galeria Sztuki Polskiej XIX wieku w Sukiennicach. |
| 1884–1887                |                                  | Warszawa | Początek nowej fazy twórczości w nowym środowisku sztuki - bliskie stosunki koleżeńskie z grupą malarzy i pisarzy związaną z „Wędrowcem”, z Aleksandrem Gierymskim i Antonim Sygietyńskim, z młodymi: Józefem Pankiewiczem i Władysławem Podkowińskim. Rozwiązywanie przez artystę równolegle z problemem koloru – problemu waloru, problemu światła w nocy i w dzień. Głębokie przemiany malarstwa Masłowskiego (między innymi obrazy: „Wschód słońca” (1886), „Zachód Słońca” (1887), "Targ za Żelazną Bramą" (1884), „Targ na Mariensztacie” (ok. 1887), „Południe” (ok. 1888), "Tragarz", "Moczary". |
| 1886 (pół roku)          |                                  | Monachium | Pół roku spędził Masłowski w Monachium, gdzie – jak napisał – „pracował u siebie” |
| 1888                     |                                  | Warszawa | Nowy temat w twórczości malarskiej artysty – miasto Warszawa. Liczne interesujące notaty zza Żelaznej Bramy. Także grupa studiów akwarelowych z Mazowsza. Oznaki typowe dla impresjonizmu. W.Gerson w krytyce z 1888:[...] „p. Masłowski nadesłał na wystawę rzadkiej piękności i siły akwarelę „Chatę mazowiecką”[...] (podkreślając "jasność", "soczystość", "siłę barw", "plastyczność") |
| 1890–1907                |                                  | Warszawa | Okres "burzy i fermentu" (burzy i naporu - "Sturm und Drang periode"). Początkowo przejście przez impresjonizm (najdalej posuniętą próbą w kierunku dywizjonistycznej, plamkowej formy był obraz zatytułowany „Poranek”) a następnie porzucenie go w poszukiwaniu własnej formy. Obraz „Pocztylion” (1890), a następnie „Targ na Grzybowie” (1892), „Ostatnie promienie”, „Przed poborem” (1892), Konie przy obroku. |
| 1890                     |                                  | Warszawa | obrazy Gaik brzozowy, "Pociąg", „Pocztylion” (?) jako próby poszukiwania własnej, odrębnej formy malarskiej |
| 1892                     |                                  | Warszawa | „Targ na Grzybowie” (1892), „Ostatnie promienie”, „Przed poborem” (1892) |
| 1893                     |                                  | Warszawa | wystawia między innymi obrazy „Stare Miasto” i „Poranek” |
| 1894                     |                                  | Warszawa | wystawione obrazy „Mickiewicz i Maryla” i „Porwanie” |
| 1896                     |                                  | Warszawa | wystawienie obrazów „Sprawa o granicę” i „Bociany” (duże kompozycje olejne) |
| 1897                     | 20 lutego 1897                   | Warszawa | Ślub z Anielą Ponikowską (1864–1940) – siostrą Cezarego Ponikowskiego (1853–1944) |
| 1897                     | jesień – (zapewne wrzesień) 1897 | Radom | śmierć ojca artysty Rajmunda (1825–1897). |
| 1897                     |                                  | Warszawa | "Portret żony artysty", akwarela, (własn. rodziny artysty) |
| 1897                     |                                  | Kraków | Członkostwo krakowskiego ugrupowania artystów pod nazwą „Sztuka”, utworzonego głównie z inicjatywy Jana Stanisławskiego, gdzie z warszawskich plastyków weszli także Józef Pankiewicz i Konstanty Laszczka. |
| 1898                     |                                  | Warszawa | „Portret dziewczynki”, „Giewont we mgle”, Kobieta w ludowym stroju huculskim. |
| 1898                     |                                  | Łęczna | obraz „Chart” powstały u Blochów w Łęcznej |
| 1899                     |                                  | Kazimierz nad Wisłą | obrazy „Rynek w Kazimierzu” i „Kapliczka w Kazimierzu”. |
| 1899                     |                                  | Warszawa, Wiedeń | Ekspozycja grupy kilkunastu akwarel w salonie Krywulta. |
| 1900                     | czerwiec-sierpień                | Włochy i Francja (Paryż) | Podróż do Włoch i Paryża. Odznaczenie medalem na Wystawie powszechnej w Paryżu za obraz „Rynek w Kazimierzu” |
| 1901                     | 24 stycznia                      | Warszawa | Narodziny syna Macieja (1901–1976), późniejszego historyka sztuki |
| 1901                     | sierpień-październik             | Warszawa, Garbów koło Lublina | między innymi obraz: "Wnętrze kościoła w Garbowie", drobne akwarele dla redakcji „Chimery”. |
| 1902                     |                                  | Warszawa, Wiedeń | Udział w ekspozycjach wiedeńskiej Secesji. |
| 1902                     | wrzesień (Rybiniszki)            | Warszawa-Rybiniszki | akwarele duża „Cyganka” i pejzaże z Rybiniszek – ”Pejzaż jesienny z Rybiniszek, akwarela, (Muzeum Narodowe w Warszawie), „Wrona”, „Kamienica pod Okrętem". |
| 1902                     |                                  | Warszawa – „Zachęta” | Wystawa prac artysty i zakończenie drugiego etapu jego poszukiwań malarskich. |
| 1903                     |                                  | Wola Rafałowska | Pierwszy wyjazd artysty do Woli Rafałowskiej między Mińskiem Mazowieckim a Siedlcami, gdzie miał "niebawem znaleźć syntezę swojego pejzażu polskiego"; obraz zatytułowany: "Wola Rafałowska". |
| 1903                     | luty, lipiec-sierpień            | Supraśl | "Próba sił" twórczych w malarstwie dekoracyjnym – plafon sali balowej i chóru kaplicy w pałacu Zachertów (zniszczonym w okresie wojennym i powojennym, ok.1945) w Supraślu. |
| 1904                     | kwiecień-lipiec                  | Włochy | początek serii wypraw do Włoch (Rzym, Florencja, Fiesole), "Fontanna w ogrodach Palazzo Colonna", (Muzeum Narodowe w Warszawie), obraz "Koń z Kapitolu" (Wejście na Kapitol – Campidoglio w Rzymie), akwarela, (Muzeum Narodowe w Warszawie) |
| 1904                     | wrzesień                         | plener w Trokach pod Wilnem | Obraz zatytułowany "Troki". |
| 1904                     |                                  | | Wystawa specjalna w „Zachęcie” - 58 akwarel |
| 1905–1907                |                                  | Warszawa | Praca i eksperymenty artystyczne w warszawskiej pracowni przy ul. Mokotowskiej Ilustracje do „Pana Tadeusza” na przykład: Koncert Wojskiego (do specjalnego wydania w roku 1905 dla prenumeratorów łódzkiego wydawnictwa „Rozwój”), a także kompozycje figuralne, np. obraz „Pijani chłopi” (1906, Muzeum Narodowe w Warszawie), scena z Rewolucji 1905 roku – „Patrol Kozaków” (1906), „Pierwsze żyto” (1907) i wyjątkowa w twórczości Masłowskiego próba symbolizmu „Świątynia sztuki” (1907, zaginiony).                                                                                              |
| 1906                     |                                  | | Powstanie obrazu Wiosna 1905 (patrol Kozaków w Alejach Ujazdowskich w Warszawie), ol./pł, (Muzeum Narodowe w Warszawie) |
| 1907–1926                |                                  | | Okres rozkwitu i schyłku twórczości Masłowskiego. |
| 1907                     | jesień (wrzesień-październik)    | Radziejowice | Pejzaże łączące "graficzną czytelność kreski z malarskością plamy", jak na przykład: „Staw w Radziejowicach”, "Na pastwisku" |
| 1908                     | lipiec-wrzesień                  | Nowosiółka na Wołyniu | Plener - 18 akwarel wystawionych w Towarzystwie Zachęty Sztuk Pięknych (TZSP) |
| 1909                     |                                  | Wola Rafałowska | Obraz: "Droga polna (Łubin)", akwarela, (Muzeum Narodowe w Warszawie). |
| 1909 i 1910              |                                  | Warszawa wystawy w TZSP | Wystawy indywidualne. Między innymi obraz: "Fontanna w Palazzo Massimo w Rzymie" |
| 1910                     | marzec-październik               | Niemcy, Czechy, Włochy (Warnsdorf, Drezno, Kounice koło Brna, Fiume, Florencja, Rzym, Tivoli, Sorento, Chiusi, Pisa, Monachium               | Plener - 18 akwarel wystawionych w Towarzystwie Zachęty Sztuk Pięknych (TZSP) |
| 1911                     | sierpień, październik            | Wola Rafałowska | obrazy: „Malwy w ogródku”, "Maki" |
| 1912                     | marzec-lipiec                    | Włochy, Austro-Węgry, Tunezja (Taormina, Catania, Palermo, Tunis, Cagliari, Wiedeń)                                                          | podróże artystyczne. Obraz: "Skarbiec beja Tunisu |
| 1913                     | marzec-lipiec                    | Wiedeń, Paryż, Pontebba, Wenecja, Hraczowic, Sestri Levante, podróże artystyczne                                                             | Wystawa akwarel w „Galerie Léon Marseille” |
| 1914                     | czerwiec-lipiec, sierpień        | Podróż – Fiesole, Viareggio. Warszawa – Zaproszenie na objęcie profesury w Warszawskiej Szkole Sztuk Pięknych, której nie przyjął (czerwiec) | Wybuch I wojny światowej zastał go w kraju. |
| 1914 i lata wcześniejsze |                                  | TZSP | Coroczne ekspozycje pejzaży z Włoch, Tunisu i polskich z Woli Rafałowskiej – m.in. „Podwórze w Villi d’Este”, „Zatoka Neapolitańska”, „Krowy”, „Białe maki”, „Chojar”, „Motyw z Taorminy”, „Beduinka”, „Wejście do pałacu beja”, „Kawiarnia arabska” i inne. |
| 1916                     | kwiecień                         | Warszawa - TZSP | Wielka wystawa prac artysty. |
| 1916                     | grudzień                         | Warszawa TZSP | Nagroda jubileuszowa „Zachęty”. |
| 1918                     |                                  | Warszawa | Koniec wojny – wielkie moralne odprężenie. Powstanie obrazu „Beliniacy” |
| 1920                     |                                  | Wola Rafałowska | Między innymi obraz: "Gryka" |
| 1921                     |                                  | Paryż | Wybór na członka Société nationale des beaux-arts. |
| 1922                     | maj-czerwiec...                  | Podróże artystyczne: Bogumin, Wiedeń, Włochy (Tivoli, Taormina, Villa d’Este), Wola Rafałowska                                               | Kolejne plenerowe podróże artystyczne i obrazy: "Kwitnące drzewo przy Villi d’Este", "Tivoli Villa d’Este" i „Gryka”. |
| 1924                     |                                  | Wola Rafałowska | Ostatni wyjazd na plener. Obrazy: „Ule” (Muzeum Śląskie w Katowicach), „Łubin” |
| 1925                     |                                  | Warszawa, TZSP | Wystawa jubileuszowa prac Masłowskiego. |
| 1925                     | 7 listopada                      | Warszawa | Krzyż Oficerski Orderu Odrodzenia Polski |
| 1926                     |                                  | Warszawa | „Zachęta” Reprodukcja obrazu „Duma Jaremy” z roku 1879 – wydana jako premia "Zachęty" |
| 1926                     |                                  | Warszawa | Ostatni rok życia, choroba serca, niewielka aktywność twórcza. |
| 1926                     | 31 maja (data śmierci)           | Warszawa | Śmierć. Pogrzeb na cmentarzu Powązkowskim w Warszawie, w grobie rodziny matki artysty, kwatera 11-1-7 |

Źródła: 
- Słownik artystów polskich i obcych w Polsce działających (zmarłych przed 1966) – malarze, rzeźbiarze, graficy, pod red. Andrzeja Ryszkiewicza, tom V, oprac. Instytut Sztuki PAN, Wrocław – Warszawa – Kraków – Gdańsk, 1993, Ossolineum, Wydawnictwo "Krąg", Warszawa, ss.398-406;
- Polski słownik biograficzny, Wrocław-Warszawa-Kraków-Gdańsk 1975, wyd. Ossolineum (Polska Akad. Nauk – Zakł. Narod. im. Ossolińskich), tom XX/1, zesz.84, s. 129 i nast. – hasło: „Stanisław Masłowski”;
- Masłowski M. [oprac.]: Stanisław Masłowski – Materiały do życiorysu i twórczości, Wrocław 1957, wyd. "Ossolineum".

## Wystawy
- 1875 –  "Towarzystwo Zachęty Sztuk Pięknych" - pierwsze wystawione obrazy - „Owczarek” i „Kozacy” i pierwsze ilustracje zamieszczone w czasopiśmie „Kłosy”
- 1884 – "Zachęta", wystawienie obrazu pod tytułem "Wieczór" znanego później jako „Wschód księżyca”, zakupionego w 1900 do zbiorów Muzeum Narodowego w Krakowie (list pochwalny).
- 1886 – Towarzystwo Przyjaciół Sztuk Pięknych w Krakowie, ponowne wystawienie obrazu "Wieczór" („Wschód księżyca” - zob. wyżej 1884)
- 1887 – udział w pierwszej Wielkiej Wystawie Sztuki Polskiej w Krakowie[53]
- 1894 – udział w Wystawie Sztuki Polskiej we Lwowie i wystawienie obrazu zatytułowanego "Krajobraz przy świetle księżyca" (znanego później pod nazwą „Wschód księżyca”)
- 1896 – Wielka zbiorowa wystawa w Salonie Krywulta w Warszawie
- 1899 – salon Krywulta, wystawienie grupy kilkunastu akwarel
- 1899 – udział w ekspozycjach wiedeńskiej Secesji
- 1900 – udział w Wystawie światowej w Paryżu (odznaczenie medalem obrazu „Rynek w Kazimierzu”)
- 1901 – ekspozycja akwarel w redakcji czasopisma „Chimera”
- 1902 – ponowny udział w ekspozycjach wiedeńskiej Secesji
- 1902 – zbiorowa wystawa w „Zachęcie”[17]
- 1904 – wystawa specjalna w „Zachęcie”, 58 akwarel[15].
- 1908 – ekspozycja 18 akwarel w "Zachęcie",
- 1909 i 1910 – Towarzystwo Zachęty Sztuk Pięknych (TZSP), wystawa indywidualna
- 1913 – „Galerie Léon Marseille” w Paryżu - ekspozycja akwarel[54].
- 1914 i lata wcześniejsze – TZSP – coroczne ekspozycje pejzaży z Włoch, Tunisu i polskich z Woli Rafałowskiej
- 1916 (kwiecień – TZSP - wielka wystawa zbiorowa
- 1925 – wystawa jubileuszowa w TZSP
- 1926 – "Zachęta" wydała jako premię reprodukcję obrazu „Duma Jaremy” z roku 1879)

## Nagrody
- 1875 – srebrny medal za rysunki szkolne w Akademii Sztuk Pięknych w Petersburgu
- 1894 – list pochwalny na  za obraz „Krajobraz przy świetle księżyca” na Wystawie Sztuki Polskiej we Lwowie
- 1900 – medal na Wystawie światowej w Paryżu za obraz „Rynek w Kazimierzu”
- 1916 (grudzień) – nagroda jubileuszowa "„Zachęty”

## Ordery i odznaczenia
- Krzyż Oficerski Orderu Odrodzenia Polski (7 listopada 1925)[55]

## Krytyka
Uwagi krytyczne pochodzą z publikacji syna artysty, historyka sztuki Macieja Masłowskiego, który napisał redagując hasło o swym ojcu w Polskim Słowniku Biograficznym: "Twórczość [...] ostatniego okresu była nierówna"
Opisując zaś obraz Dumka Jaremy określał go początkowo w kategoriach „ukraińskich prymitywów”. Jednak później był gotów skorygować swój pogląd, pod wpływem niezwykle pochlebnych, pełnych superlatywów, ocen, jakie usłyszał od Eligiusza Niewiadomskiego, zwracającego uwagę na dekoracyjne walory obrazu – zwłaszcza na „czysto zdobniczy układ kwiatów na stepie”

## Galeria

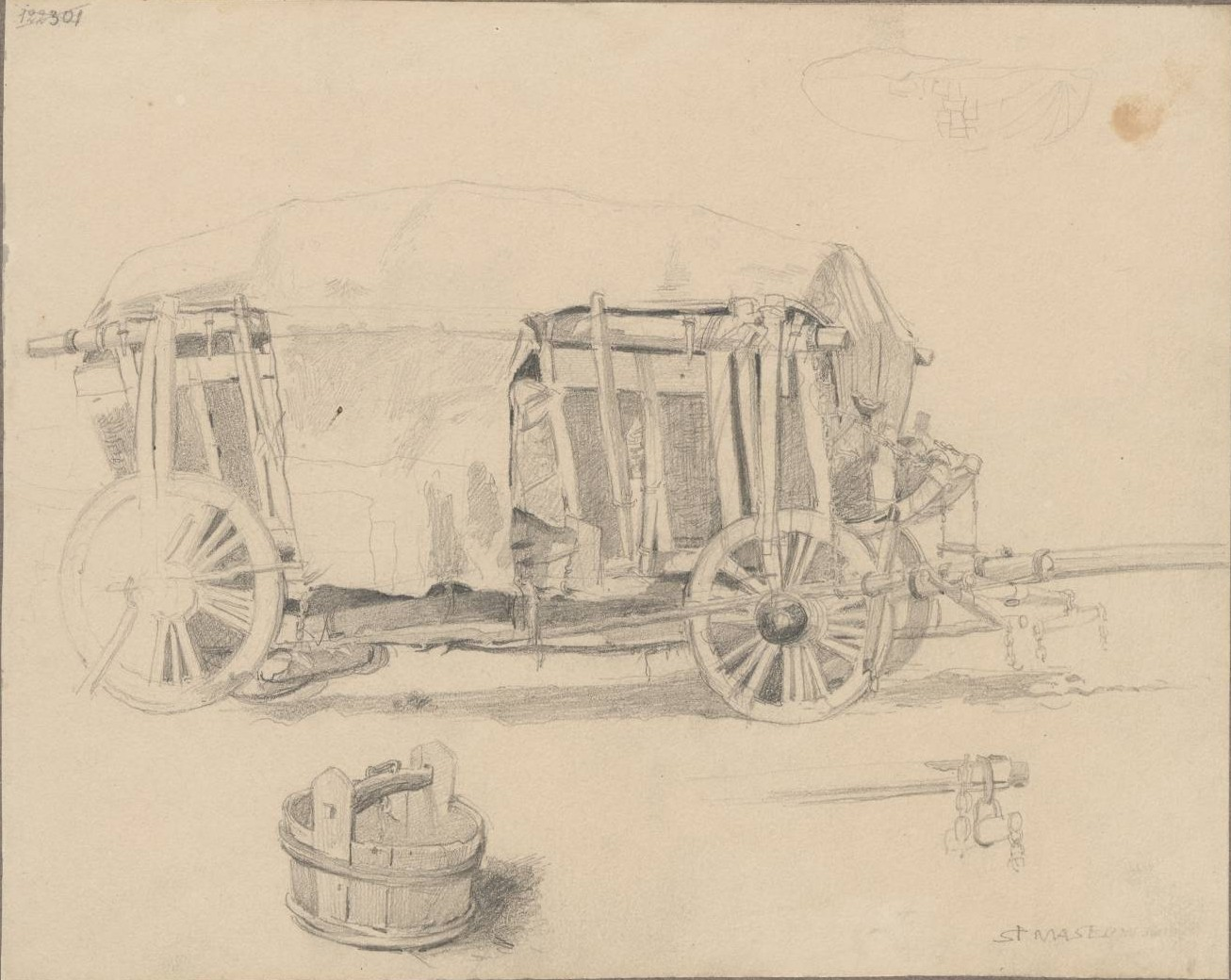
Studium wozu frachtowego rysunek, ca 1875 (Muzeum Narodowe w Warszawie)
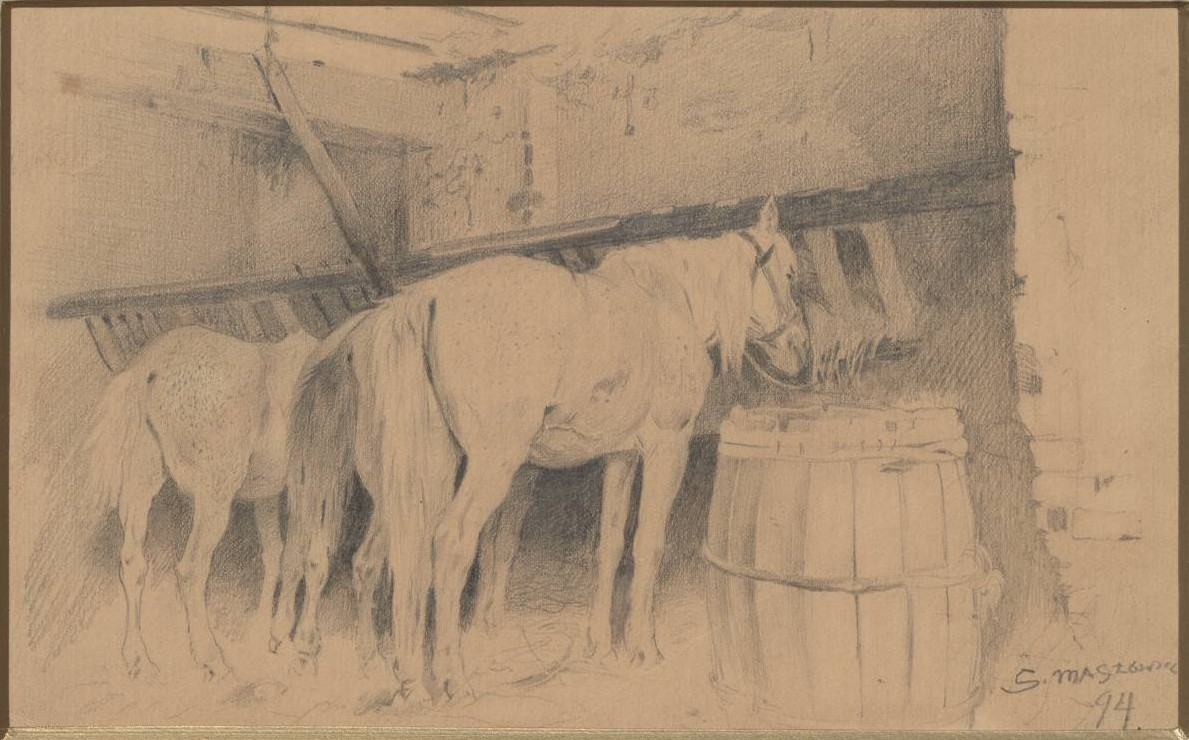
Konie w stajni, rysunek, ca 1875 (sic!)[58] (Muzeum Narodowe w Warszawie)
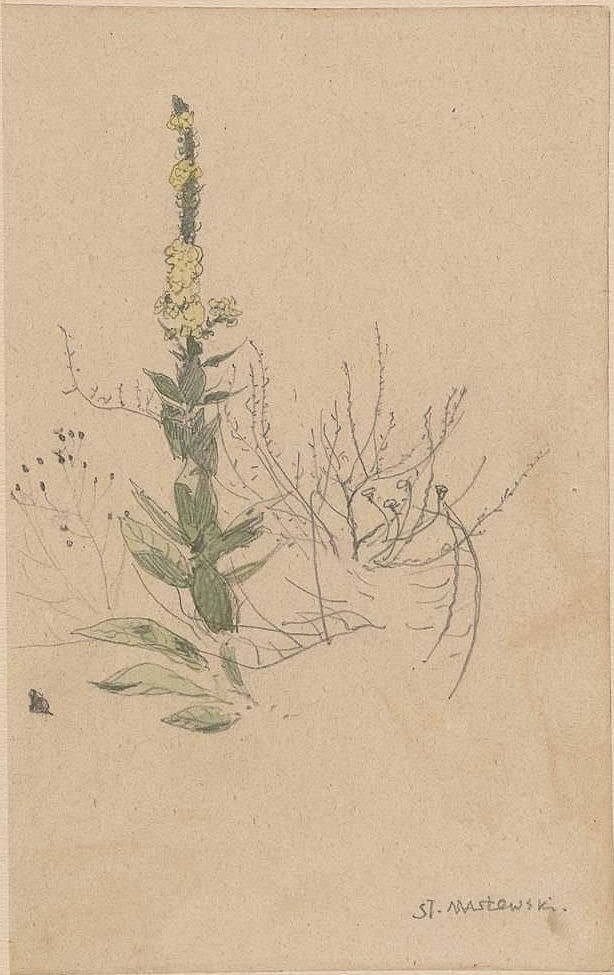
Dziewanna, rysunek łączony z akwarelą na papierze, ca 1875 (Muzeum Narodowe w Warszawie)
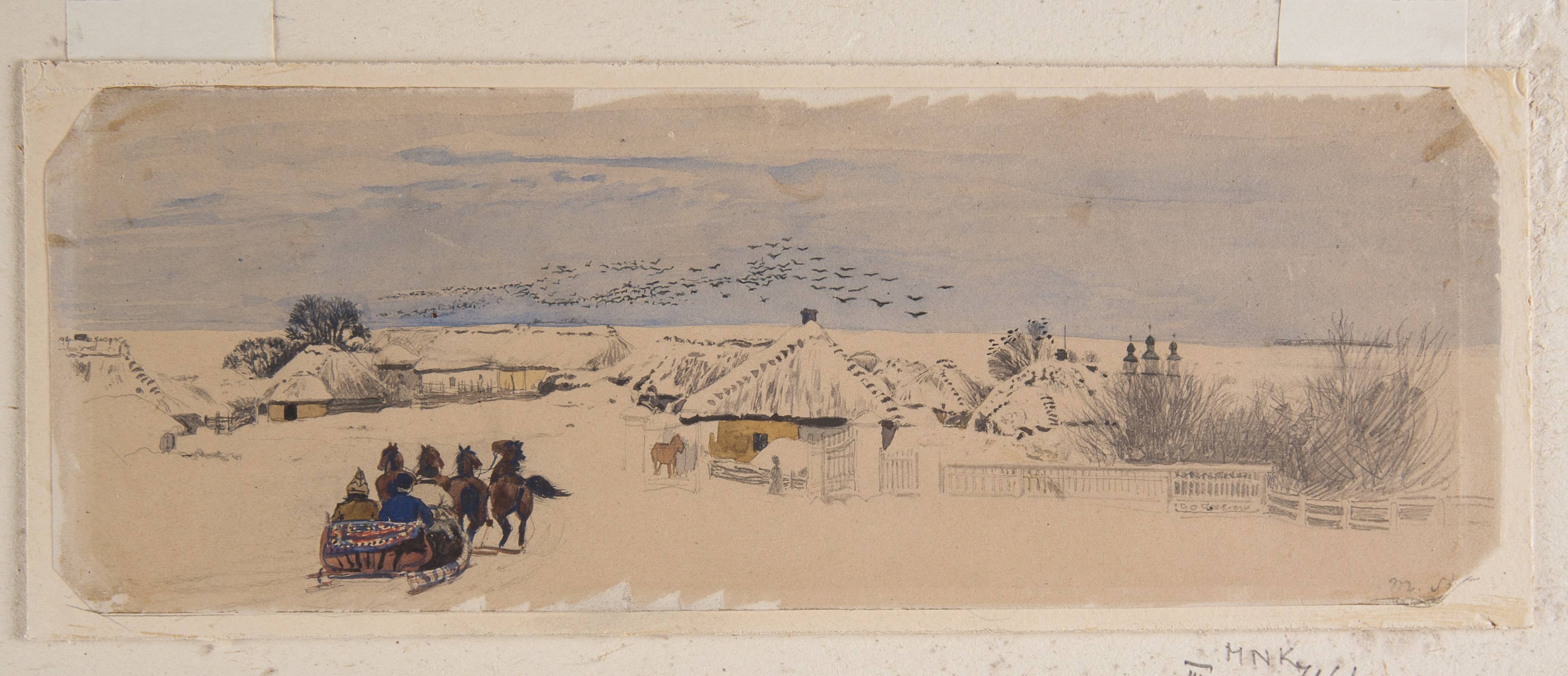
Krajobraz zimowy z Ukrainy, 1876–1878 (w zbiorach Muzeum Narodowego w Krakowie)
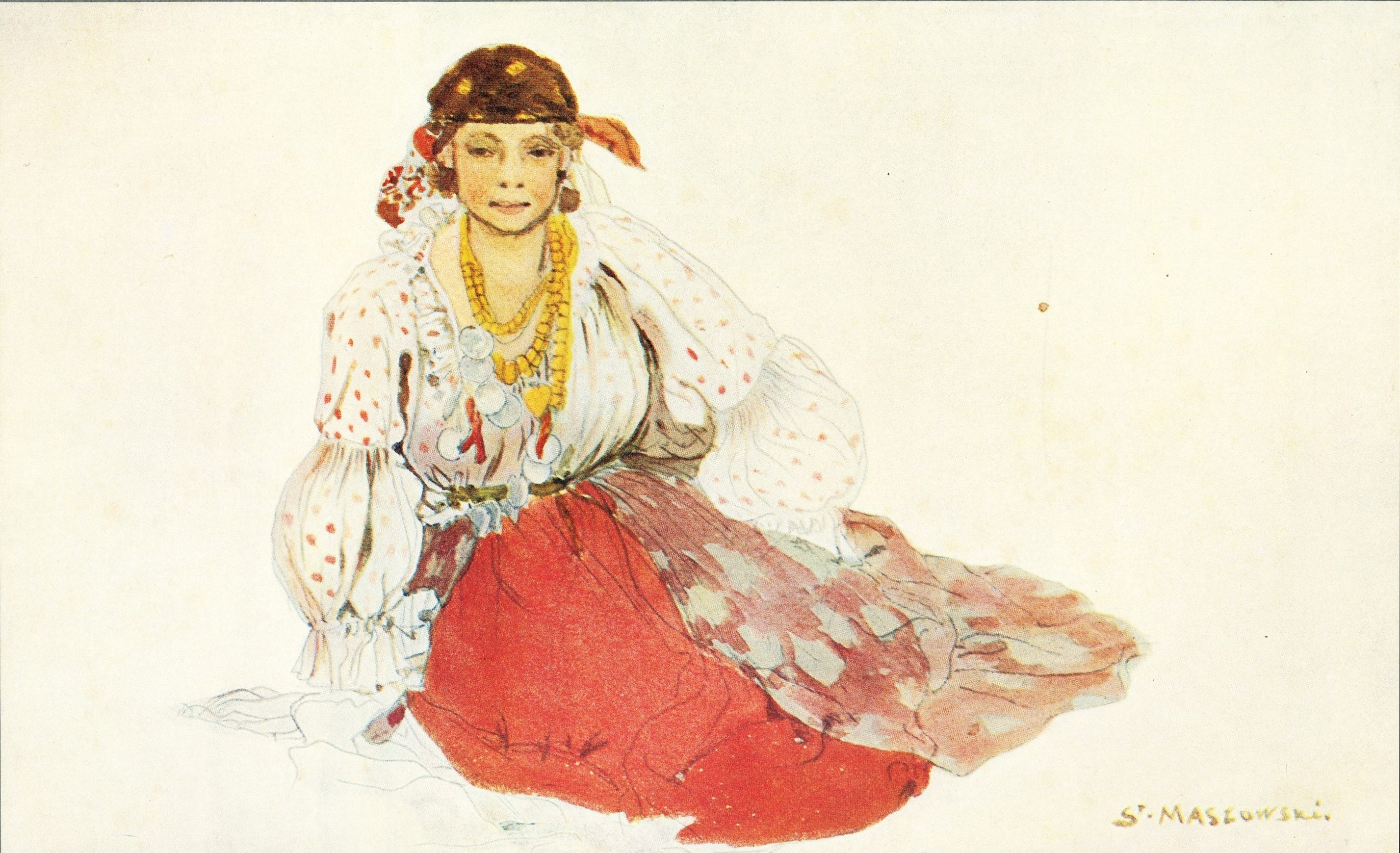
Cyganka, akwarela, 1877 (?).
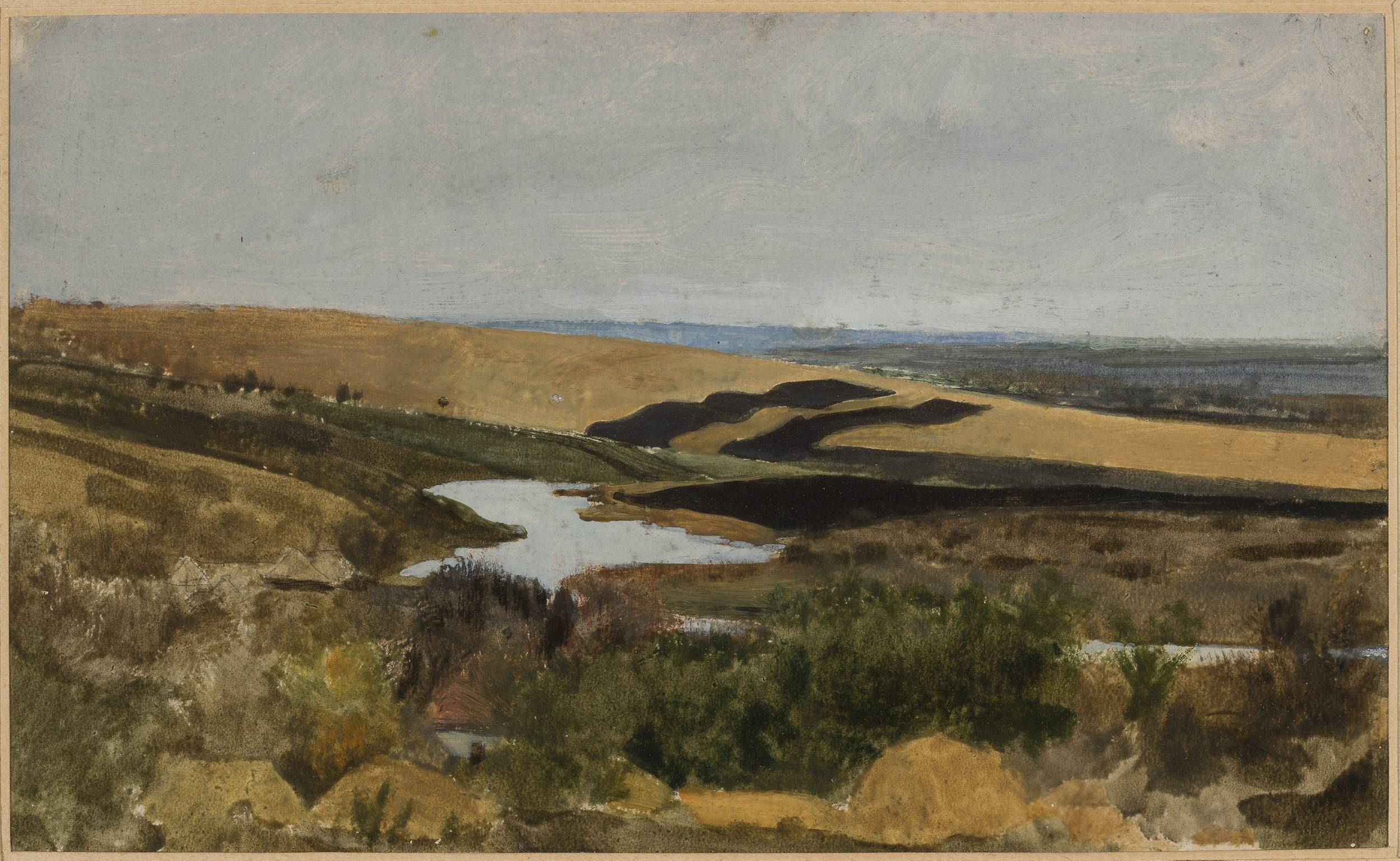
Krajobraz z Ukrainy, ca 1875–1878, w zbiorach Muzeum Narodowego w Warszawie
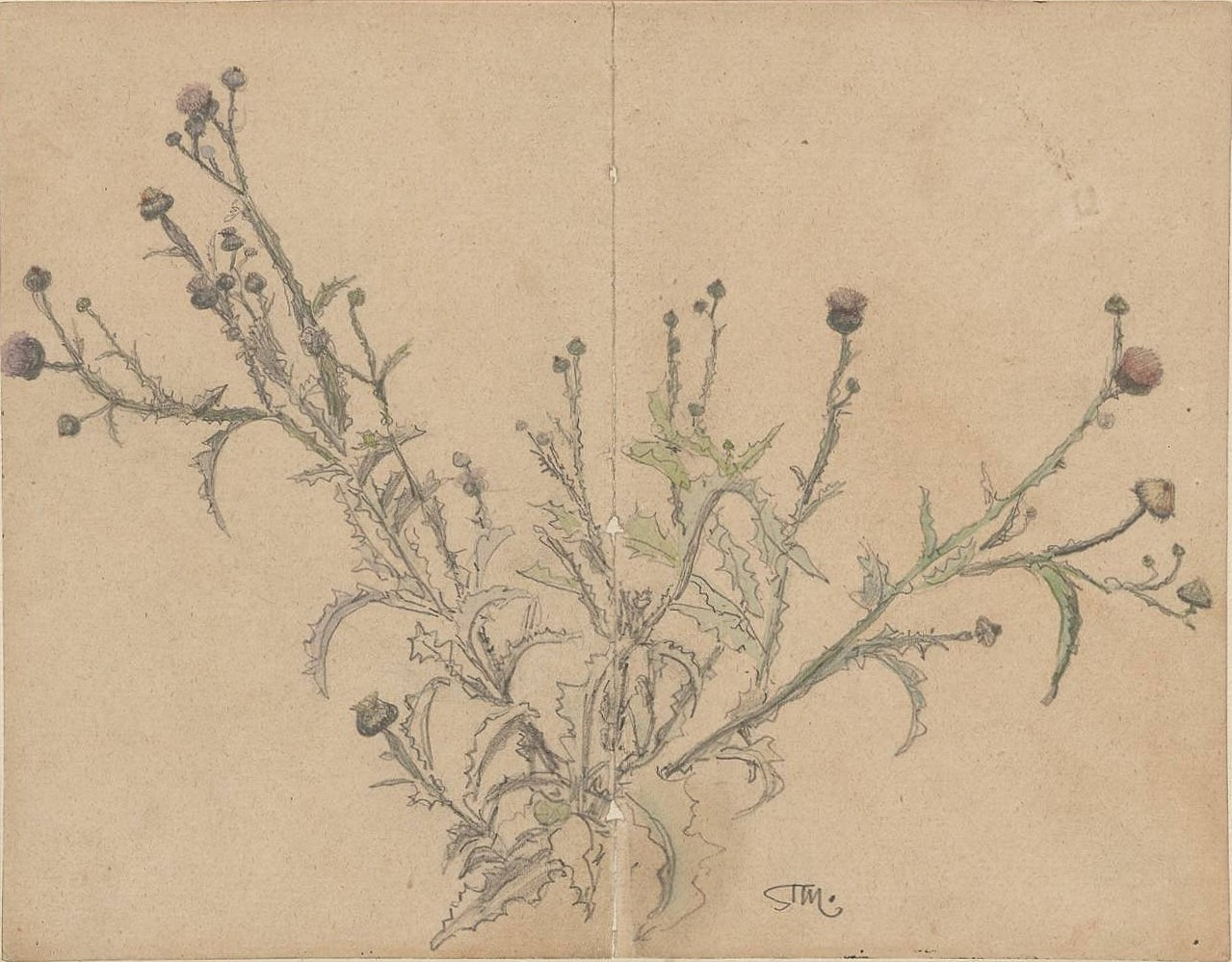
Oset, rysunek i akwarela, ok. 1876–1878 (Muzeum Narodowe w Warszawie)
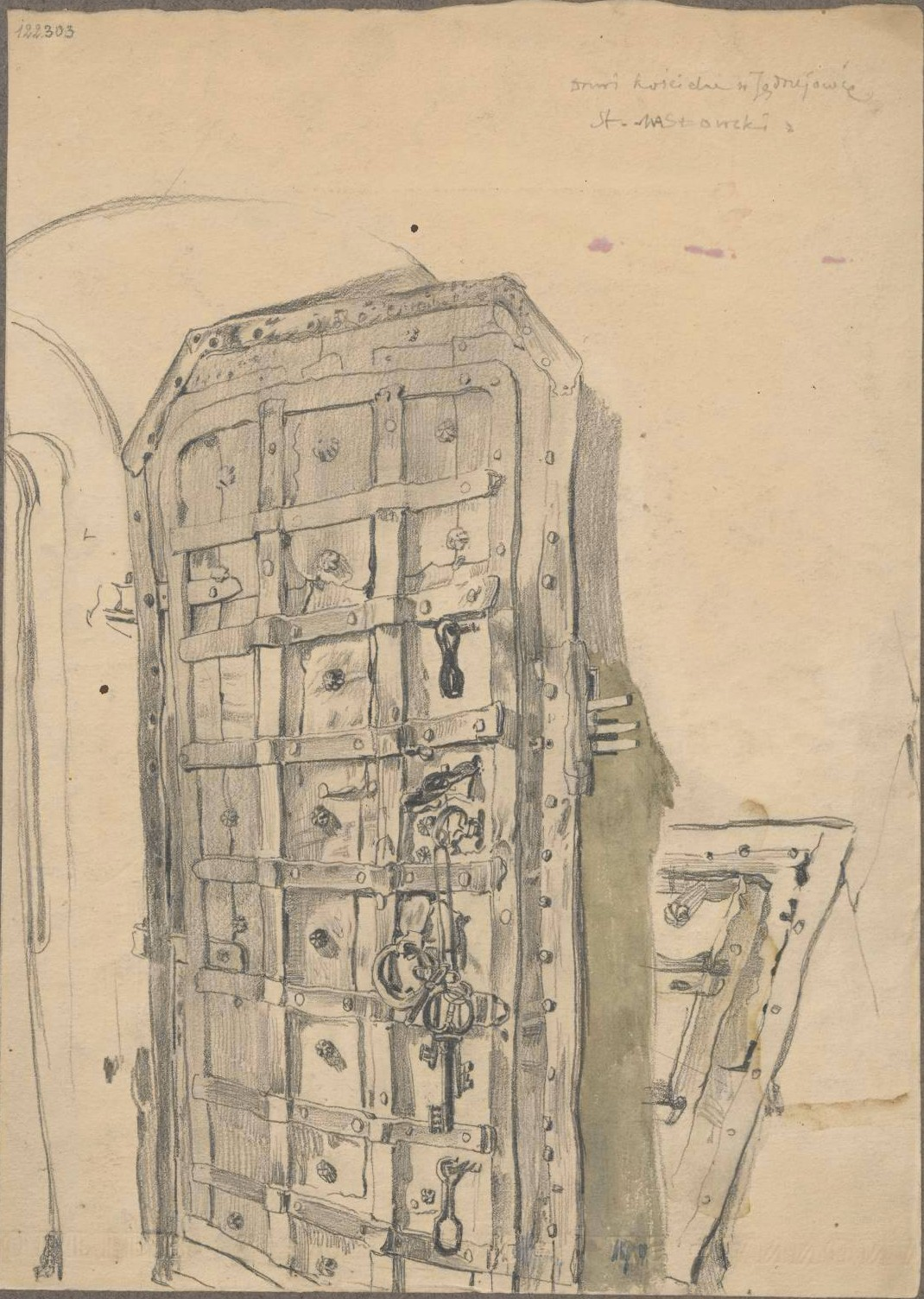
Studium rysunkowe drzwi kościoła w Jędrzejowie, rys./pap., ca 1878 (Muzeum Narodowe w Warszawie)
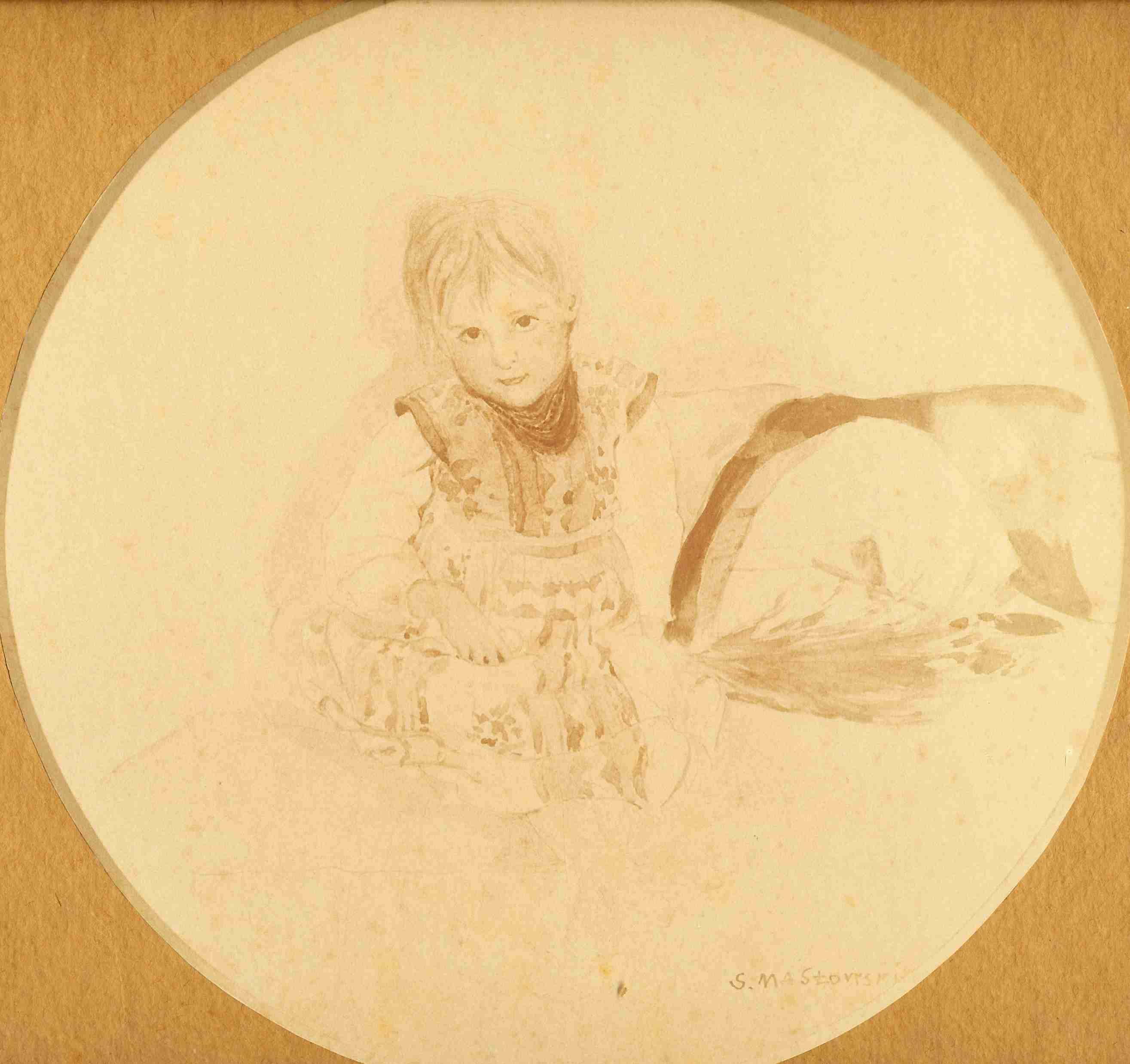
Dziewczynka ukraińska, akwarela, ok. 1878
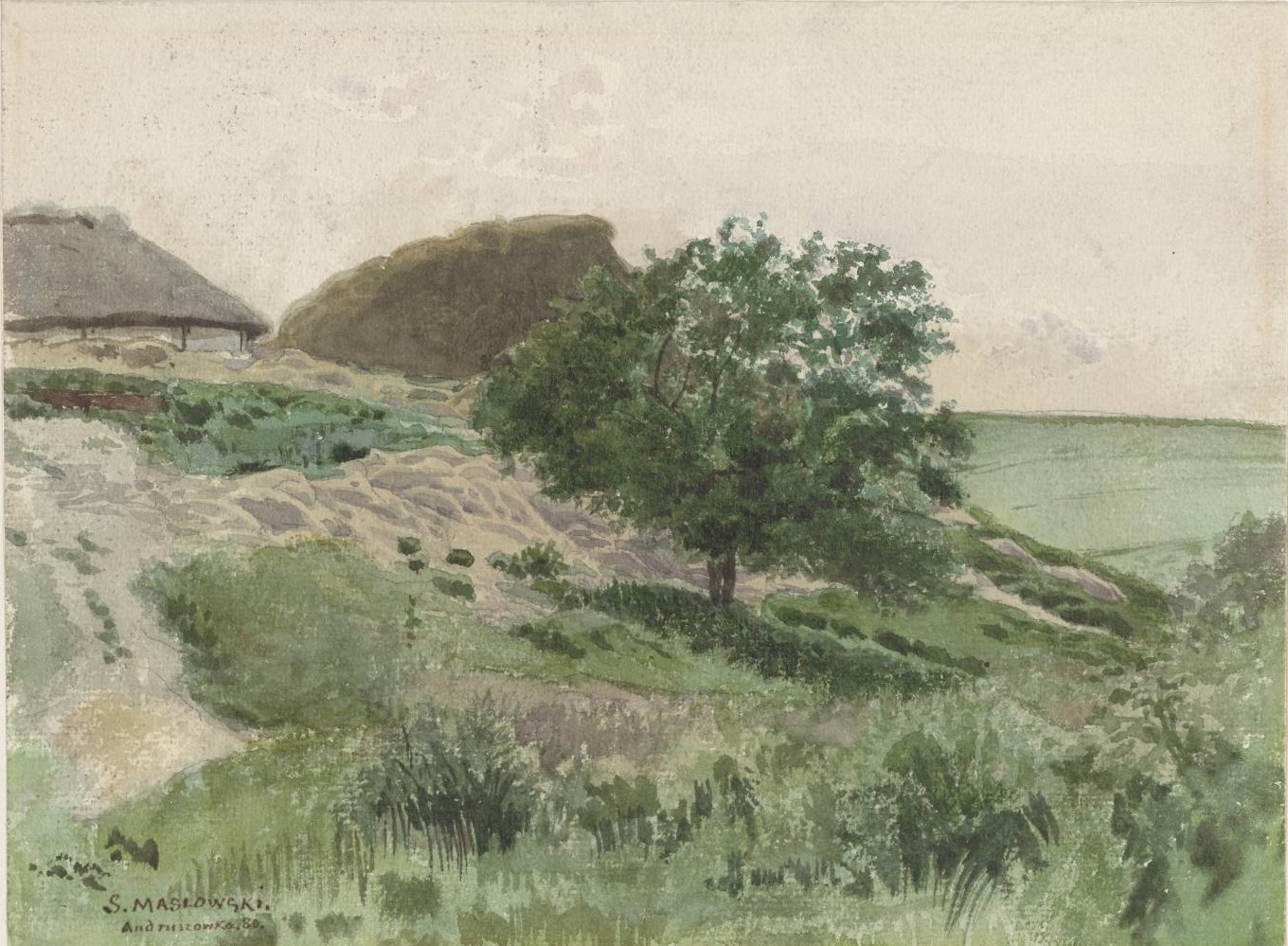
Andruszówka, krajobraz z Ukrainy, akwarela, 1880 (Muzeum Narodowe w Warszawie)
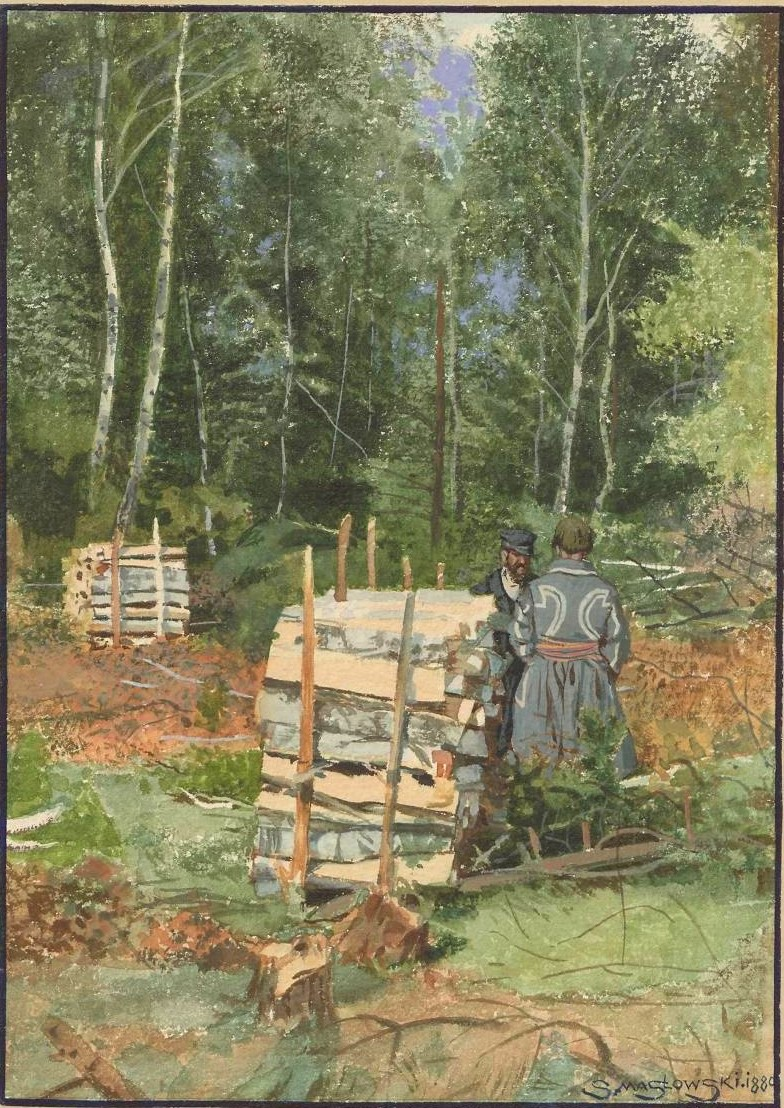
Poręba, 1880, akwarela, tusz i gwasz (Muzeum Narodowe w Warszawie)
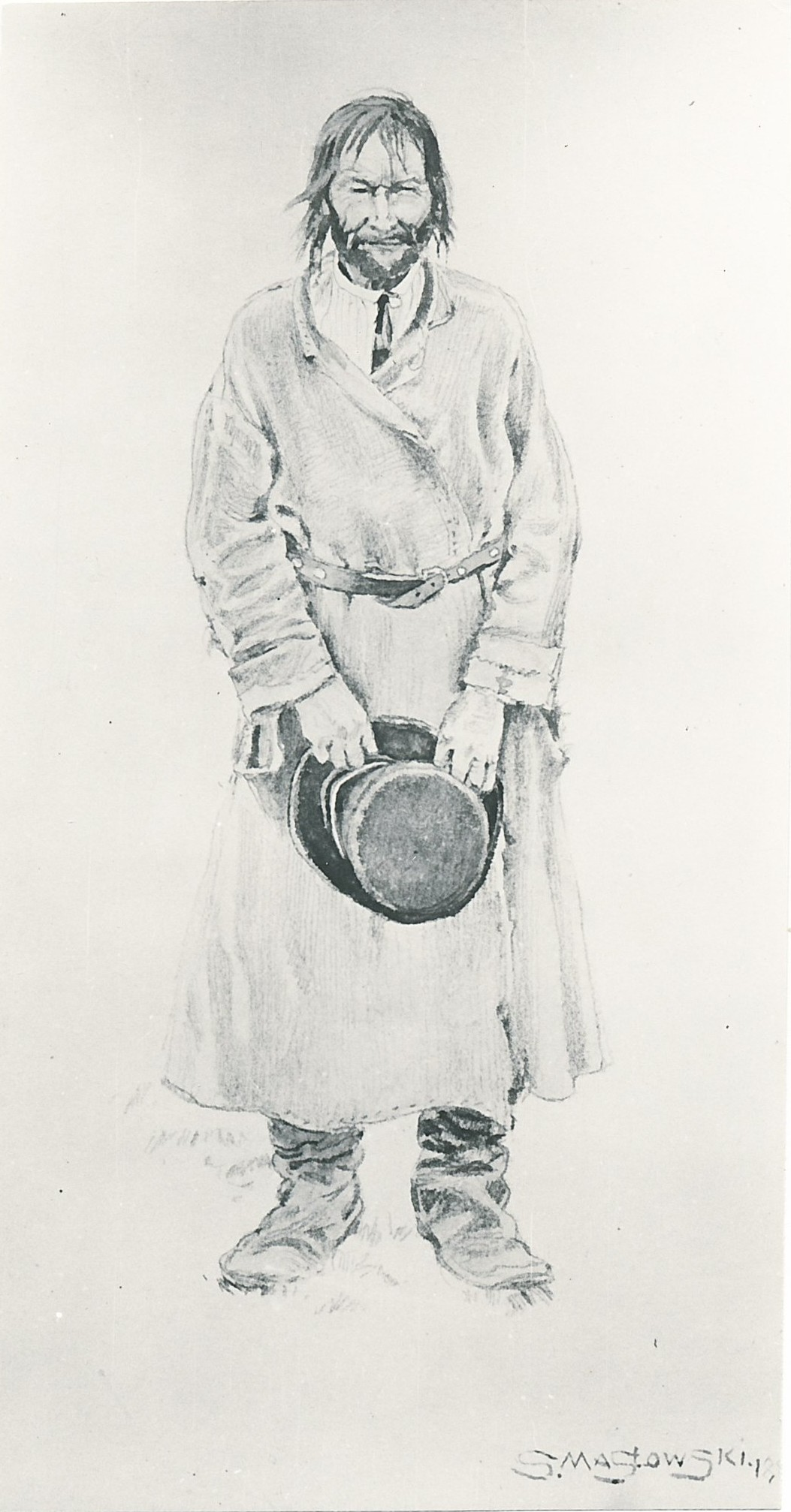
Sołtys Witosek, studium rysunkowe, 1880 wykonane w Pieczyskach u kolegi artysty Czesława Tanskiego
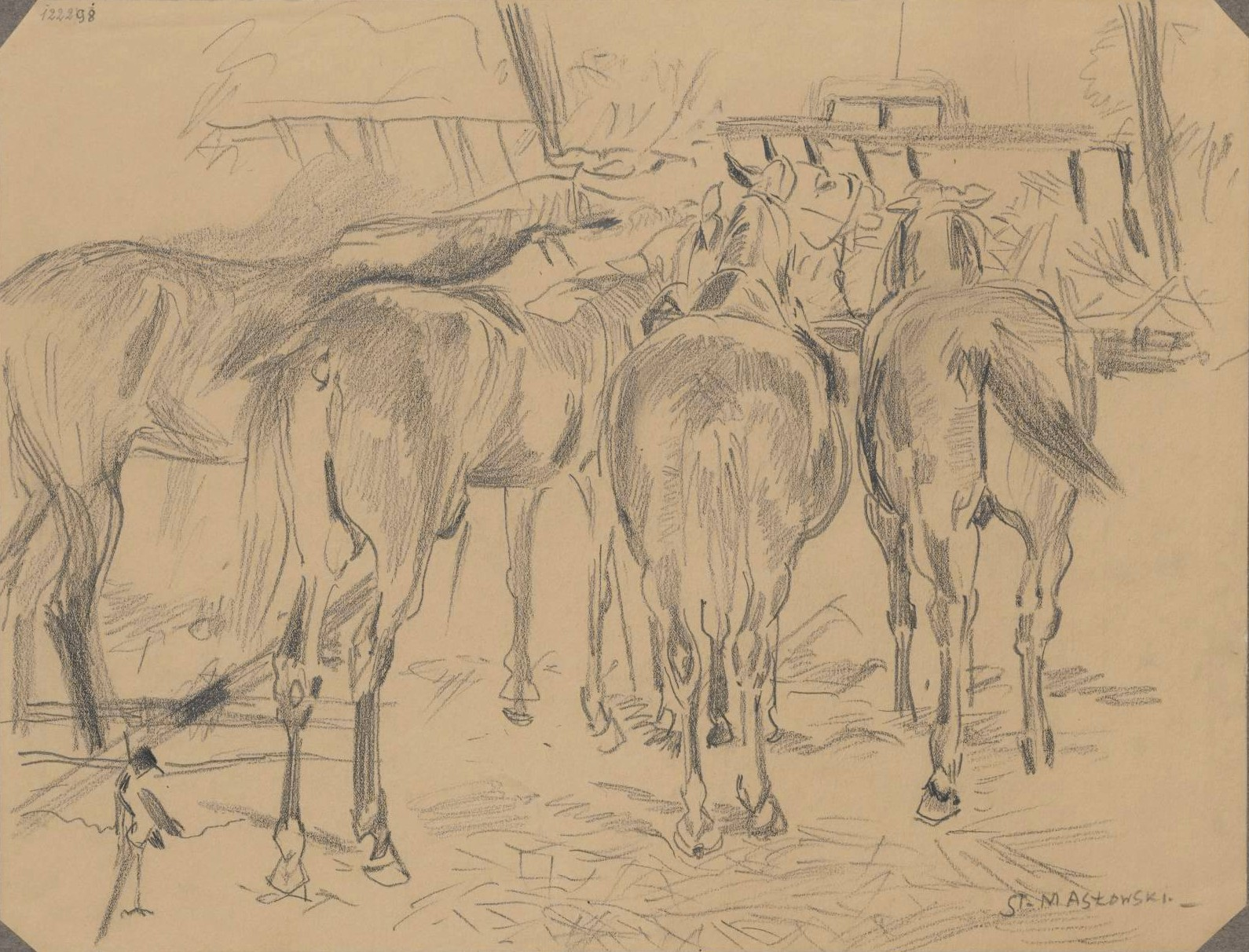
Konie przy obroku, studium rysunkowe, z lat ca 1890–1895, (Muzeum Narodowe w Warszawie)
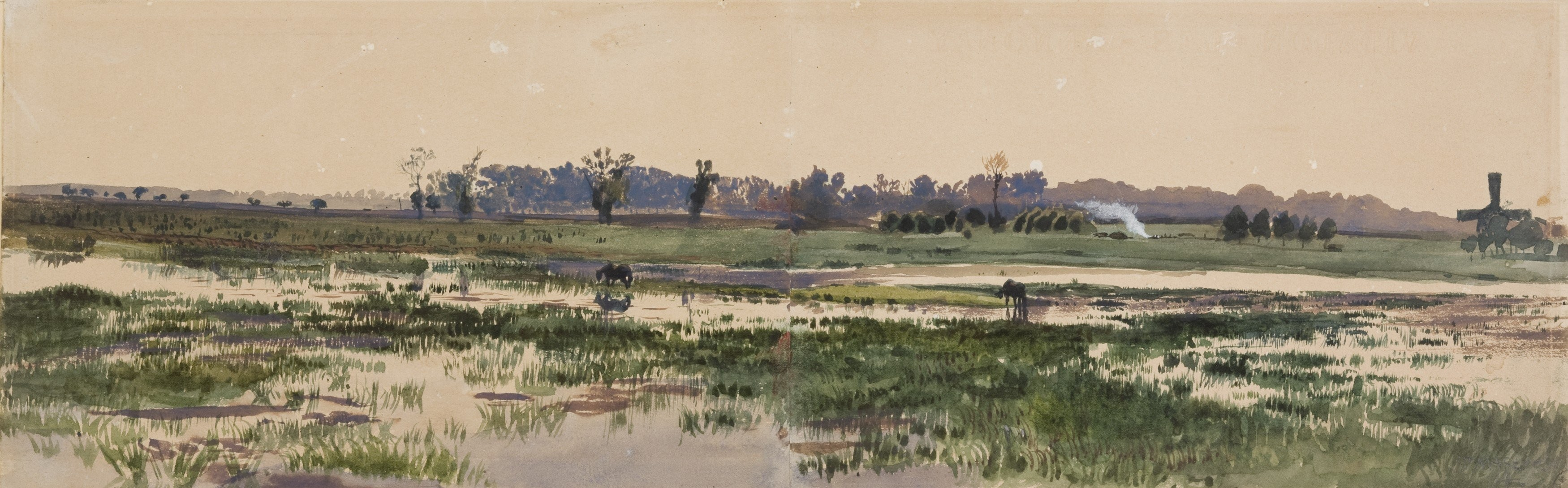
Moczary, krajobraz, akwarela, 1880–1890[g] (w zbiorach Muzeum Narodowego w Krakowie – Pracownia Fotograficzna Muzeum Narodowego w Krakowie)
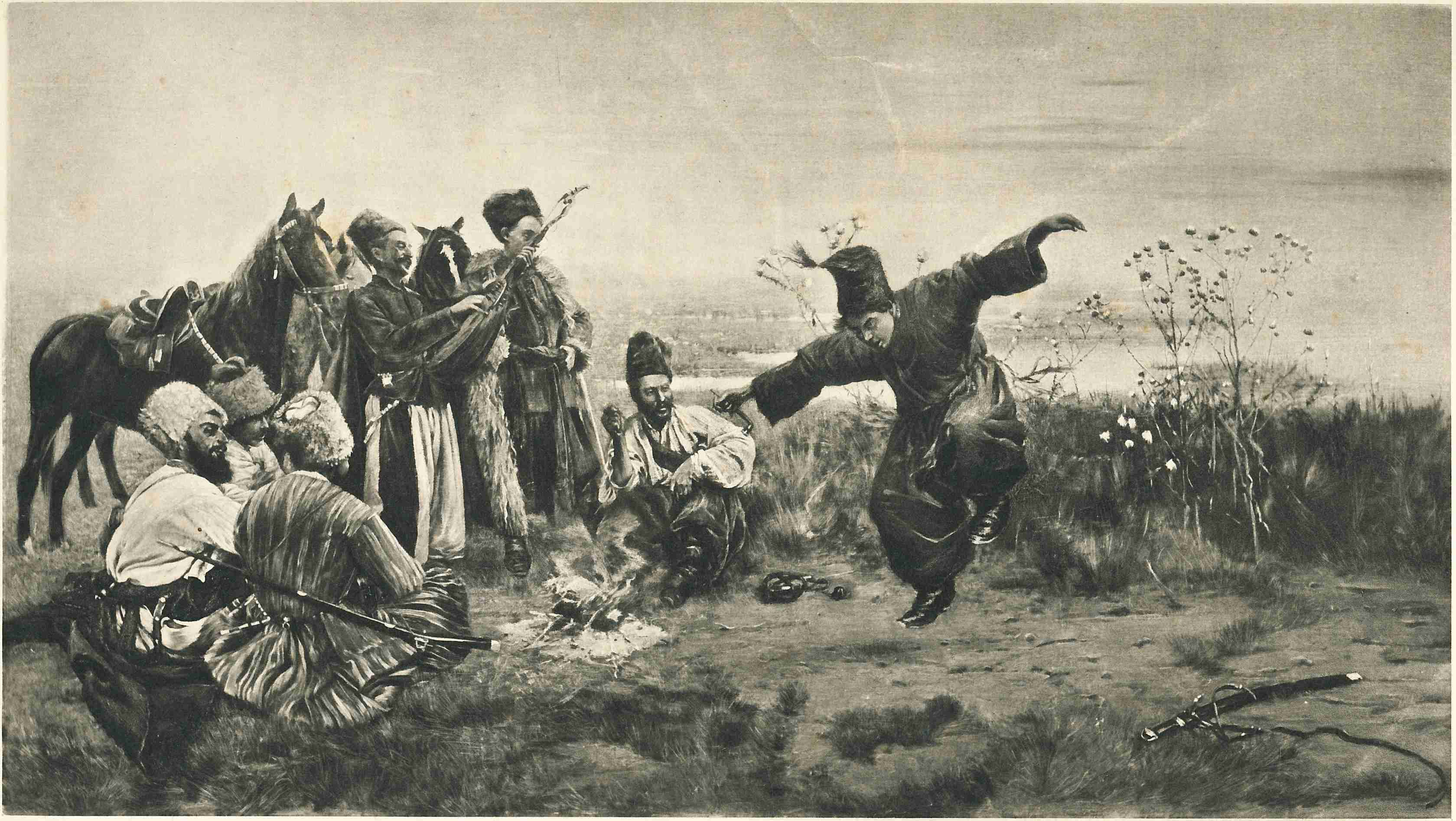
Taniec Kozaków, ol./pł, 1883
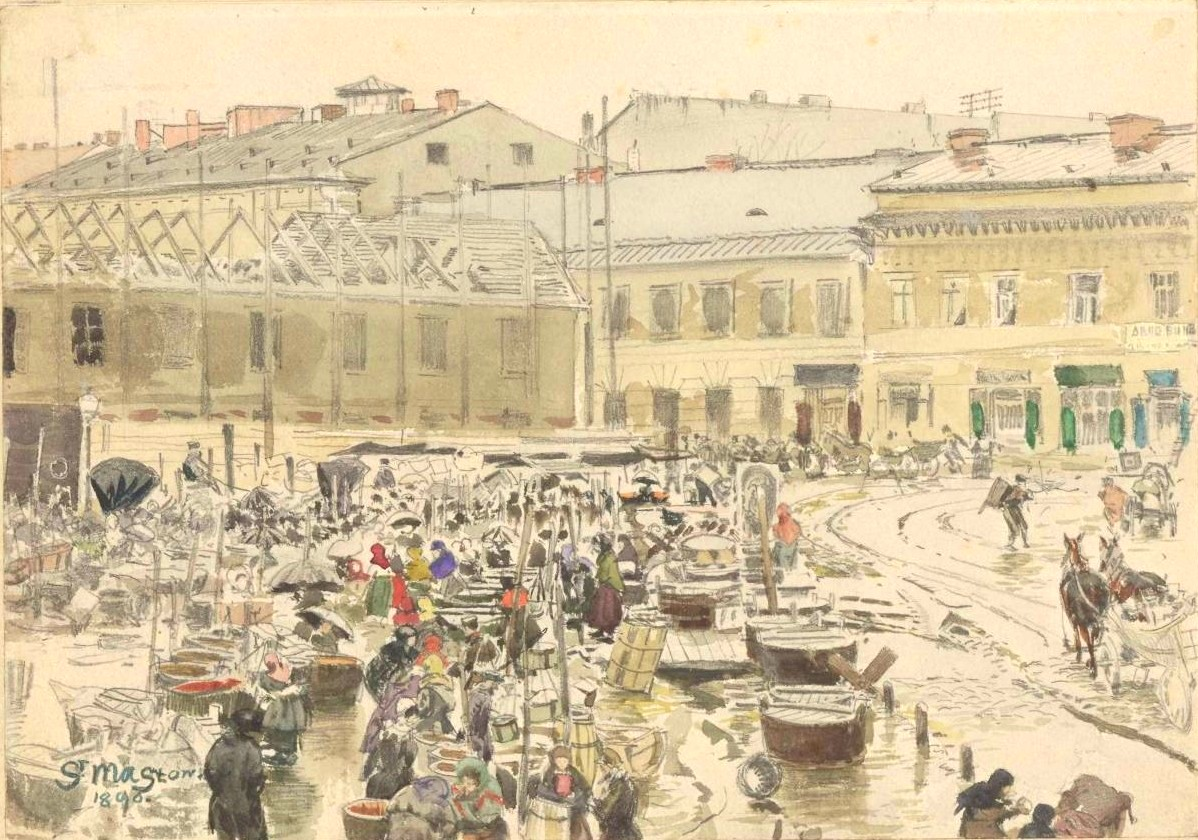
Targ za Żelazną Bramą, akwarela z Warszawy z 1884 roku[h] (Muzeum Narodowe w Warszawie)
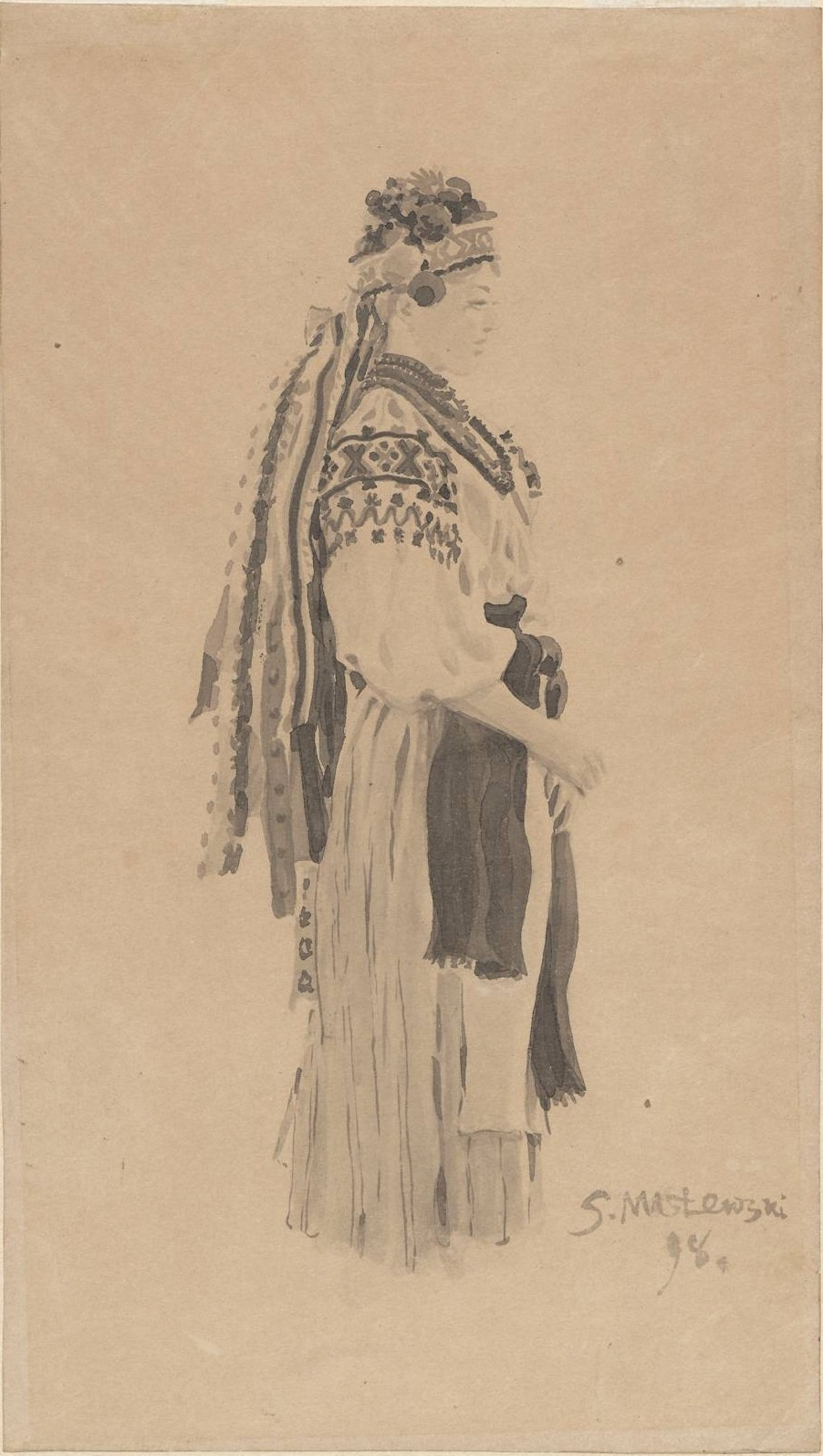
Studium kobiety w ludowym stroju huculskim, tusz, 1884, Muzeum Narodowe w Warszawie[i]
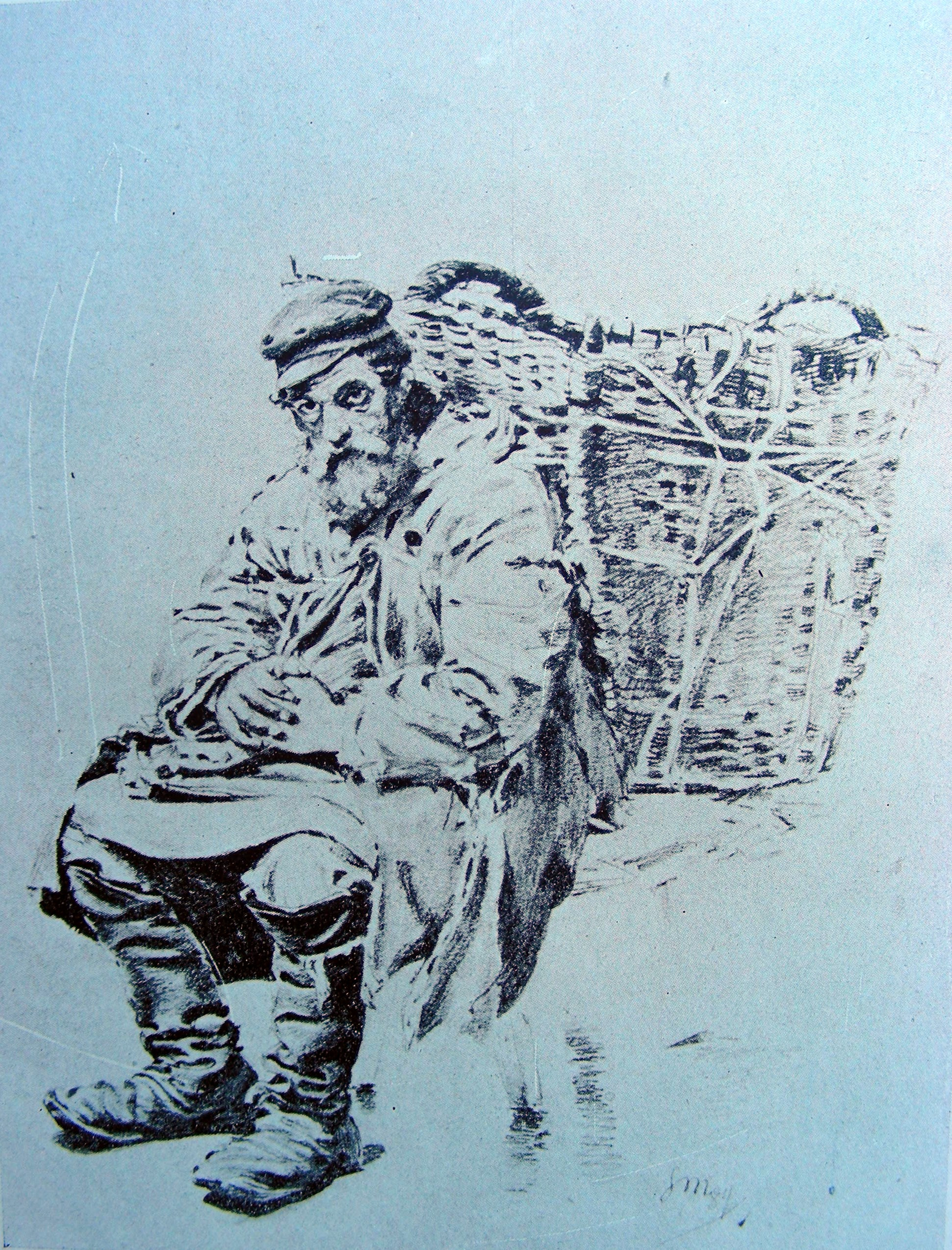
Tragarz, studium rysunkowe na papierze, 1884 (Muzeum Historyczne m.st. Warszawy)
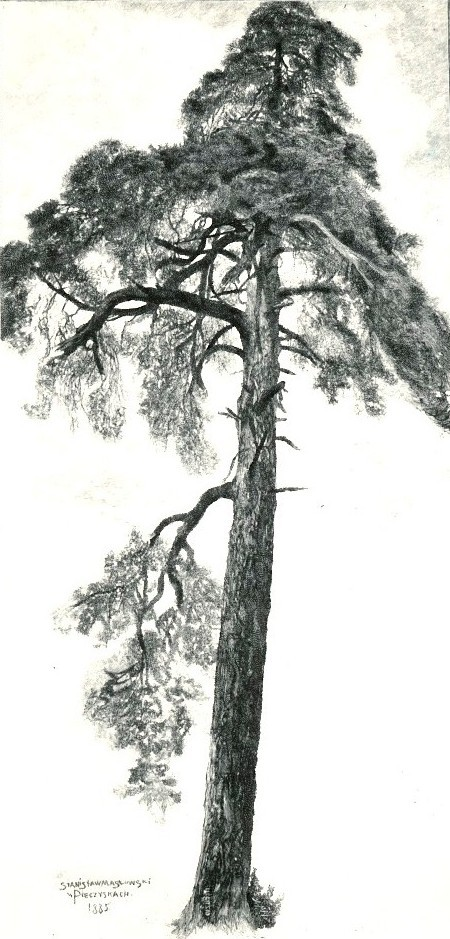
Sosna w Pieczyskach, 1885
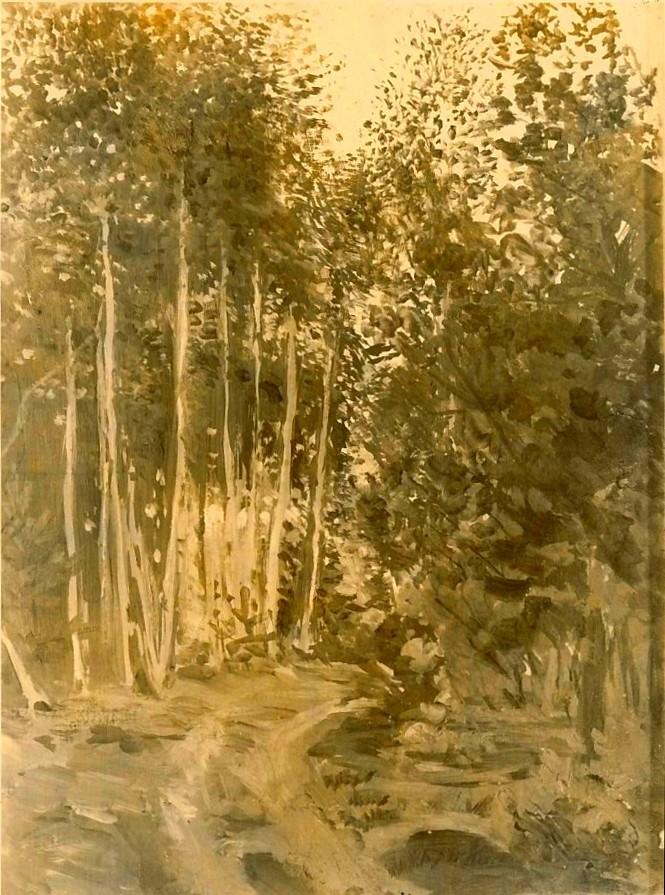
Gaik brzozowy, 1890
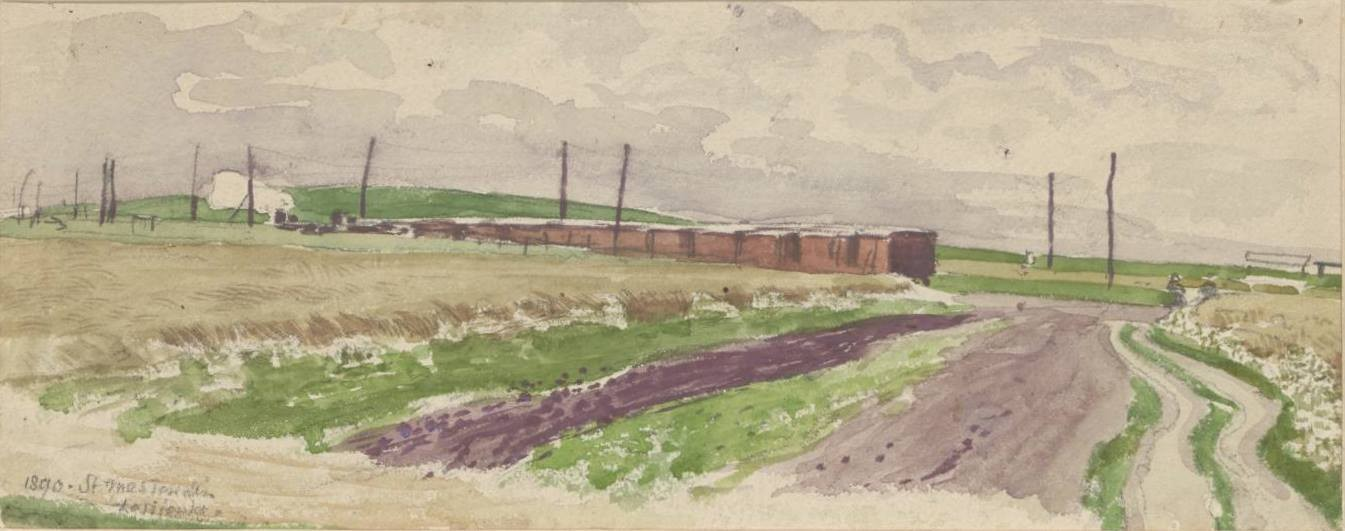
Pociąg (pejzaż z pociągiem towarowym), 1890[61], akwarela (Muzeum Narodowe w Warszawie)
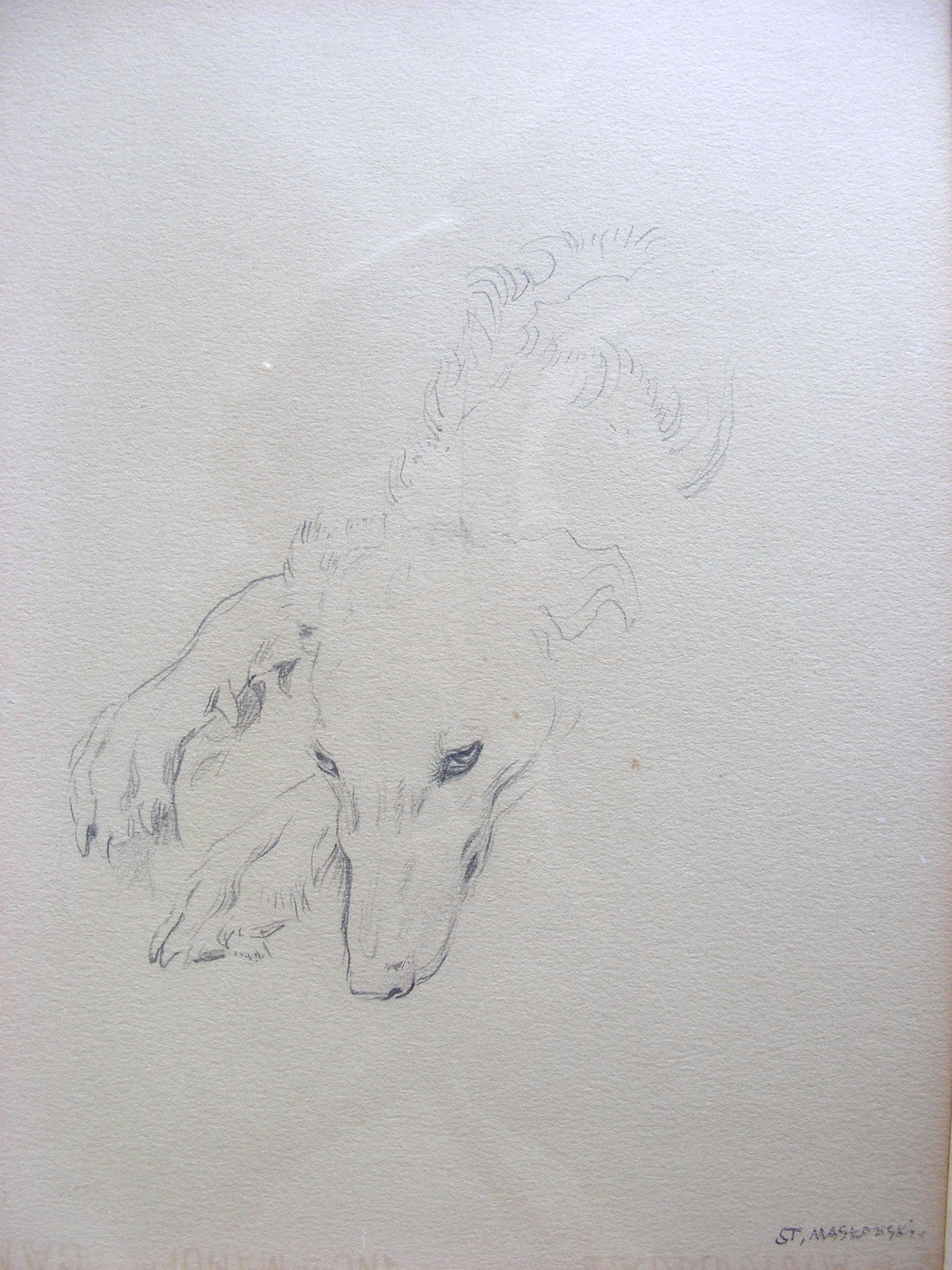
Głowa charta, studium rysunkowe 1897 (własn.rodziny artysty)
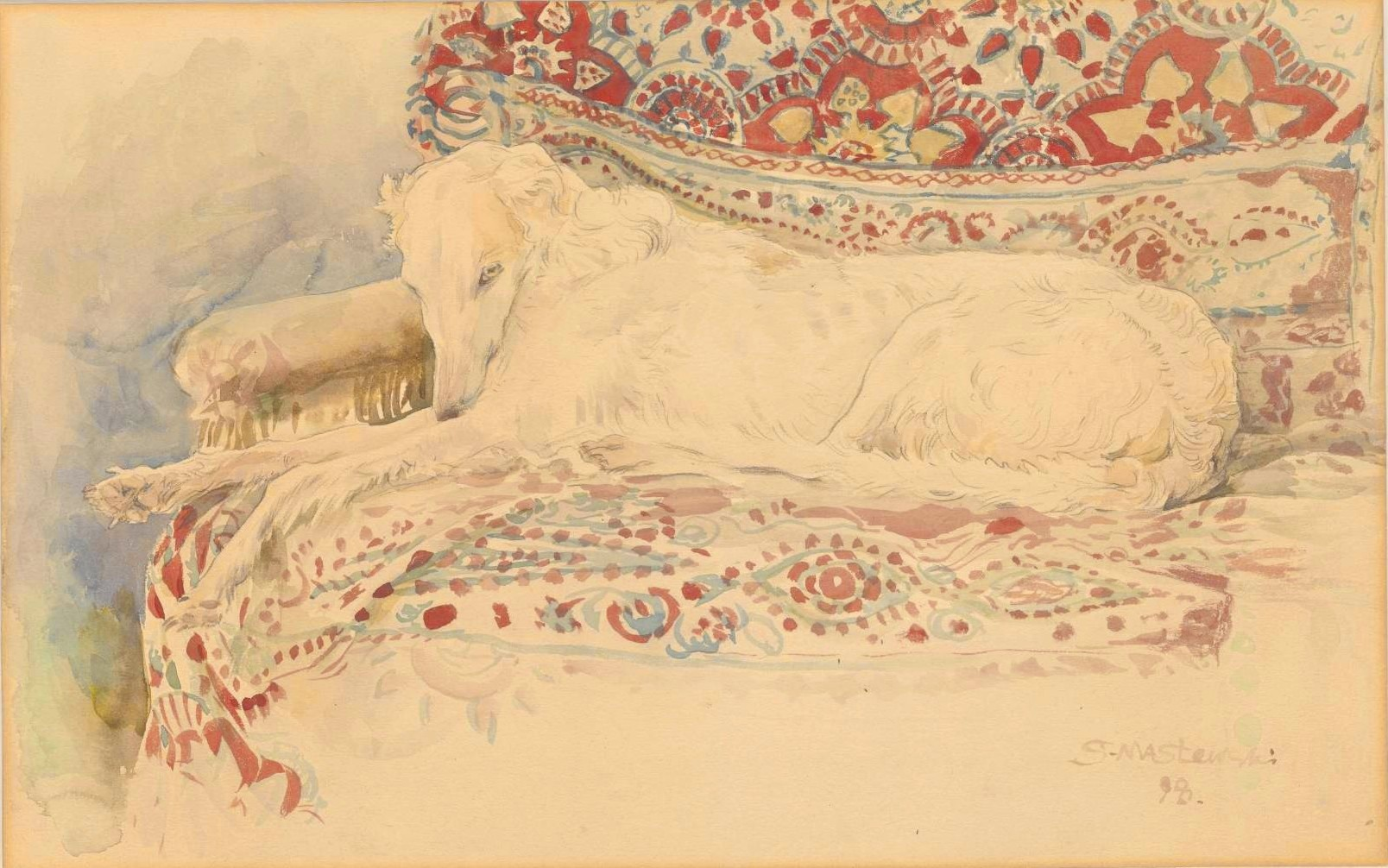
Chart, akwarela z 1898 roku (Muzeum Narodowe w Warszawie)
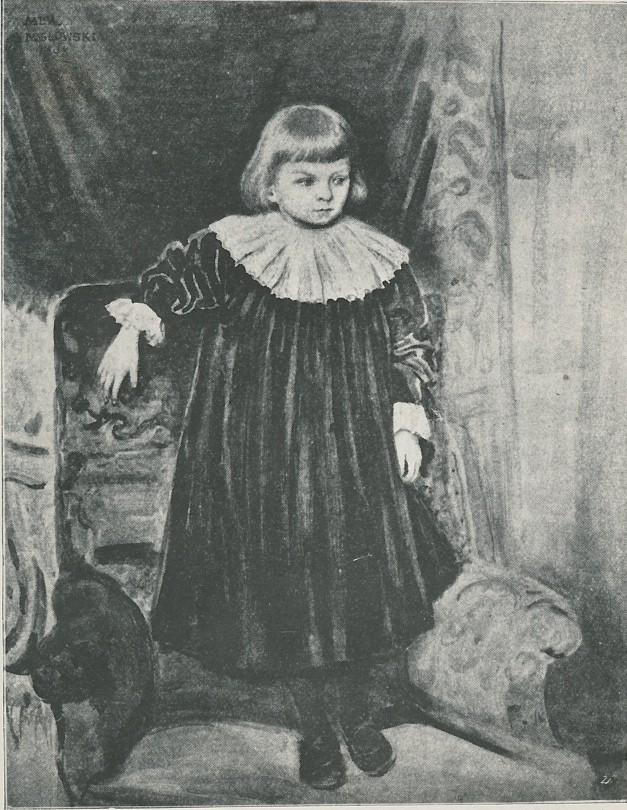
Portret dziewczynki, akwarela/pergamin, 1898 (jest to portret Marii Ponikowskiej – kuzynki artysty – córki brata żony artysty w wieku dziecięcym)
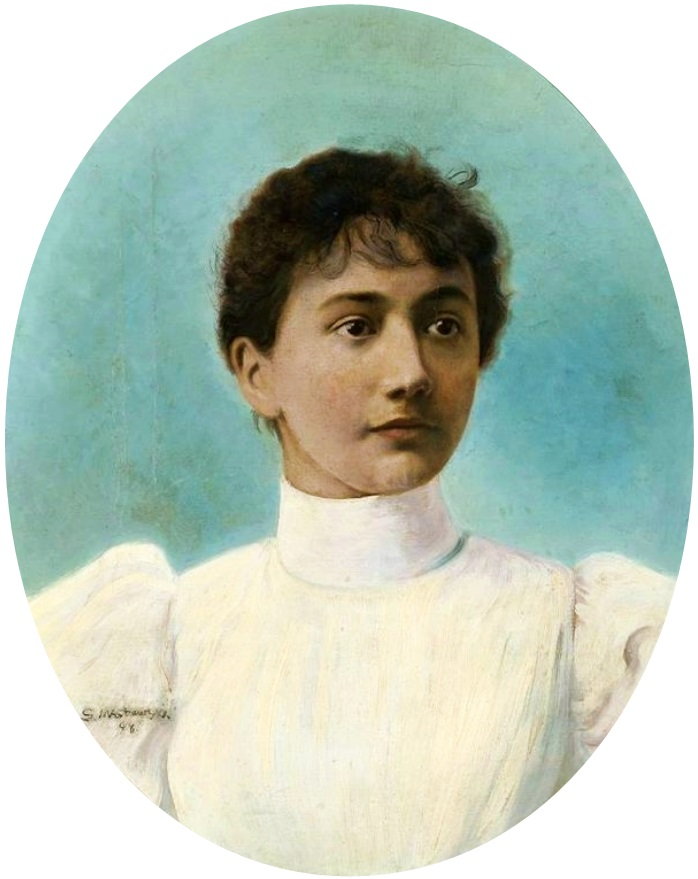
Aniela Rapacka, portret olejny na płótnie, sygnowany: „S.MASŁOWSKI 98", Muzeum Narodowe w Warszawie – https://cyfrowe.mnw.art.pl/en/catalog/511273
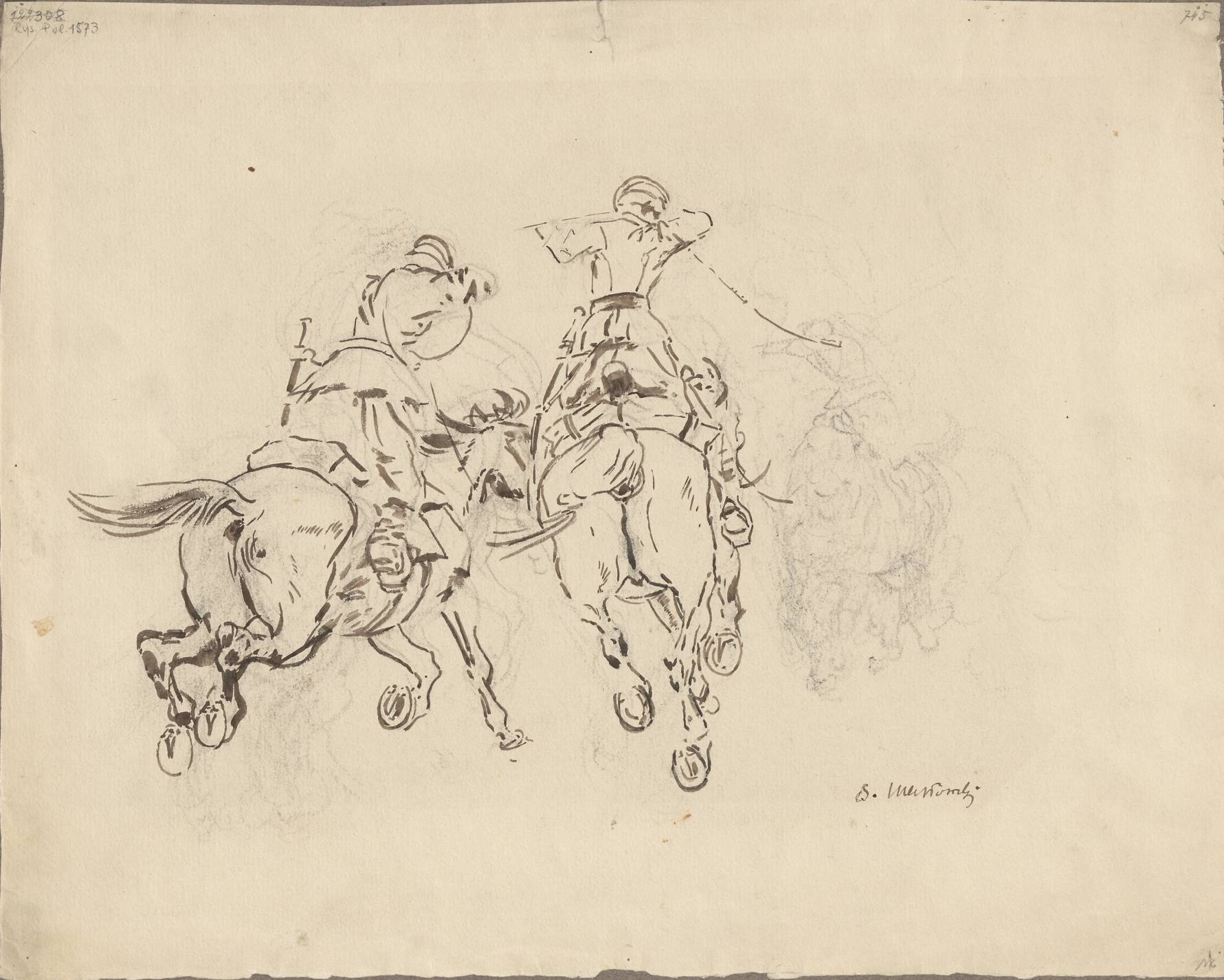
Kozacy (Kozacy na koniach w galopie), rys./pap., ca 1900 (Muzeum Narodowe w Warszawie)
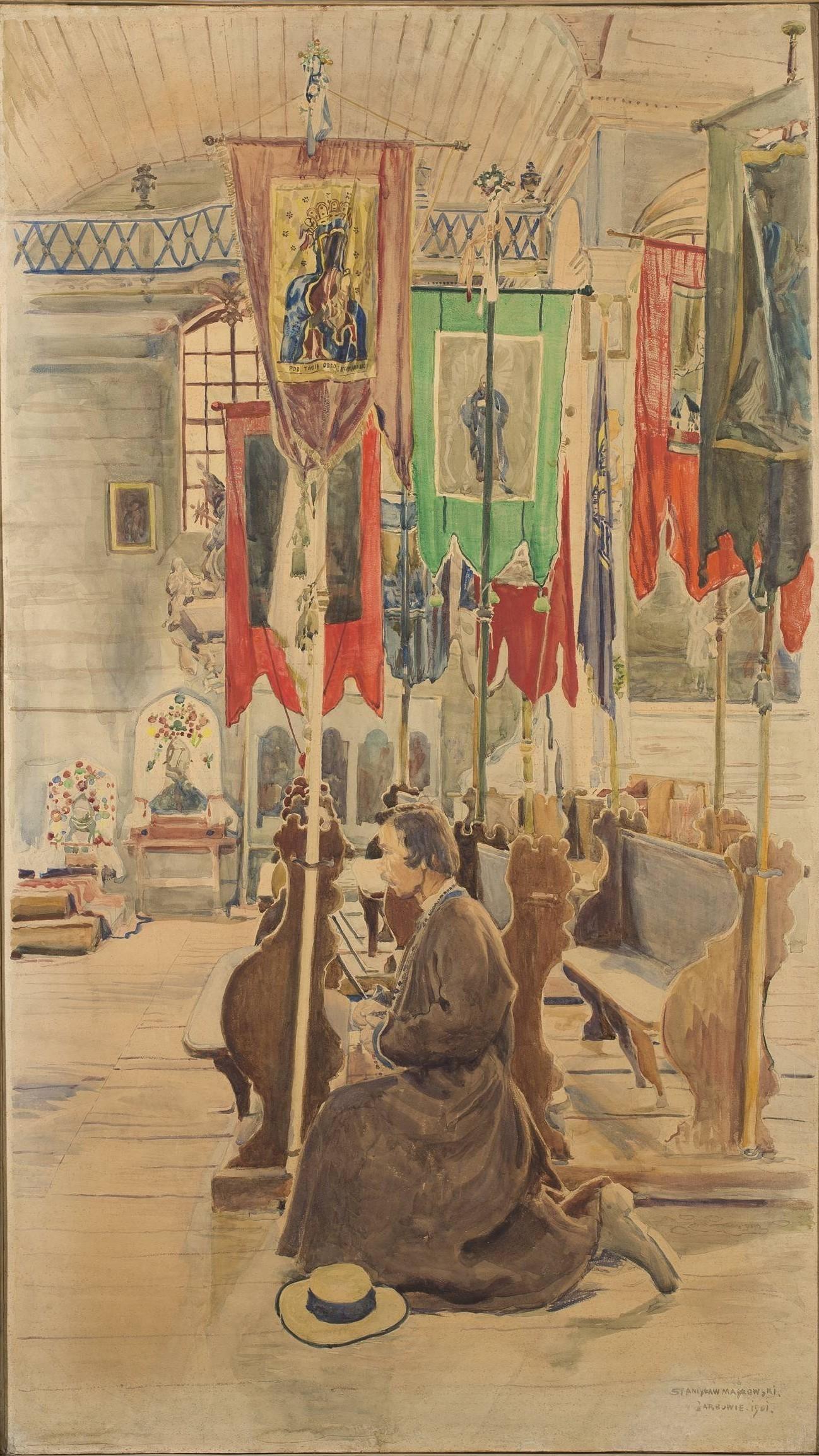
Wnętrze kościoła w Garbowie, akwarela, 1901 (Muzeum Narodowe w Warszawie)
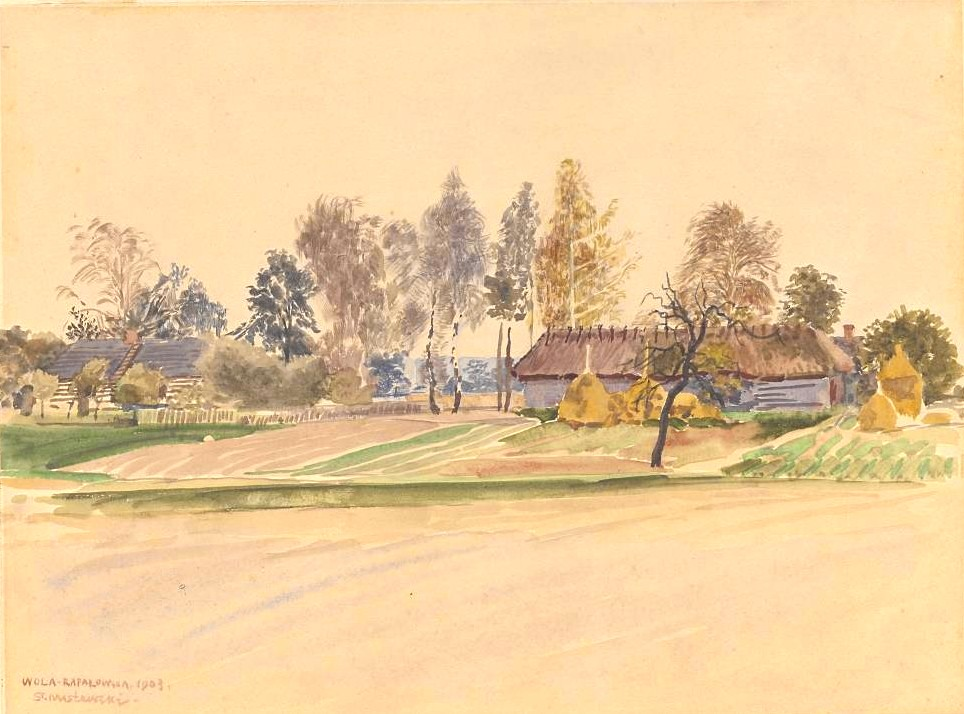
Wola Rafałowska – krajobraz, akwarela z 1903 (Muzeum Narodowe w Warszawie)
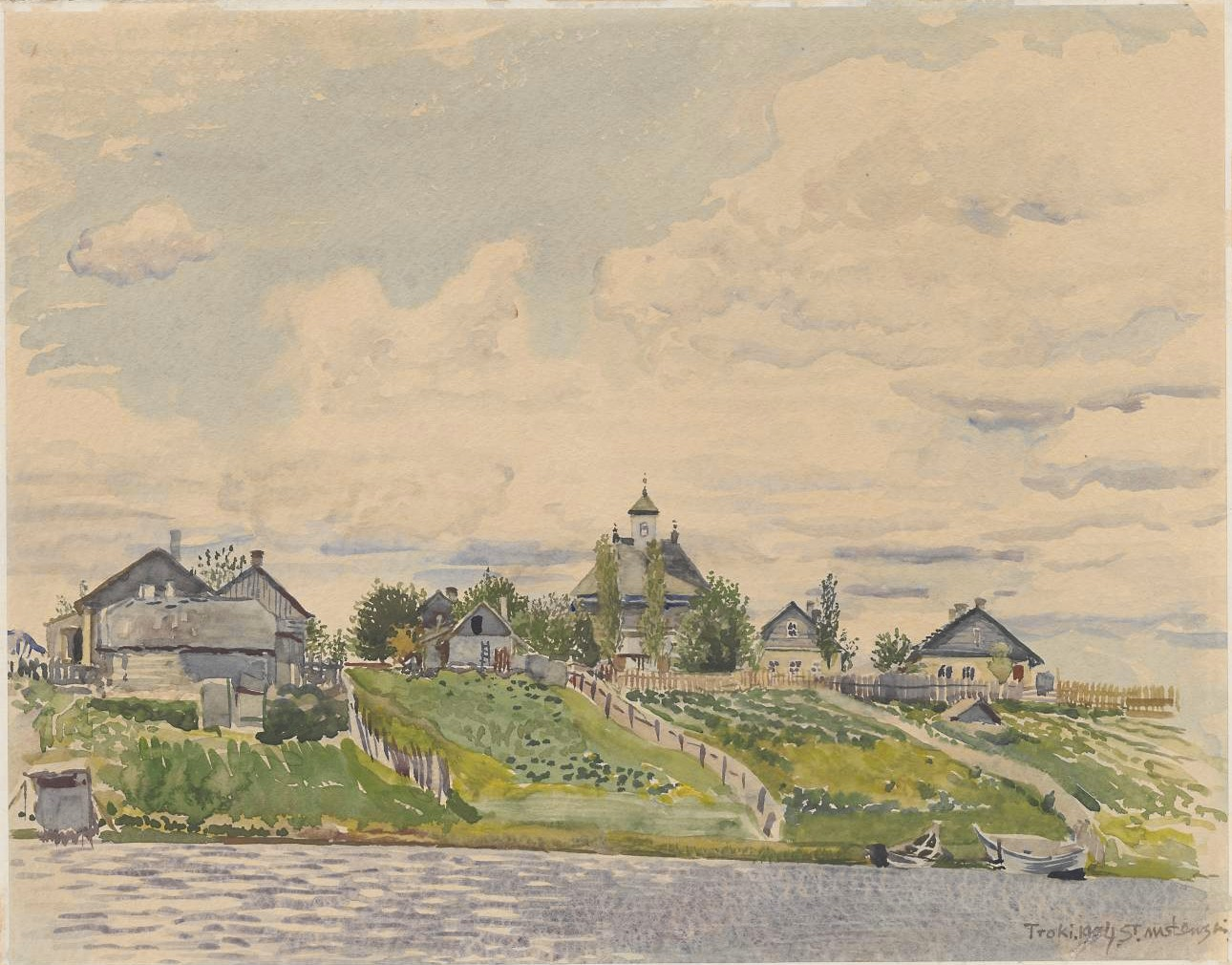
Troki (widok karaimskiego brzegu robiony z jeziora) – pejzaż, akwarela z 1904 roku (Muzeum Narodowe w Warszawie)
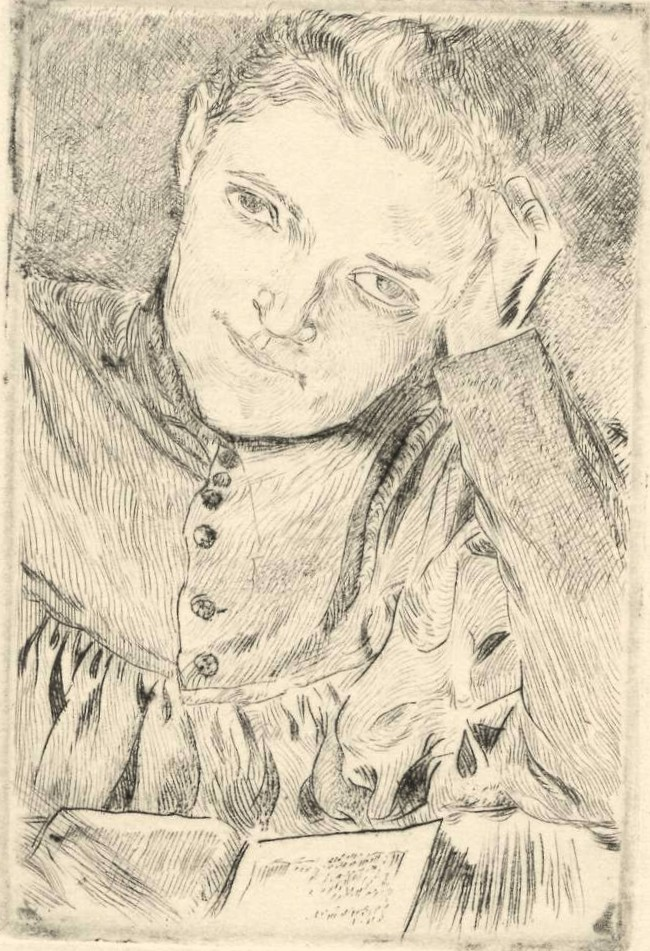
Portret żony artysty, ok. 1905[64], sucha igła (Muzeum Narodowe w Warszawie)
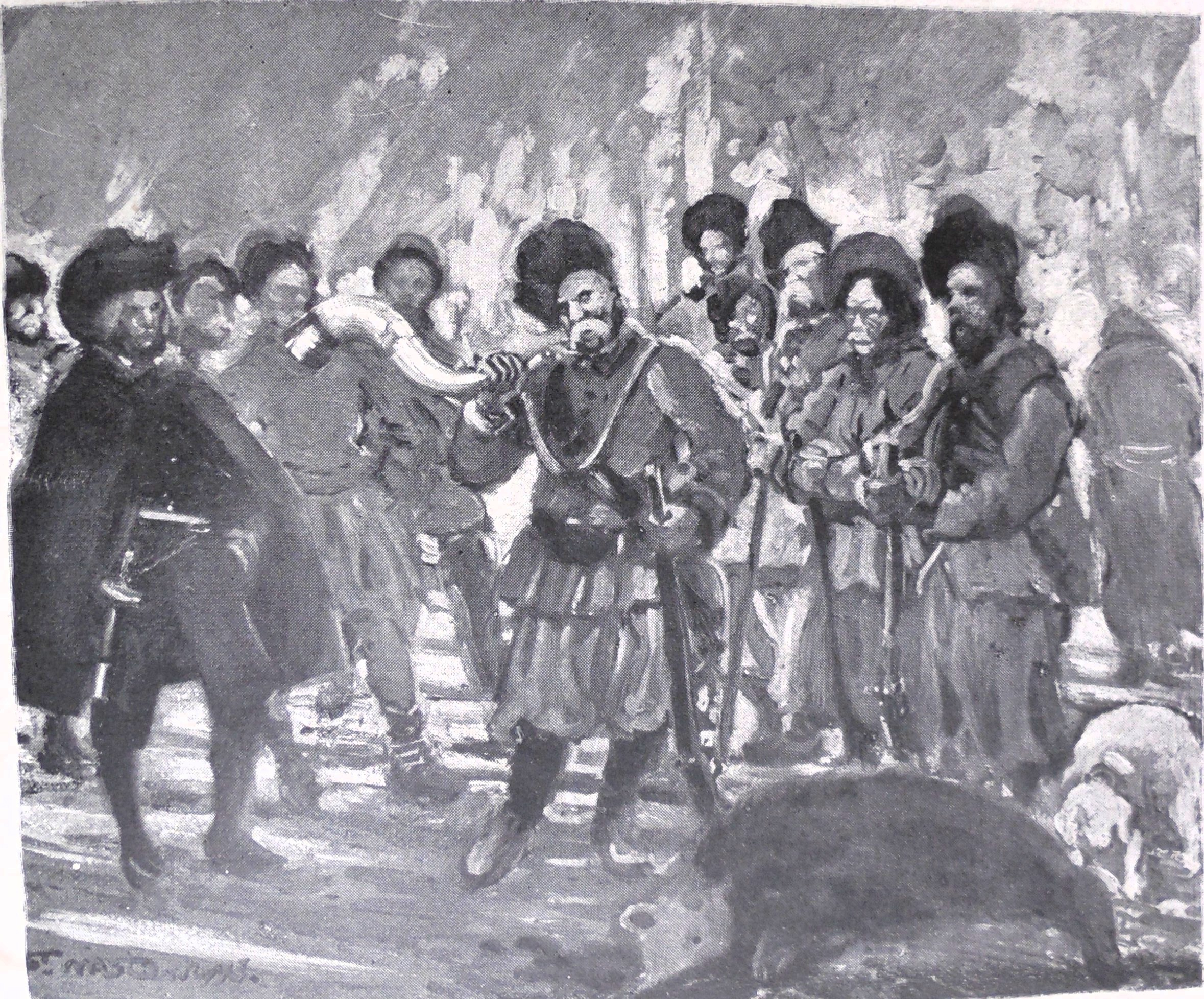
Koncert Wojskiego – ilustracja do IV księgi „Pana Tadeusza Adama Mickiewicza
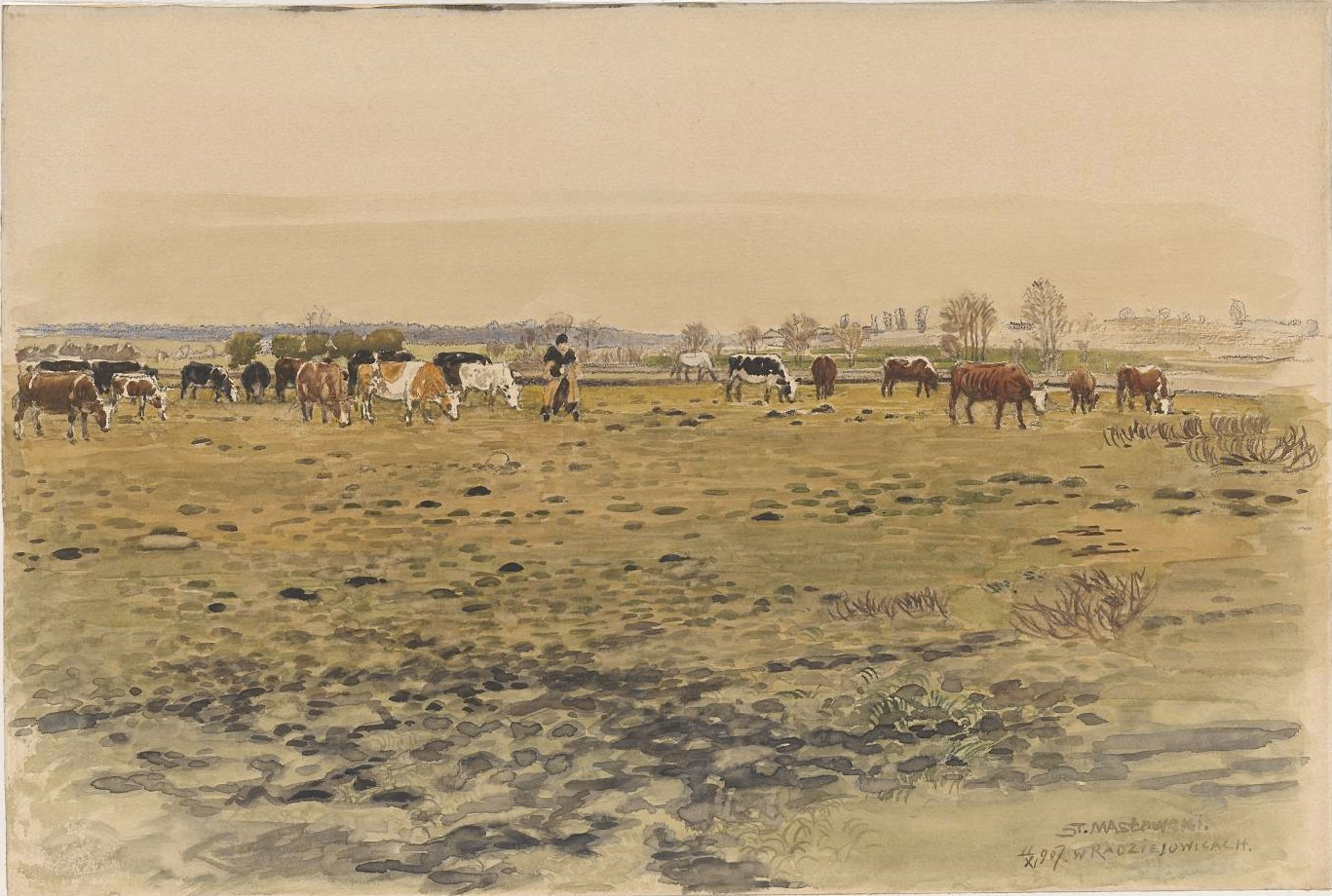
Na pastwisku, pejzaż z okolicy Radziejowic, akwarela, 1907 (Muzeum Narodowe w Warszawie)
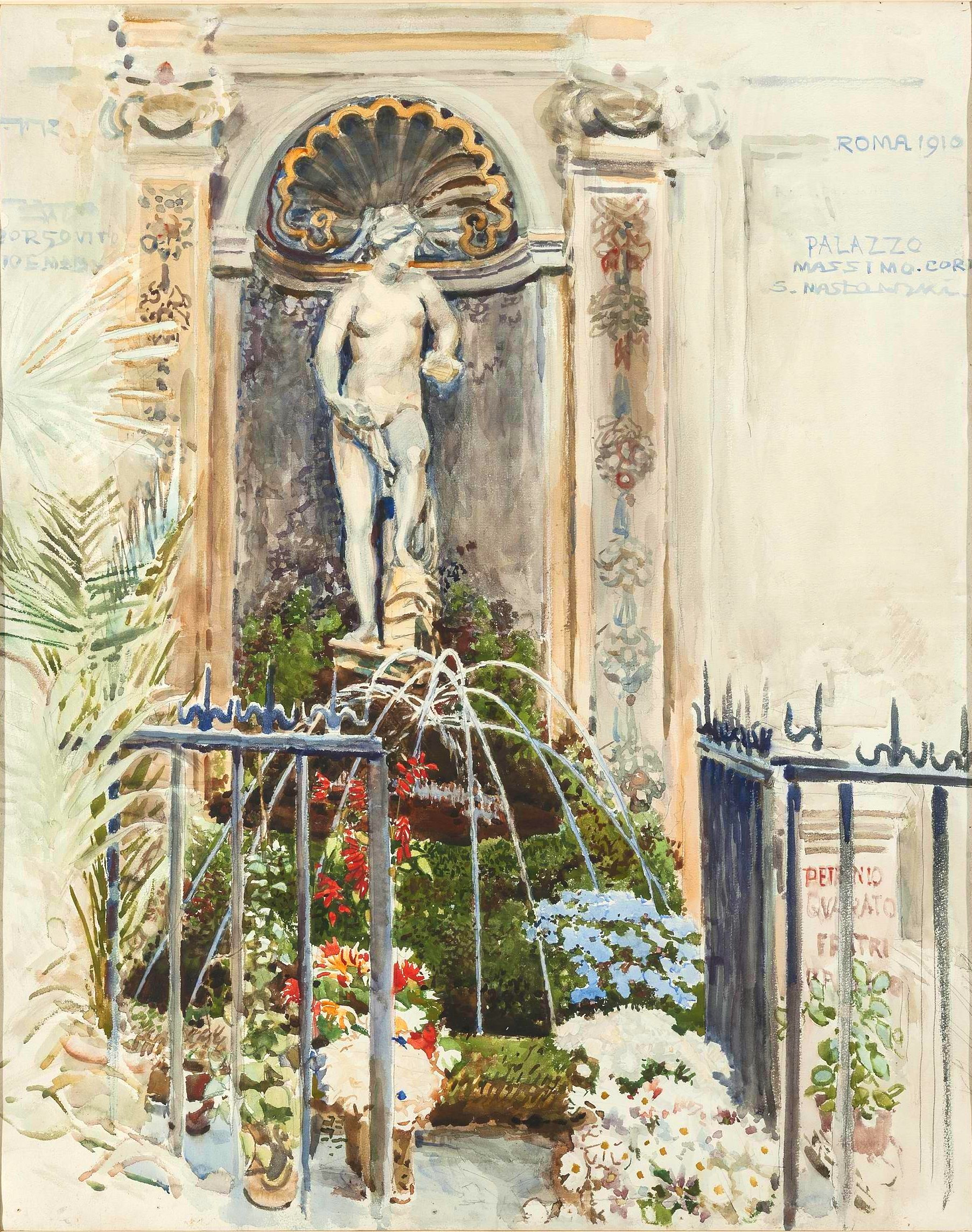
Fontanna w Palazzo Massimo w Rzymie), akwarela, ca 1910 (Muzeum Narodowe w Warszawie)
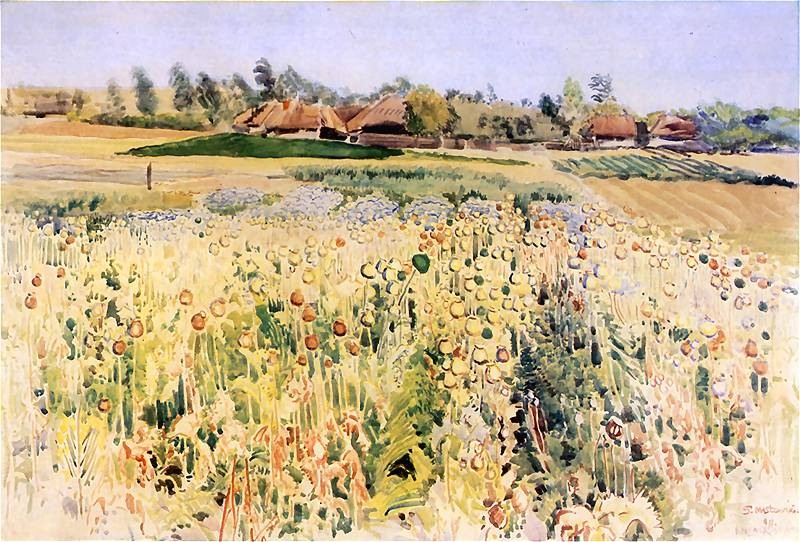
Maki, akwarela, 1911 (Muzeum Narodowe w Warszawie)
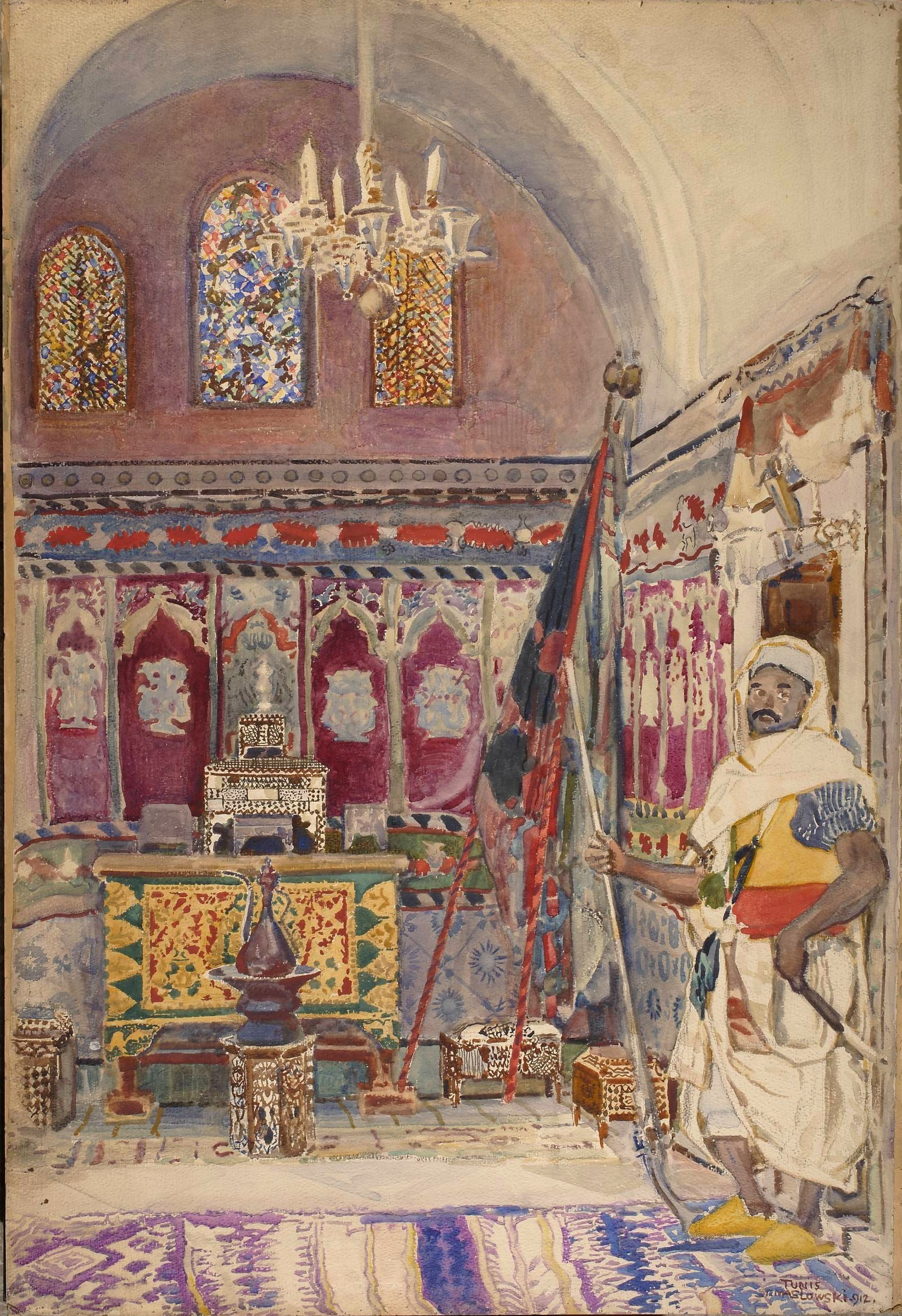
Skarbiec beja Tunisu w Dar el-Bei, akwarela/pap., 1912 (Muzeum Narodowe w Warszawie)
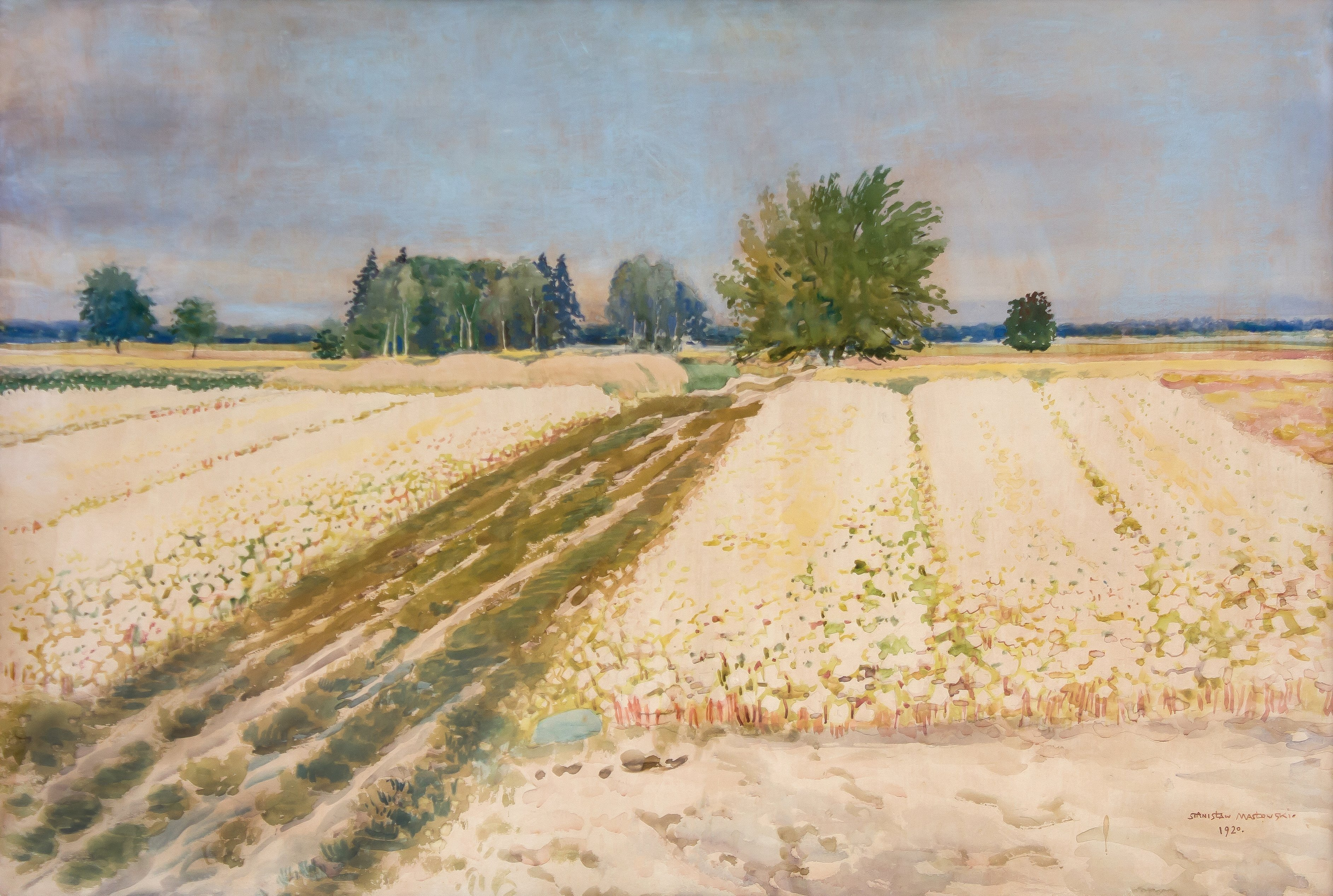
Gryka, krajobraz z 1920 r. (ze zbiorów Muzeum Okręgowego w Rzeszowie).
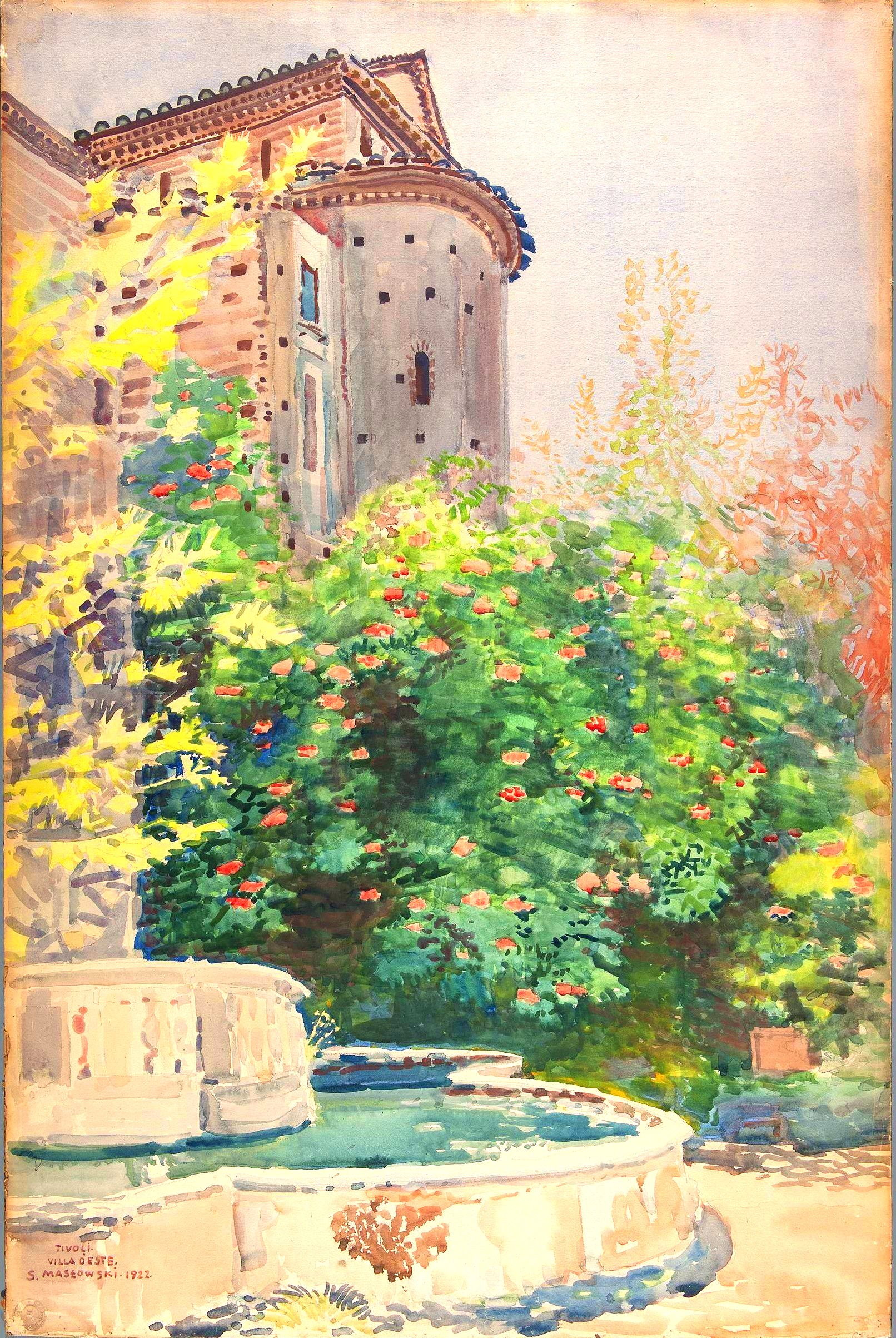
Tivoli Villa d’Este (fragment), akwarela, 1922 (Muzeum Narodowe w Warszawie)
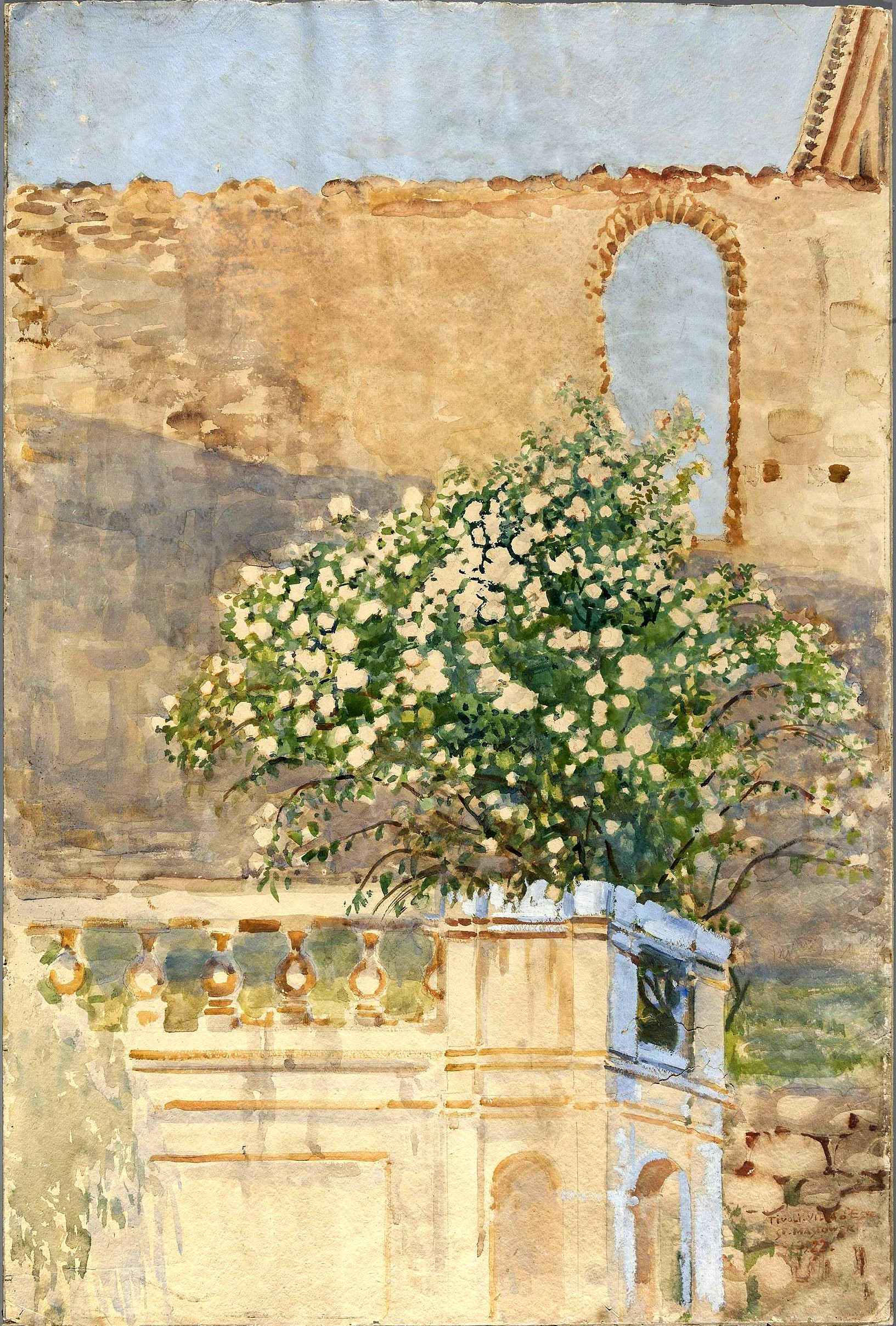
Kwitnące drzewo przy Villi d’Este w Tivoli, akwarela/pap., 1922, (Muzeum Narodowe w Warszawie, fot. Zbigniew Doliński)
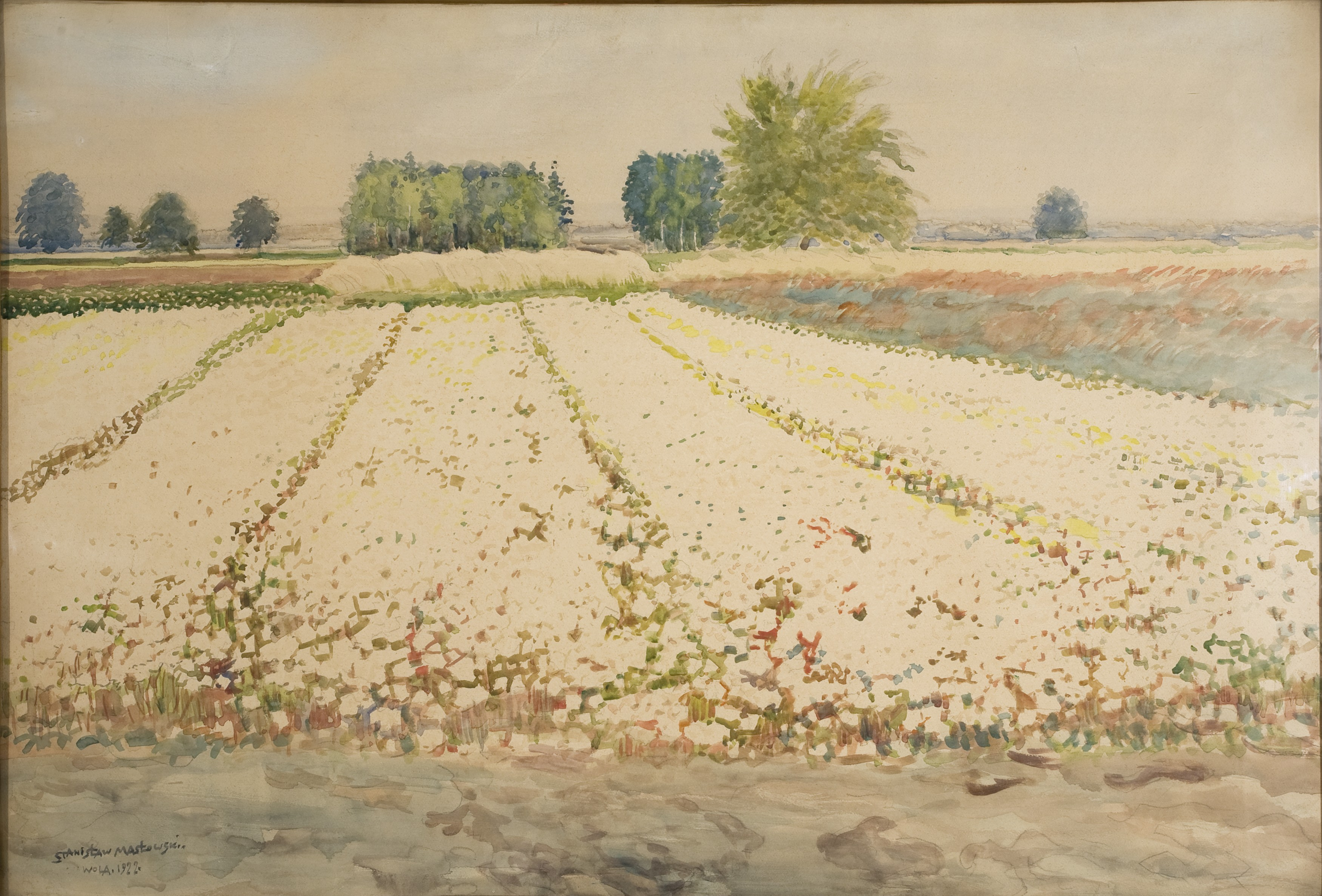
Gryka, akwarela, Wola Rafałowska, 1922, ze zbiorów Muzeum Narodowego w Krakowie, pracownia fotograficzna Muzeum Narodowego w Krakowie[j]
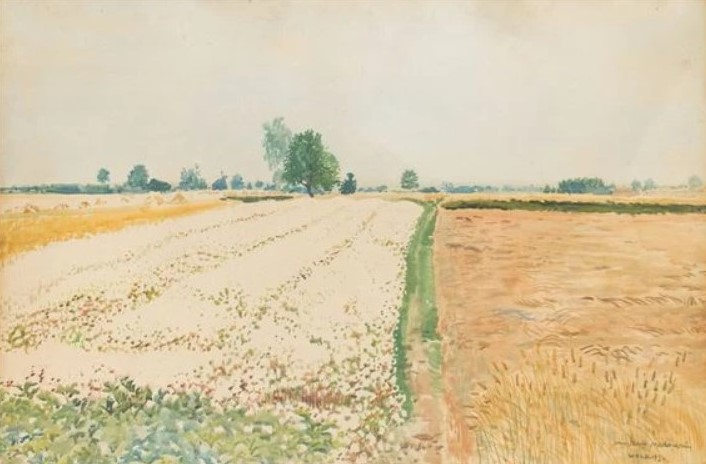
Gryka, akwarela, Wola Rafałowska, 1924, ze zbiorów Muzeum Narodowego w Warszawie
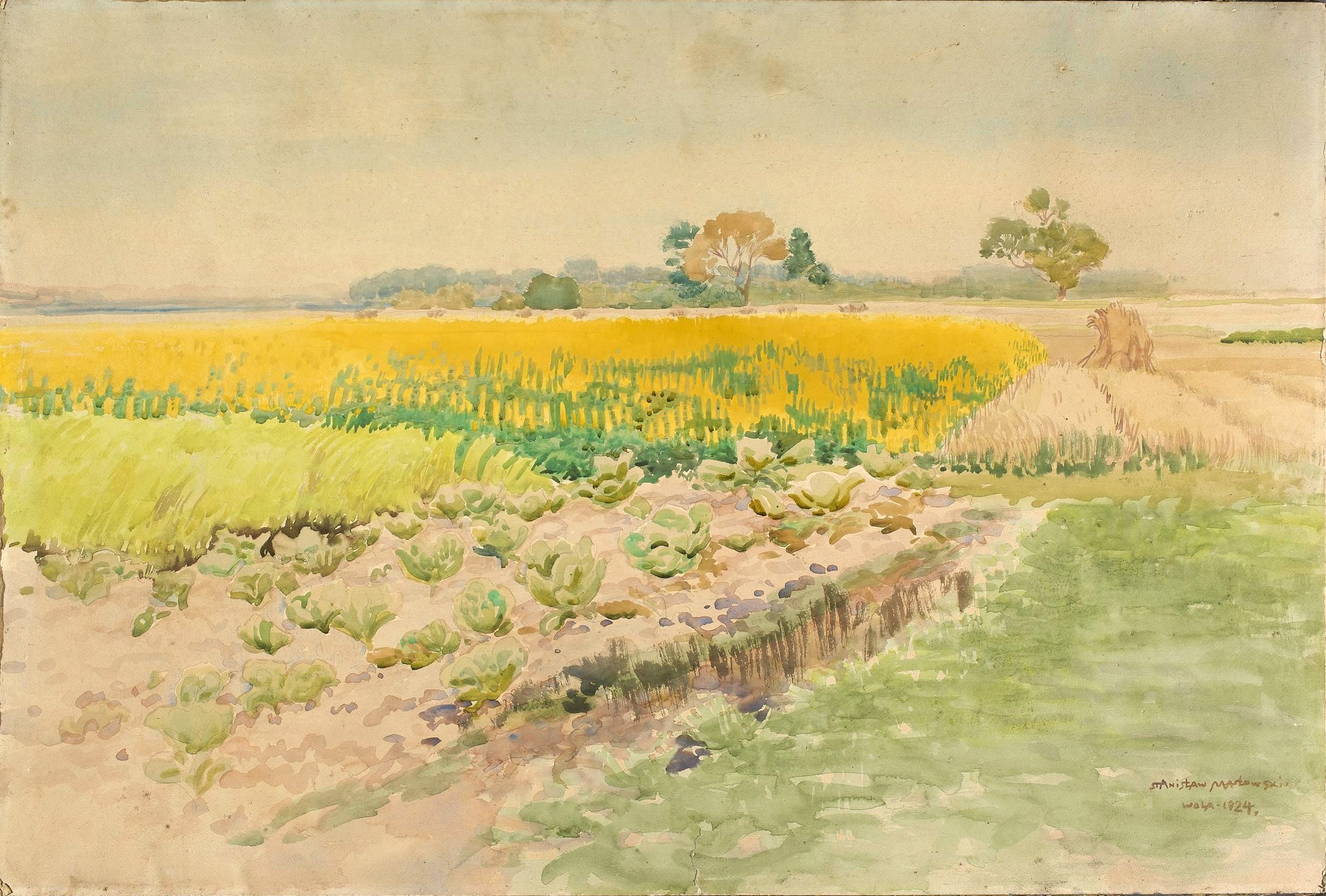
Łubin, pole łubinu, pejzaż z Woli Rafałowskiej, akwarela, 1924 (Muzeum Narodowe w Warszawie)